# 頭文字Dの登場人物
頭文字Dの登場人物（イニシャルディーのとうじょうじんぶつ）では、しげの秀一の漫画作品『頭文字D』に登場する人物及び搭乗車両について説明する。
一部のキャラクターは、ゲーム「ARCADE STAGE」シリーズおよびドラマCDのみに登場。なお、人物名のみはアニメなどに未登場。シリーズは、原則としてアニメ・ゲーム初登場時。
ゲームに出た登場人物の搭乗車種はゲーム内のものに準拠する。年齢と学年は連載当初。第2部（プロジェクトD編・4th Stage以降）は連載当初より1年後となる。
『新劇場版』と特記されている場合は2014年以降に制作されたアニメーション映画版3部作のこと（頭文字D#アニメーションを参照）を指し示す。
『実写版』と特記されている場合は2005年に製作された香港日本共同映画「頭文字D THE MOVIE」を指し示す。
また同作者が現在連載中の、後継作となる自動車漫画『MFゴースト』にも、同名のキャラクターが複数登場する。詳細は「MFゴースト#登場人物」を参照。

## 主要メンバー

### 藤原とうふ店

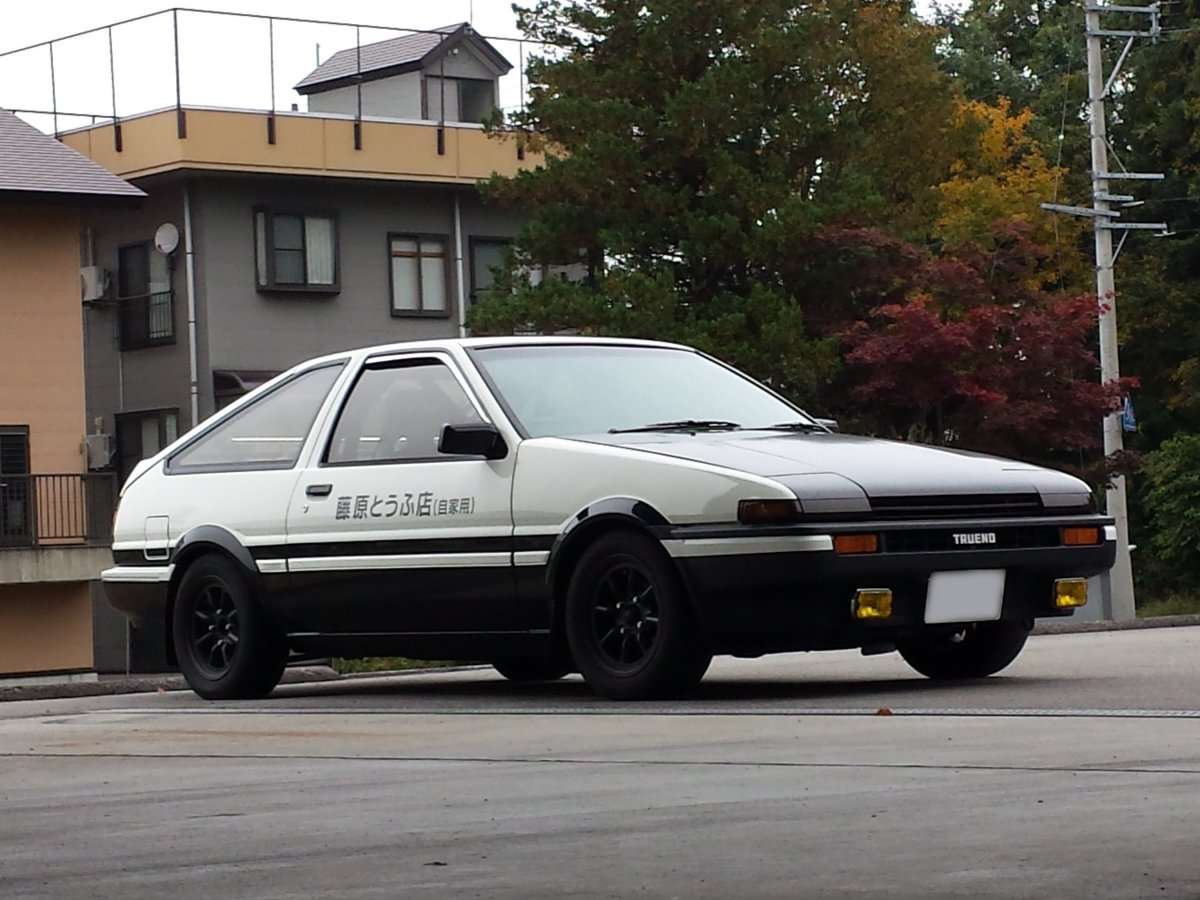
AE86 スプリンタートレノ 3ドア 前期型プロジェクトD仕様

伊香保温泉の近くにある豆腐屋。秋名湖畔のホテルに豆腐を納品するため、毎朝4時ごろに配達に出ている。
- 所在地…群馬県渋川市

藤原 拓海（ふじわら たくみ）
声 - 三木眞一郎 / 宮野真守（新劇場版）
詳細は藤原拓海参照。本作の主人公。
搭乗車種…AE86 トヨタ・スプリンタートレノ GT-APEX 3door（1984年式 前期型）

ボディカラー…ハイテックツートン（ホワイト/ブラック）（作中ではパンダトレノと呼ばれている）
主な外装パーツ…CIBIE製フォグランプ（新劇場版でPIAA製）、RSワタナベ製ホイール、FUJITSUBO製マフラー、純正ドアバイザー（プロジェクトDの遠征の途中で取り外される）、フロントリップ（メーカー不明、First stage、Second stage、Third stage、新劇場版のみ）
→プロジェクトD加入後、舘智幸戦からカーボンボンネット、チーム246戦からアクリルウインドウ付きリアゲート
主な内装パーツ…イタルボランテ製アドミラル、前期型GT-APEX2ドア用アナログメーター
→秋山渉戦以降はTRD製グループA AE101用レースエンジン搭載により12000回転スケールのsmith製タコメーター、油圧計、水温計、バケットシート
→プロジェクトD加入後は永井電子機器製ウルトラステッピングタコメーター、 ウルトラ製デジタルスピードメーター、大森製油温計、油圧計、水温計、燃料計を使用したワンオフメーターパネル、ロールバー、momoステアリング製VELOCE RACING
ナンバー…群馬55 お 13-954 / 秋名50 せ 2-674（新劇場版、MFゴースト）

藤原 文太（ふじわら ぶんた）
声 - 石塚運昇 / 平田広明（新劇場版）
本作のキーパーソン兼狂言回し。拓海の父であり、「藤原とうふ店」の店主。43歳、身長172 センチメートル、体重62 キログラム。
糸目と無精ひげが特徴。かつては「自他共に認める秋名最速」「伝説の走り屋」と言われていた元ラリー屋。拓海がまだ13歳のころから英才教育を兼ねて、トレノでの豆腐配達をさせている。
好きなものはキャブレターの吸気音とタバコで、嫌いなものは豆腐とでかい車。
当初の愛車はAE86型スプリンタートレノで、拓海が出かける際に貸し出す形となっていたが、エンジンブローからの復活をきっかけに「修理代に拓海がバイトで貯めた預金も使ったから、半分は拓海のもの」として自由に使えるように許可する。その後「実用的でラクな車」を求め、政志の薦めで中古のGC8型インプレッサを検討。当初は大型リアウィングを敬遠していたものの、そのあまりの速さに魅せられて乗り換えた。直後にトレノは拓海名義に変更させてほぼ完全に譲渡し、現在の拓海による豆腐の配達は、トレノとインプレッサを交互に使わせている。また、拓海が高校を卒業して社会人になってからは、再び文太も1日おきに豆腐の配達を始めるようになった。
いつもタバコをくわえている愛煙家。アニメ『Fourth Stage』では携帯灰皿を持っている。
無口で無表情だが、内に秘めた情熱は今でも拓海に負けてはおらず、拓海の実父なだけあって負けず嫌いな性格。「秋名山の下りならシューマッハよりも速い」「ポルシェが相手でも勝てる」と豪語している。拓海の神業的運転ですら「へたくそ」と言い切っており、事実インプレッサの試乗でも拓海をしっかりと打ち破っている。
拓海が小柏カイといろは坂でバトルする前には祐一に「ヘタとは思っていない」とも言っており、後に「ハタチかそこらのガキに親を超えたと言われてもふざけんなと思う」と小柏健に話していることから、これらの発言もまた負けず嫌いな性格の一端であることが窺える。また拓海同様「溝落とし」の使い手であり、インプレッサの試乗時には前を走る拓海と同じタイミングで溝落としを使い、見事に抜き去っている。彼自身はこの技術を「溝走り」と呼んでいる。
グループAで使用されていたTRDチューンの4A-GE型エンジンを引っ張ってくるだけの人脈や、現役のプロレーサーの友人がいたり、シャンパンを飲んだことがあると発言するなど、モータースポーツの世界と何らかの関係があったことをちらつかせるような一面も持つ。
ガソリンスタンドの店長である立花祐一とは古くからの親友で、トレノの助手席に彼を乗せた時は隣でわめく様子を楽しんでおり、「手放しドリフト」をして祐一を恐怖させたこともある。また、アニメ（ドラマCD含む）版では土屋圭市とも交友がある。
「トレノよりエアコンの効きが良いから」という理由で拓海が勝手にインプレッサに乗ってデートに行ったため困惑するも、身代わりに置いて行かれたトレノに乗り「ツボにはまると気持ちいい車だな」と語っており、高橋涼介のチューニングセンスの良さを体感している。しかしその一方で最後までトレノで行くことに対して限界を感じており、拓海にできることはこれが最後になるだろうと淋しい背中で語っていた（具体的に何をしたのかは不明）。
拓海の母親については作中では明言されていないが（拓海自身も「母親はいない」と語っている）、作者はインタビューで「死んだか、拓海と文太を捨てて出ていったかのどちらかだろう」と語っている。なお、実写映画版では家を出ていった設定となっている。
実写版では酒浸りで、拓海が配達から帰宅するころには決まって酔い潰れていたり、キャバレーで女の子とどんちゃん騒ぎするなど、寡黙で渋いキャラクターの原作とは異なり、コミカルなイメージのキャラクターに脚色されている。その一方で新しいエンジンに載せ変えた後のトレノに拓海を乗せて車の特性を教えるなど、拓海の師匠らしい言動を見せることもある。
搭乗車種…GC8 スバル・インプレッサ WRX type R STi Version V（1998年式 アプライドF型）

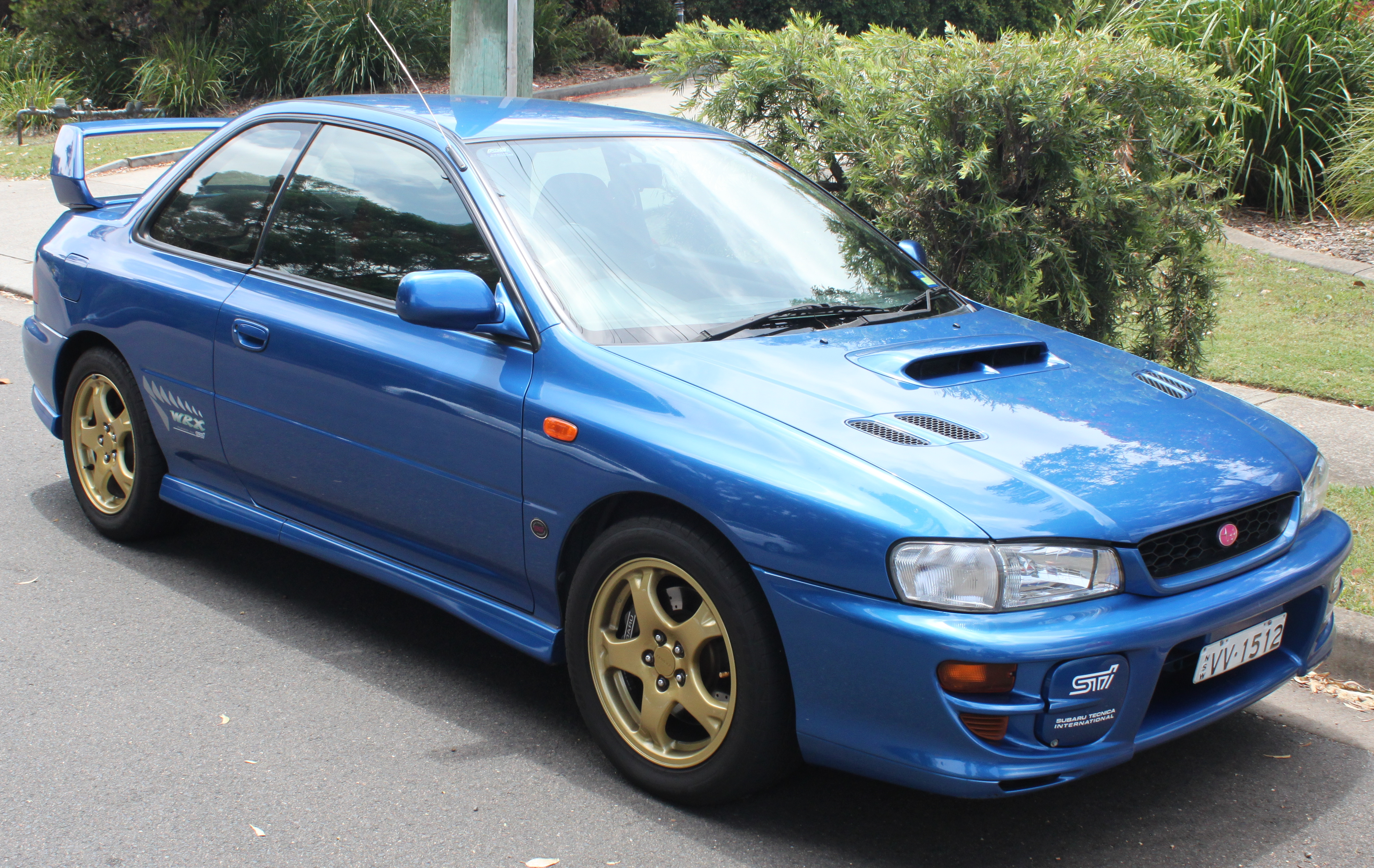
藤原文太搭乗車と同型・同色のGC8 インプレッサWRX type R STi Version V

ボディカラー…ソニックブルー・マイカ（フジミプラモデルおよびゲーム「ARCADE STAGE Ver.3」以前はクールグレー・メタリック、「ARCADE STAGE 4」以降はソニックブルー・マイカ）
主な外装パーツ…STI製WRカータイプフロントバンパー（限定車22B STi Versionの物とは別）、マフラー（メーカー不明）
主な内装パーツ…三連メーター（油圧計、油温計、水温計）、ブーストメーター
ナンバー…群馬52 が 13-600 / 群馬73 が 2-210（ゲーム「ARCADE STAGE Zero」）

### 秋名スピードスターズ（AKINA SPEED STARS）

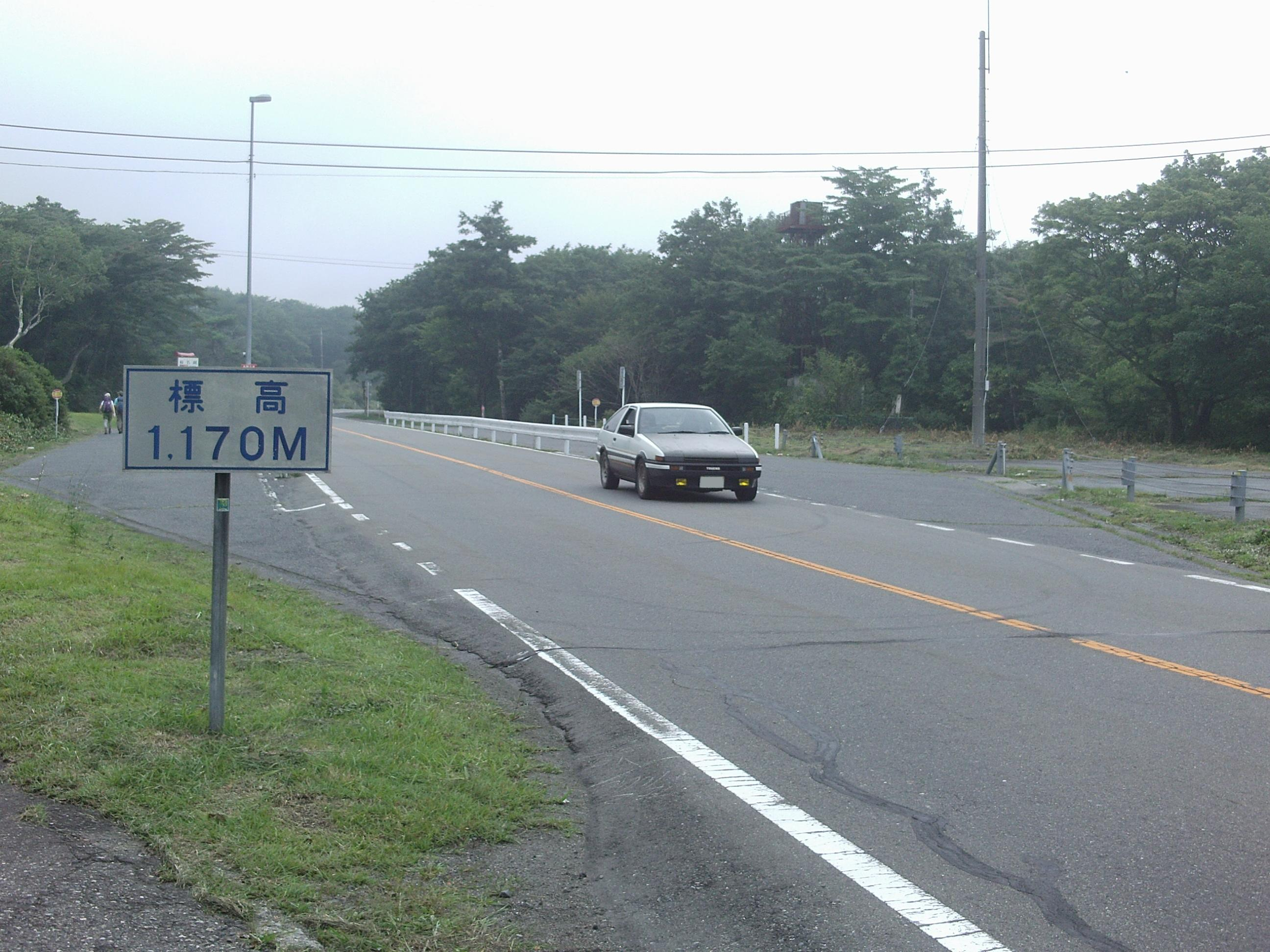
スピードスターズの拠点・秋名山のモデルである榛名山（下りスタート地点の伊香保榛名道路料金所跡地）

池谷浩一郎が立ち上げた走り屋チーム。本格的なドラテク追求の場ではなく、車好きの連中が集まった同好会的な性格が強い。
表向きは「秋名最速」を自称しているが、お世辞にも実力は高いとは言えず（高橋涼介曰く「カスぞろい」）、肝心のバトルに関しては正式なメンバーではない拓海頼りという状態である。第二部以降、チームとしての活動はほとんど描かれていない。
原作およびアニメでは大人数のチームだが、新劇場版ではまだ加入していない樹を除くとメンバーは4人しか登場しない。実写版では池谷がモブキャラクターとしてしか登場しておらず、代わりに樹がリーダーとして仕切っている。
原作、アニメ、新劇場版でチームステッカーのデザインが異なる。
- 本拠地…群馬県北群馬郡伊香保町（現在の渋川市）及び群馬郡榛名町（現在の高崎市）・秋名山（モデルは榛名山）（群馬県道33号渋川松井田線）
- リーダー…池谷 浩一郎

池谷 浩一郎（いけたに こういちろう）
声 - 矢尾一樹 / 土田大（新劇場版）
21歳。身長175 センチメートル、体重60 キログラム（第一部）。得意技はダッサダサの多角形コーナリング。「秋名スピードスターズ」のリーダーで、自称ナンバー2（1位は拓海）。
拓海たちの先輩従業員。中学生のころからバイクいじりで遊んでいて、愛車を購入し走り屋となった。ドラテクは並程度だが、メカに関する知識は豊富で、後輩の面倒見も良い好人物である一方、自分に自信が持てない性格で、女性に対してもかなりの奥手。佐藤真子とはそれなりに良好な関係ではあったものの、その性格が災いして寸前のところで関係は消滅した。
レッドサンズとの交流戦に向けて秋名の下りを走っていたところ、自身の走りへの迷いと焦りからコーナーの途中で現れた対向車（三菱・パジェロ 2代目ショートボディ）をかわしたことで反応が遅れ、ガードレールに激突する事故を起こしてしまう。池谷自身も大けがを負ったが、対向車の運転手が救急に通報したために事なきを得た。その後、シルビアが修理されるまでの暇を利用して自身のドラテクを見直し、以前はコーナー出口でアクセルを思いっきり踏んでテールを振るパワースライドをドリフトだと思い込んでいる程度であったのが、サイドブレーキをきっかけとしたドリフト程度はできるようになった。さらに第2部ではサーキット経験者のS15シルビア相手に、ブレーキングで対等以上のテクニックになっている。加えて後に製作されたOVA（時系列的にはS15戦より前で、かつ基となった原作番外編には無かったオリジナルシーン）では最終的にスピンしてしまったものの、サイドブレーキを使わずにカウンタードリフトを決めるなど、着実にドラテクを伸ばしていった。
S14シルビアを嫌っており、S14のドライバーである中村賢太が拓海にバトルを申し込もうとスタンドに来た時は機嫌を悪くしていた。その他、単行本4巻の巻末おまけでは「かんべんしてよニッサンさん、1800のクルマを途中で2000にしないでよ」とも発言している。
原作では喫煙者の設定になっているが喫煙シーンは少なく、アニメでは喫煙者の設定はない。
池谷のS13シルビアは埼玉県にあるチューニングショップ「テクノプロスピリッツ」のチューニングカーがモデルになっており、原作1巻では完全な前期型だったが、3巻以降は後期型のフロントマスクになる。
作者のしげの秀一は一番好きなキャラクターとして池谷を挙げており、その理由は「自分の目線が詰まっているから」と答えている。
アニメでは高橋涼介同様にバトルの解説や原作のナレーションにあたる役割も担い、ドラテク、チューニング、対戦相手の特徴や癖、車の説明や解説する量が増えている。
搭乗車種…S13 日産・シルビア K's （1990年式 1800cc 前期型）

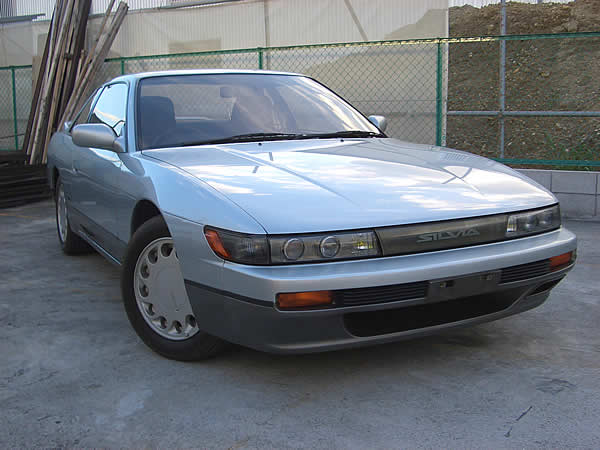
池谷浩一郎搭乗車と同型のS13 シルビア 前期型

ボディカラー…ライムグリーンツートン
主な外装パーツ…NISSAN製パーツ、SPEED STAR WHEEL製ホイール（原作、新劇場版、ゲーム）、nismo製ホイール（アニメ）、純正ドアバイザー
ナンバー…群馬58 へ 51-745 / 秋名79 さ 3-832（新劇場版）

武内 樹（たけうち いつき）
声 - 岩田光央 / 白石稔（新劇場版）
誕生日 4月2日～4月19日のいずれか（アニメ版）夏休みの1ヶ月前に拓海と同時期に運転免許を取得している。
血液型 O型（作中で唯一血液型の設定がなされている人物）
18歳、身長163 cm、体重55 kg、高校3年生（第一部）。好物はチーズケーキ（原作では台湾産のバナナ）。得意技は坂道発進。作中では「イツキ」とカタカナ表記されることが多い。
感極まった時によく「くーーっ!」と奇声を上げ「腿上げ」の要領で片足立ちになり両手でガッツポーズする。
藤原拓海のクラスメイトかつ親友で、感極まると拓海に抱き付くことも多い。大のお調子者であり、それらの言動に拓海も呆れたり振り回されつつも、拓海が樹だけに本音を語るシーンも多く、仲の良さが窺える。樹も拓海がいかなる相手から勝負を挑まれようと、「拓海なら絶対に勝てる」と彼を心から信用している。
立花祐一が店長を務めるガソリンスタンドにアルバイトとして勤務しており、高校卒業後はそのガソリンスタンドの正社員となった。
自らのクルマの購入を機に「秋名スピードスターズ」に加入し、「拓海がパンダトレノなら俺は赤か黒のレビン」と宣言していたが、「程度の割に凄く安かった」と白のレビンを購入した。当初はシルビアが欲しかったが高いため断念。しかし、そのレビンはAE86ではなくAE85（通称：ハチゴー）であり、本人は知らずに間違って買ったため池谷や健二に爆笑されるも、唯一拓海だけは慰めてくれた。その拓海がハチゴーを運転して他所の走り屋を抜き去ったことから、ハチゴーでもテクニック次第で速く走れることを実感したため、長く乗り続けることを決意する。後に秋山渉のターボ仕様のハチロクレビンに感化され、ハチゴーにターボチャージャーを装着している。
大のハチロク好きであり、ハチロクを侮辱する発言を聞くと相手が誰であれ激昂する。調子に乗るとハンドルから手を離したり、よそ見をするなどかなり危ない運転になることもしばしば。その度に拓海は頭を抱えている。
一時期恋人であった秋山和美とラブホテルに行こうと誘い、一度はOKが出たものの、和美の元彼の登場により失敗。後日、渉から「和美のようなヘチャむくれのことはあきらめてもっとイイ女を捜せ」と、再び新しい恋を探すように念を押された。
連載開始当初はドライビングテクニックはまるで初心者だったが、拓海の横乗り体験や秋山和美にドリフトを教えてもらうなどの経験を積み、埼玉エリアの定峰や間瀬へも遠征している。第二部終盤では、第一部で上手くできないとこぼしていた（アニメ『First Stage』では拓海に見せつけようとして2回とも失敗した）ヒール・アンド・トウをマスターし、拓海を驚かせた。
走り屋の好む車は全て好きだが、父親の乗っているオートマでFFのディーゼルエンジン車を「ダサい」「クルマじゃねーよあんなの」と言ってかなり嫌っている。FF車自体を「サイテー」と発言する場面もあるが、ホンダ・シビックの場合は「走り屋に人気の車」「ハチロクのライバルだから道は譲れない」と冷静に見ている。原作とアニメ版とでは初恋の相手が違い、アニメ版はオリジナルストーリーである1st13話、相手もアニメオリジナルキャラクターの沙織。
単行本48巻収録の番外編「拓海外伝」に登場する中学生時代の樹は髪型が本編とは異なる。このとき樹の両親が初登場しており、母親の顔は樹にそっくりであった。
「実写版」では立花祐一の息子で、名前も「立花樹」に変更され、池谷の代わりに秋名スピードスターズのリーダーを務めている。性格も根は原作同様の好人物ではあるが、行動が伴っていない小金持ちのドラ息子といった扱いのキャラクターになっている。
実写版の愛車はS13シルビアの中破後、GT-Rを購入しかけたが結局はAE86トレノを購入。ただし何の改造もされていない素のAE86だったようで、岩城清次とのバトルで拓海が運転した時にはあまりの剛性の無さに困惑していた。
搭乗車種…AE85 トヨタ・カローラレビン SR（1984年式 前期型）
ボディカラー…ホワイト（セガサターン「頭文字D」では赤）
主な外装パーツ…GT-APEX用純正エアロダイナミックグリル、阿部商会製ホイール
ナンバー…群馬56 へ 11-009 / 秋名50 せ 2-212（新劇場版）
第二部からはターボチャージャーを装着し、馬力は80 PSから約2倍の150 PSへとパワーアップ。低回転での小トルク域から急激にターボが効き始める、いわゆる「ドッカンターボ」仕様である。

健二（けんじ）
声 - 高木渉 / 勝杏里（新劇場版）
池谷の幼馴染であり、「秋名スピードスターズ」のメンバー。21歳、身長173 cm（第一部）。苗字は不明。
実家のクリーニング屋を手伝っているが、ガソリンスタンドに入り浸って情報共有をするなどフリーター同然の生活を送っている。ドラマCD「ロンリードライバー伝説」での桂木美香（後述）とのバトルでは、まぐれであるが溝落としでのオーバーテイクを成功させたことがある。池谷、樹と共にロンリードライバーを自称するが、原作のクリスマス前の場面では「今年はフリーなもんで」「池谷もついに童貞卒業か」と経験済みであることを匂わせるセリフがあることから、以前に彼女がいたことが窺える。
池谷の「ばあちゃんがまた行方不明か?」というセリフから、祖母は存命の模様。
搭乗車種…RPS13 日産・180SX TYPE II（1991年式 中期型）

ボディカラー…ウォームホワイト
主な外装パーツ…NISSAN製パーツ、WORK製ホイール
ナンバー…群馬55し 11-305 / 秋名79 て 3-573（新劇場版）

桂木 美香（かつらぎ みか）
声 - 沢海陽子（ドラマCD）
池谷や健二が免許取りたての頃に秋名山を走っていた走り屋。デザイナー志望であり、池谷や健二の高校時代の先輩でもある。東京へ旅立つ前に健二とバトルし、最後に「溝落とし」を使った健二に敗北する。
アニメにおける秋名スピードスターズのステッカーは、彼女がデザインしたものである。
搭乗車種…NA6CE ユーノス・ロードスター
ボディカラー…クラシックレッド
主な外装パーツ…MANARAY SPORT製ホイール
ナンバー…品川79 ? 38-679

守（まもる）
声 - 後藤光祐（新劇場版）
新劇場版オリジナルキャラクター。身長170 cm。
「秋名スピードスターズ」のメンバー。眼鏡が特徴。原作では彼のベースとなったメンバーが登場している。
搭乗車種…A170 三菱・ランサーEX 1800GSRターボ（後期型）

ボディカラー…サラエボホワイト
ナンバー…秋名56 て 7-065（新劇場版）

滋（しげる）
声 - 野沢聡（新劇場版）
新劇場版オリジナルキャラクター。身長181 cm。
「秋名スピードスターズ」のメンバー。キャップ帽が特徴。原作では彼のベースとなったメンバーが登場している。アニメでは真彦（声 - 鈴木淳）という名前で登場する。
搭乗車種…KP61 トヨタ・スターレット 3ドア（後期型）

ボディカラー…ラブリーレッド
主な外装パーツ…RSワタナベ製ホイール、砲弾型ドアミラー（メーカー不明）
ナンバー…赤城58 す 1-618（新劇場版）

### （AKINA SPEED STARS）

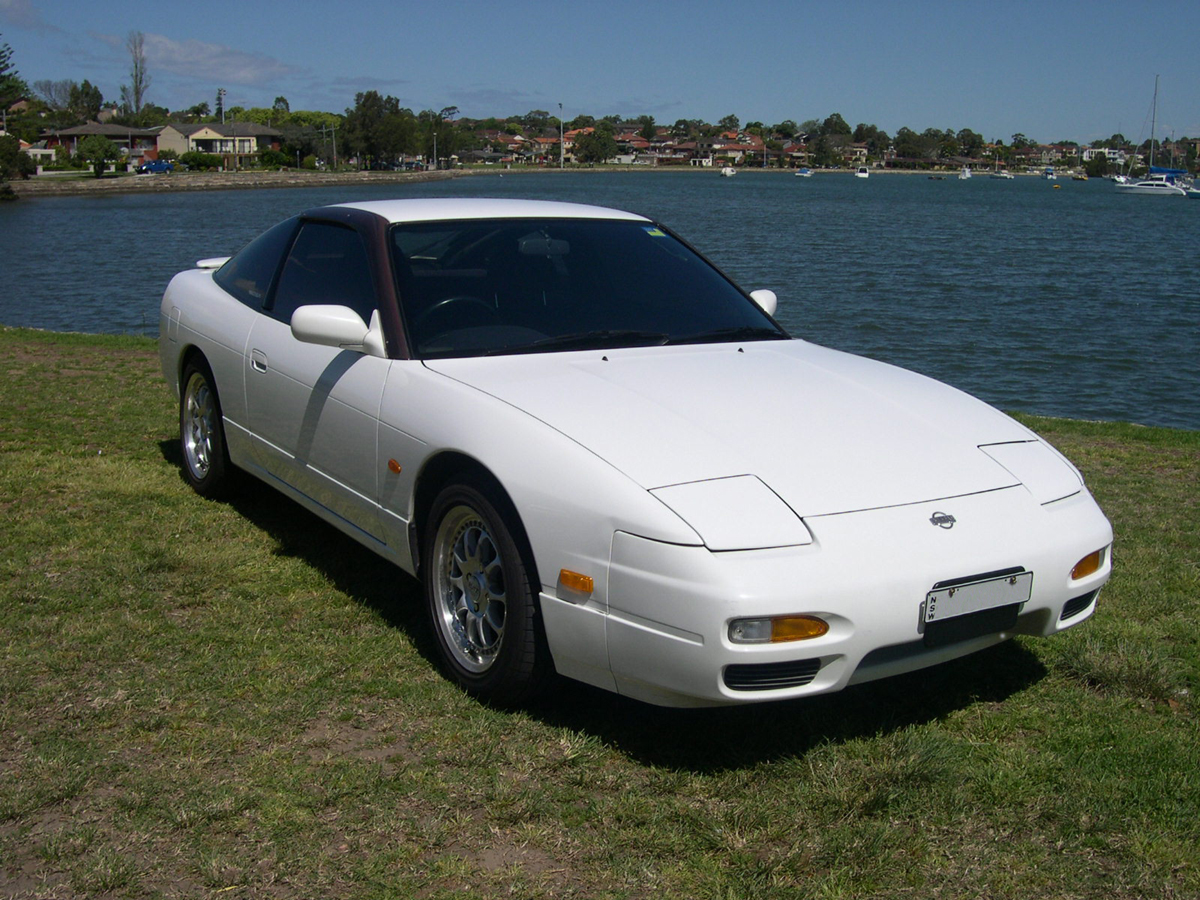
健二搭乗車と同型・同色の180SX 中期型

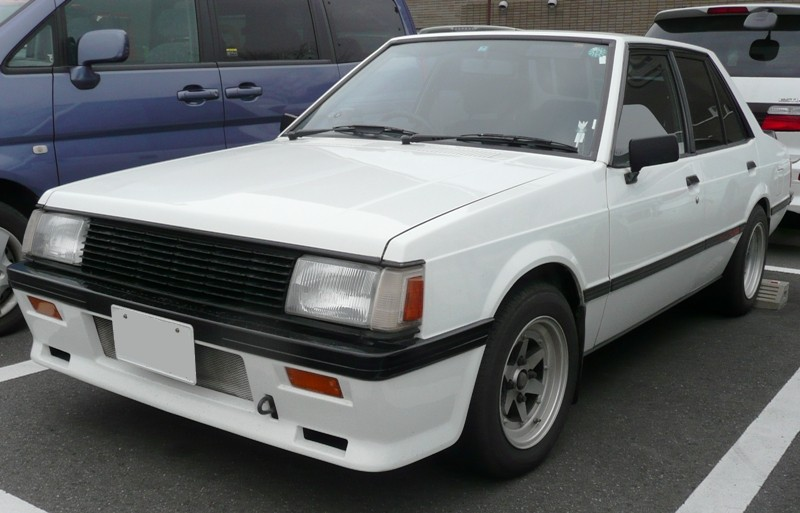
守搭乗車と同型・同色のA170 ランサーEX 1800GSRターボ

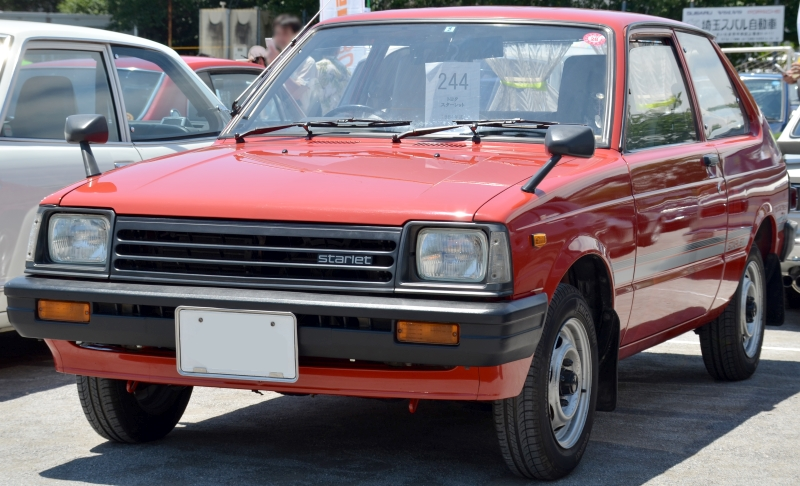
滋搭乗車と同型・同色のKP61 スターレット 3ドア DX 後期型

### 赤城レッドサンズ（RedSuns） /プロジェクトD（PROJECT.D）
元々は単独の走り屋だった高橋涼介が「関東最速プロジェクト」を遂行するため、優秀な走り屋を集めて創ったチーム。
原則的に地元・赤城山でのバトルは「どんな相手でも本気を出さずに勝てる」という理由で完全拒否し、敵地に乗り込んでのバトルを主体とする。
その活躍の場はサーキットにも及び、プロのチームからも注目されているほか、地元マツダディーラーにも名前が知れ渡っている
とされる。
一軍と二軍に分かれており、一軍ではサイドブレーキを使ってのドリフトを禁止している。
「プロジェクトD」は、この「赤城レッドサンズ」を設立母体として関東完全制圧を目的に1年間のみ限定で活動する、県外遠征専門の群馬県内選抜チームである。
サポートカーとして日産・バネットを使用。
プロジェクトDでは舘智幸とのバトルを除き、後追いが先行を追い抜くか、先行が後追いを引き離せば勝ちで、決着がつかなかった場合は先行後追いのポジションを入れ替えてもう1本走行するという「先行後追いバトル」方式を採用しており、スタート時のポジション選択権は対戦相手に与えている。
秋名スピードスターズ同様、原作とアニメでチームステッカーのデザインが異なり、新劇場版ではデザインが根本的に一新されている。
- 本拠地…群馬県勢多郡富士見村（現・前橋市）・赤城山（群馬県道4号前橋赤城線）
- リーダー…高橋 涼介

高橋 涼介（たかはし りょうすけ）
声 - 子安武人 / 小野大輔（新劇場版）
本作のもう1人の狂言回し。23歳、身長183 cm、64 kg（第一部）。「赤城レッドサンズ」のリーダーで「プロジェクトD」のリーダーも兼任。自身のライフワークとする「公道最速理論」を完成させるべく、藤原拓海に興味を持つ。
群馬大学医学部に通う医学生で、高崎市にある高橋クリニック院長の長男。かつては「赤城の白い彗星」と呼ばれ単独で走っていたが、レッドサンズ結成後は弟の啓介と共に「ロータリーの高橋兄弟」の名で定着している。
第1部の3年前（20歳の頃）から走り屋として頭角を現し、公道レース、サーキットの走行会、ジムカーナなどの様々なジャンルのモータースポーツで無敗を誇り、「本気を出したバトルは一度もない」「どんな相手でも持てる力の半分だけで勝つ男」という噂まで出るほどだった。
将来は両親の後を継いで医師になる予定であり、メジャー志向でもないことから、プロのレーシングチームから誘いを受けても断っている。関東全域に地元の走り屋が何年かかっても更新できないコースレコードを作り、最速の名を残す「伝説の走り屋」になってから引退することを表明していたが、実際は将来の進路に対しての葛藤が少なからず胸中にあることも作中の台詞から窺える。プロジェクトDの活動期限を（大学卒業前の）1年間としたのもそのためである。世界でも希少な存在のロータリーエンジン車の孤高さを自らに投影している。
好きなものは愛車FCで、嫌いなものはバカな巨乳女。これは、かつて相思相愛だった香織を今でも慕っているためだと思われる。得意技は「全て得意なので特にない」とされているが、唯一の弱点は従妹の緒美。
「人間シャーシダイナモ」と呼ばれるほど、車のスペックを挙動やゼロ発進加速を見るだけで正確に言い当てることができ、左右のコーナリングを観察することで相手ドライバーの癖や欠点まで見破れる。
こうした情報収集並びに処理能力から啓介には「四六時中、パソコンに座っている走り屋は兄貴くらいなもん」と言われており、「プロジェクトD」のサイト制作も涼介が行っている。プロジェクトD発足以降は自ら走ることはほとんどなく、ドライバーである拓海と啓介の走りの育成・向上・助言に専念しているものの、両者はプロジェクトDに入ってからも、涼介の実力にはまだまだ遠く及ばないと語っている。
35巻で過去の因縁から「近いうちにやり合うことになるかもしれないのでFCを出してくれ」と松本に依頼。その後、さらなる改造を施したFCで箱根ターンパイクに乗り込み、涼介の先輩である死神GT-Rこと北条凛とのバトルを「公道最後のバトル」と位置づけて挑み、これを制した。北条の行為やアクシデントもあり、明確な勝敗がついたとは言い難いバトルであったが、本人はこのバトルを「先輩の前でいい走りができただけでいい」とし、その勝敗にはこだわっていない。
最終巻48巻では「これからも世界に通用するドライバーを育てて、群馬の峠から送り出していきたい」という心情が描写されており、アニメ『Final Stage』最終回のエンディングでは、どこかの峠でバトルを観察している場面が描かれている。
連載初期は、他の登場人物と同様に言葉遣いがやや荒い一面があり、アニメ『First Stage』では原作に存在しない喫煙シーンが追加されている。
アニメでは原作のナレーションにあたる役割も担い、ドラテク、チューニング、対戦相手の特徴や癖、車の説明や解説する量が大幅に増えている。これに対し担当声優の子安武人は「日常のセリフがもっと欲しかった」と語っている。
搭乗車種…FC3S マツダ・サバンナRX-7 ∞（アンフィニ）III（1990年式 後期型）

ボディカラー…クリスタルホワイト
外装パーツ…純正リップスポイラー、マツダスピード製MS-01、yours SPORTS製BORGH 747エアロミラー、右出し砲弾マフラー
→藤原拓海戦から Aero Magic製フロントチップスポイラー、CUSCO製オフセットナンバープレートステー、Panasport Racing製RACING/G7 C5C2、左出し80φマフラー
→須藤京一戦からRS-Watanabe製EIGHT SPOKE MAG F8
→BBS製RSホイール（原作14巻）
→パッシングレンズレス、純正ドアミラー（原作36巻）

→北条凛戦からRE雨宮製パーツ、ERC製ノーズスポイラー、Free Style製GTウイング、ガレージ籠谷製エアロカーボンボンネット、リアワイパーレス、SPEED STAR WHEEL製SSRTypeC、右出しマフラー
主な内装パーツ…TRUST製GReddy 52φターボメーター、atc製SPRINT R（First Stage）、momoステアリング製RACE（原作、Second Stage以降）、ブリッド製ZETA Ⅱ、Sabelt製4点式シートベルト
→北条凛戦からmomoステアリング製VELOCE RACING、ブリッド製BRIX（助手席）、Defi製ADVANCE BFタコメーター・水温計・油温計・油圧計・永井電子機器製ULTRA SPEED MONITORを使用したワンオフメーターパネル、TRUST製GReddy　80φターボメーター、Auto Meter製Sport-Comp燃料計、Defi製Link Display、カーメイト製RAZOアルミペダルカバー、ダッシュ貫通タイプ7点式ロールバー
ナンバー…群馬58 よ 13-137 / 赤城53 か 4-725（新劇場版）
チューニング内容
物語開始時点ではダウンヒル・ヒルクライムでトータルに速い車を目指したチューニングであり、タービン交換で最高出力340 PS（アニメ版では350 PS）仕様。
その後、藤原拓海戦に備えて最高出力を280 PSに下げ、ダウンヒルバトルに特化した仕様に変更している。
北条凛戦でのチューニング内容は不明だが、排熱性の高いエアロパーツやボンネットの採用から、タービン交換やポート加工などエンジン本体に手を入れたハードなチューニングが施してあると考えられる。

高橋 啓介（たかはし けいすけ）
声 - 関智一 / 中村悠一（新劇場版）
本作の第2部におけるもう1人の主人公。身長182 cm、63 kg（第一部）。「赤城レッドサンズ」のナンバー2。「プロジェクトD」のヒルクライム担当。
高橋涼介の実弟で、高崎市内にある高橋クリニック院長の次男。茶色（アニメ版では金髪に近い）に染めてあるツンツンに逆立てた髪型が特徴。兄と同じくかなりのイケメンであり、作中でも多数の女性ファンの追っかけがおり、岩瀬恭子などの女性キャラクターにも惚れられている。
短気で喧嘩っ早い言動が目立つものの、目上の者と接する際は礼儀正しい態度を見せる。拓海以上にストイックな努力家でもあり、その一途なまでのひたむきさは兄を感服させるほど。
好きなものは愛車FDで、嫌いなものはパーなコギャルと、GT-R、ランエボ、デカいウィング。得意技はABSドリフト（意味不明）で、第3巻で涼介が「おまえのFDもABSキャンセルしてみるか？」と言っていることから、少なくとも初期はABSをキャンセルしていなかった模様。
頭脳明晰な理論派の兄とは対照的に、己のセンスと集中力で勝負する感覚派ドライバー。その天性のドライビングセンスは兄をも凌ぐとされる。頭脳面も決して悪いという訳ではなく、あくまで頭脳明晰な兄と比較した場合の話であり、涼介が不在の時は解説役を務めることもある。
藤原拓海にとって初の対戦相手であり、秋名山で拓海のテクニックの前に敗れて以来、彼に強いライバル心を抱いている。また、拓海が負けそうな噂を聞きつけた際は、たとえ相手が兄の涼介であっても「アニキが負けるとは思えないが、あのハチロクにも負けて欲しくない」として、自分が最初に拓海を負かすという野心も持っている。それゆえ拓海が京一に敗北した際には「いらない負けを増やしやがって」と憤慨し、さらには池谷らのガソリンスタンドに出向き「俺は認めてない、あんなのはバトルじゃない」と前置きした上で、「仇は必ず取ってやる」と拓海に伝えるよう池谷に頼んでいる。プロジェクトDでの大きな飛躍も「プロジェクトDのエースは自分だ」という、拓海に対するライバル心があってこそのものである。
兄・涼介に対しては絶対的な信頼を寄せており、涼介からどんなに無理難題を突きつけられても「アニキの言うことに間違いはない」と語っている。
物語序盤では拓海に圧倒されることも多かったが、兄・涼介の公道最速理論を最も近いところで学び、アクセルワークの技術を磨いていったことで著しい成長を遂げた。当初は頭に血が昇りやすく、単純なミスを繰り返すなど未熟な面が目立っていたが、物語終盤では冷静沈着さと繊細なテクニックを身につけ、拓海に「味方でよかった」と言わしめるほどの実力者となっている。
埼玉遠征では岩瀬恭子に一目惚れされ、自身も恭子のことが気になり出すが、恋愛よりもプロジェクトに集中することを優先、「プロジェクトDが終わるまでは誰とも付き合う気は無い」と突き放している。
かつてグレていた時期があるらしく、元暴走族という経歴も持っており、番外編「ウエストゲート」では「あいつ（啓介）を怒らせたらこの辺の走り屋とヤンキー全部を敵に回すぞ」という発言があるほか、後の土坂峠でのバトルでプロジェクトDへの不当な妨害を防ぐ強みになった際には、彼らが呼び出した暴走族のリーダーが啓介の舎弟だった事から、かなり上の地位にいたことも判明している。暴走族時代は二輪車乗りで四輪車は軽視していたが、ある日涼介のFCに乗せられ、赤城の全開ダウンヒルを助手席から見せられたことがきっかけで暴走族をやめ、四輪車のスポーツドライビングに転向したという。
プロジェクトDの終了後はプロレーサーになることを志望しており、アニメ『Final Stage』最終回エンディングでは、プロレーサーとして活動している場面が描かれている。
藤原文太と同様に喫煙シーンの多いキャラクターだが、アニメでは『Third Stage』以降、喫煙シーンは一切存在しない。
実写版では後述の中里毅が原作における啓介の役割も兼ねているためか、登場しない。
搭乗車種…FD3S マツダ・アンフィニRX-7 Type R（1992年式 Ⅰ型）

ボディカラー…コンペティションイエローマイカ
外装パーツ…純正リップスポイラー（ボディ同色塗装）、マツダスピード製MS-01、KNIGHT SPORTS製FD763 type2、KNIGHT SPORTS製デュアルフラップリアウイング
→妙義ナイトキッズとの交流戦からマツダスピード製MS-02、リアウイングTYPE Ⅱ
→赤城での秋山渉戦後からマツダスピード製ツーリングキット A-spec フロントノーズTYPE II
→土坂のランエボチーム戦後からRE雨宮製パーツ、SPEED STAR WHEEL製SSR TypeC（BRONZE）、トラスト製TRパワーエボリューションマフラードルフィンテール仕様
→サイドワインダー戦からRE雨宮製AD HOOD 9 DUCT GARNE CARBON、4型以降丸型テールライト
主な内装パーツ…BLITZ製ブーストメーター、マツダスピード製ステアリング、RECARO製フルバケットシート、Sabelt製4点式シートベルト
→プロジェクトD加入後はマツダスピード製スポーツドライビングメーター
→パープルシャドウ戦からRE雨宮製パーツ、A'PEXi製パワーFC、HKS製サーキットアタックカウンター、カーメイト製RAZOコンペティションスポーツ アクセルL、5点式ロールバー、TAKATA製4点式レーシングハーネス
ナンバー…群馬37 お 63-887 / 赤城33 は 8-301（新劇場版、MFゴースト）
物語において高橋涼介のFC3S同様、外装の変化が多い個体である。埼玉遠征までは主にマツダスピード製のパーツを使用していたが、土坂峠で相手チームの策略に嵌り外壁に衝突して破損。修理時に啓介の趣味によりRE雨宮仕様に変更され、内外装ともに大幅なチューニングがなされた。神奈川編からはテールランプを4型以降の丸型ランプへ変更。その後はさらにカーボンボンネットを装着している。

中村 賢太（なかむら けんた）
声 - 岡野浩介 / 成家義哉（新劇場版）
「赤城レッドサンズ」のメンバーで、啓介の愛弟子。作中では「ケンタ」とカタカナ表記されることが多い。
レッドサンズ加入前は、タイヤの消耗を抑えることができるという理由から雨の峠を攻めていたという過去があり、雨のバトルを得意としている。
高橋兄弟に憧れ、高橋兄弟（特に啓介）が拓海とのバトルに負けたことを認めることができずにいた賢太は、秋名以外の峠で、かつ雨のバトルならば自分でも勝てると画策する。しかし妙義山でのバトルは、毎日の豆腐配達によって雨天走行の経験も豊富な拓海には全く相手にされず完敗。それ以降は拓海を多少は認めライバル意識を抱いている様子で、拓海を真似てブラインドアタックの練習をして事故を起こしたこともある。
拓海とのバトル時の最高出力は170 PS（マフラーとコンピュータを交換した程度のいわゆるビンボーチューン）。
「プロジェクトD」では遠征先の下見や、サポートカーの運転手も担う。啓介から「赤城以外でもその走りができればプロジェクトDのドライバーになれた」と評価されていることから相応の実力はあるようだが、妙義でのバトル以降の見せ場はほとんどない。コメディリリーフとして樹と似たような立ち位置として描かれており、拓海からも「イツキと被る」と思われているシーンがある。
アニメ『Second Stage』では、エンジンブローしたはずの拓海のハチロクが復活して秋名を走っている様子を目撃したことや、拓海が正丸峠で秋山渉とバトルするという情報を掴んだことが啓介から言及された。
原作では喫煙者だが喫煙シーンは少なく、アニメでは喫煙シーンが全てカットされている。
搭乗車種…S14 日産・シルビア Q's（1994年式 前期型）

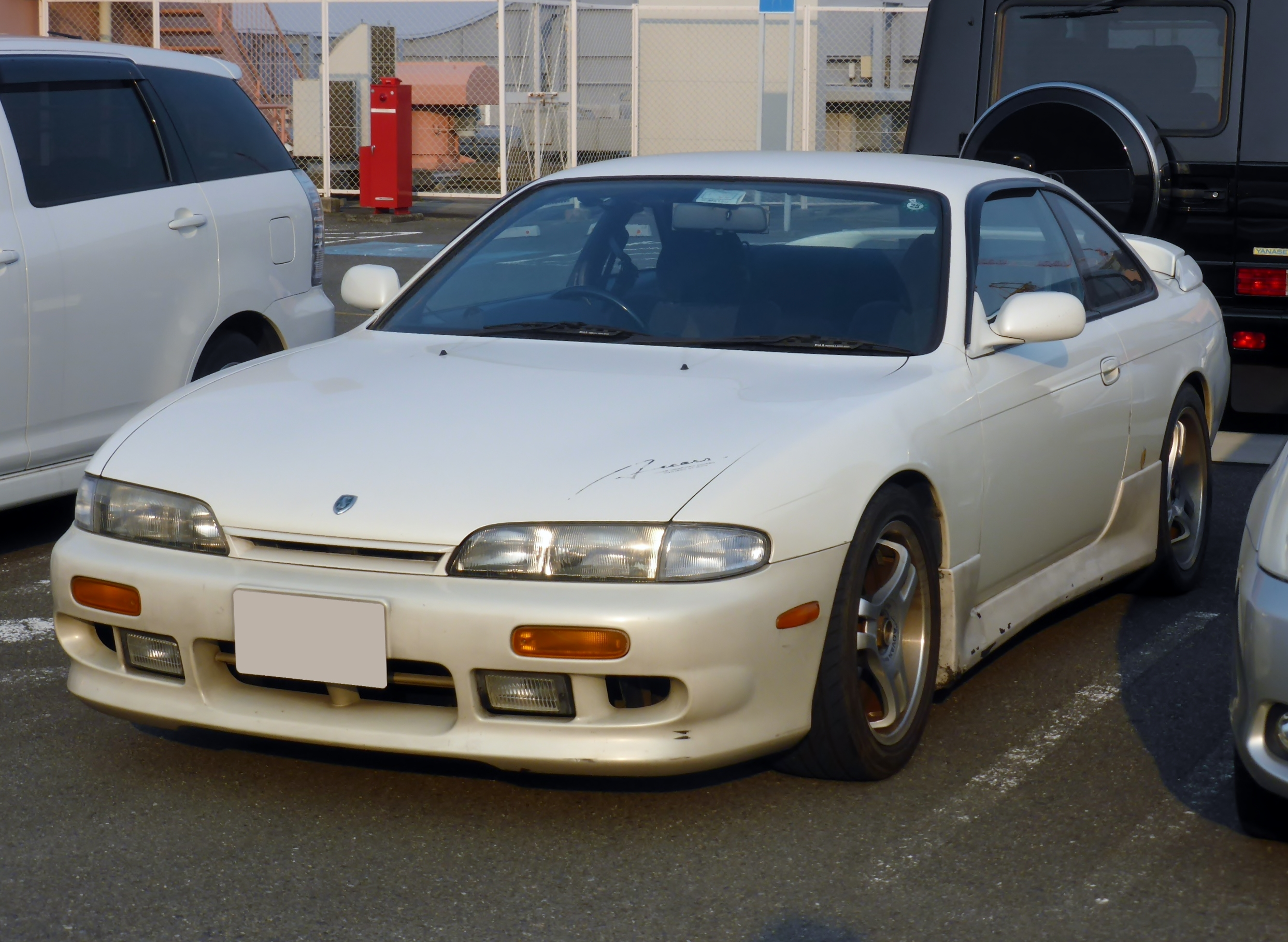
中村賢太搭乗車と同型のS14 シルビア Q's 前期型

ボディカラー…オレンジ（アニメ、新劇場版）・スーパークリアレッドパールメタリック（ゲーム）
主な外装パーツ…NISSAN製パーツ、RAYS製ホイール、マフラー（メーカー不明）
ナンバー…群馬72し 35-918 / 赤城34 み 5-288（新劇場版）

史浩（ふみひろ）
声 - 細井治 / 福田賢二（新劇場版）
「赤城レッドサンズ」および「プロジェクトD」の外報部長で、バトルの交渉などを担当。涼介とは深い付き合いのある友人同士で、彼が不在の時は指揮代行を務めることもある。。
神奈川遠征では宿泊したバンガローでメンバーに料理を振舞うシーンもある。
賢太同様原作では喫煙者の設定になっているが喫煙のシーンは少なくまたアニメ全シリーズでは（一部を除き）喫煙シーンは一切ない。
愛車は33巻や番外編のウエストゲートで登場しているユーノスロードスターだが、アニメ『First Stage』では第11話でMR2、第24話ではS13シルビアに搭乗しているシーンもある。
『First Stage』第11話では一度「ヒロシ」と呼ばれたことがあり、『Second Stage』第6話のクレジットでも「浩」と記載されていた。
苗字は作中で明かされなかったが、『MFゴースト』では「上有 史浩（じょうゆう ふみひろ）」という人物がMFGの運営統括本部長として登場しており、本作の史浩と同一人物と示唆するセリフが見受けられる。これに関連して、名前や容姿から上祐史浩をモデルとしている所説が存在する（詳細は上祐史浩#その他を参照）。
搭乗車種…NA6CE ユーノス・ロードスター（1600cc 前期型）（原作、ゲーム(3DS)、新劇場版）
ボディカラー…シルバーストーンメタリック（ゲーム(3DS)）・マリナーブルー（新劇場版）
主な外装パーツ…MAZDA製パーツ、純正ハードトップ
ナンバー…赤城71 の 9-536（新劇場版）

松本 修一（まつもと しゅういち）
声 - 西凜太朗
「プロジェクトD」において拓海のハチロクを担当するメカニックで、セッティングなどを手掛ける人物。涼介の指示でハチロクの軽量化も図っている。
温厚な性格であり、拓海のメンタル面のサポートも行っている。拓海へドライビングのアドバイスを行ったりレース戦略に関しても発言するなど、メカニック以外の部分にも造詣が深い。
涼介にはかなり信頼されており、他のプロジェクトDメンバーには極秘でFCのチューニングを行ったこともある。「プロジェクトD」自体にも愛着があるらしく、史浩曰く「仕事が副業で、プロジェクトDが本業だと豪語している」らしい。
新劇場版ではレッドサンズのメンバーとして登場している。
搭乗車種…SXE10 トヨタ・アルテッツァ（後期型）（新劇場版）
ボディカラー…ダークブルーマイカ
主な外装パーツ…TOYOTA製パーツ
ナンバー…赤城35 た 5-678（新劇場版）

宮口（みやぐち）
声 - 高橋良吉
「プロジェクトD」において、啓介のFDを担当するメカニックであり、セッティングなども手掛ける人物。長髪で眼鏡をかけている。
宮口という名前はアニメのみの設定だが、『Fourth Stage』では「メカニック」という表記のみになっている場合もある。アニメでは『Final Stage』最終回エンディングで、プロレーサーになった啓介のメカニックとして働く場面が描かれている。
新劇場版ではレッドサンズのメンバーとして登場している。
緒美（つぐみ）
高橋兄弟の従妹。女子高生で、涼介を「涼兄ィ」、啓介を「啓兄ィ」と屈託なく呼んでいる。特に涼介には懐いていて、高橋家で涼介に勉強を教えてもらっており、友人からは家庭教師ならぬ「押しかけ家庭生徒」と言われる。涼介は彼女には弱いようで、彼女に対して本音を吐露する場面も見られる。
アニメには登場しないが、セガサターン用ソフト『頭文字D』では高橋兄弟の付き添いで登場する。走り屋ではないが、高橋兄弟の親族筋であるためここに記載する。

### （RedSuns） / （PROJECT.D）

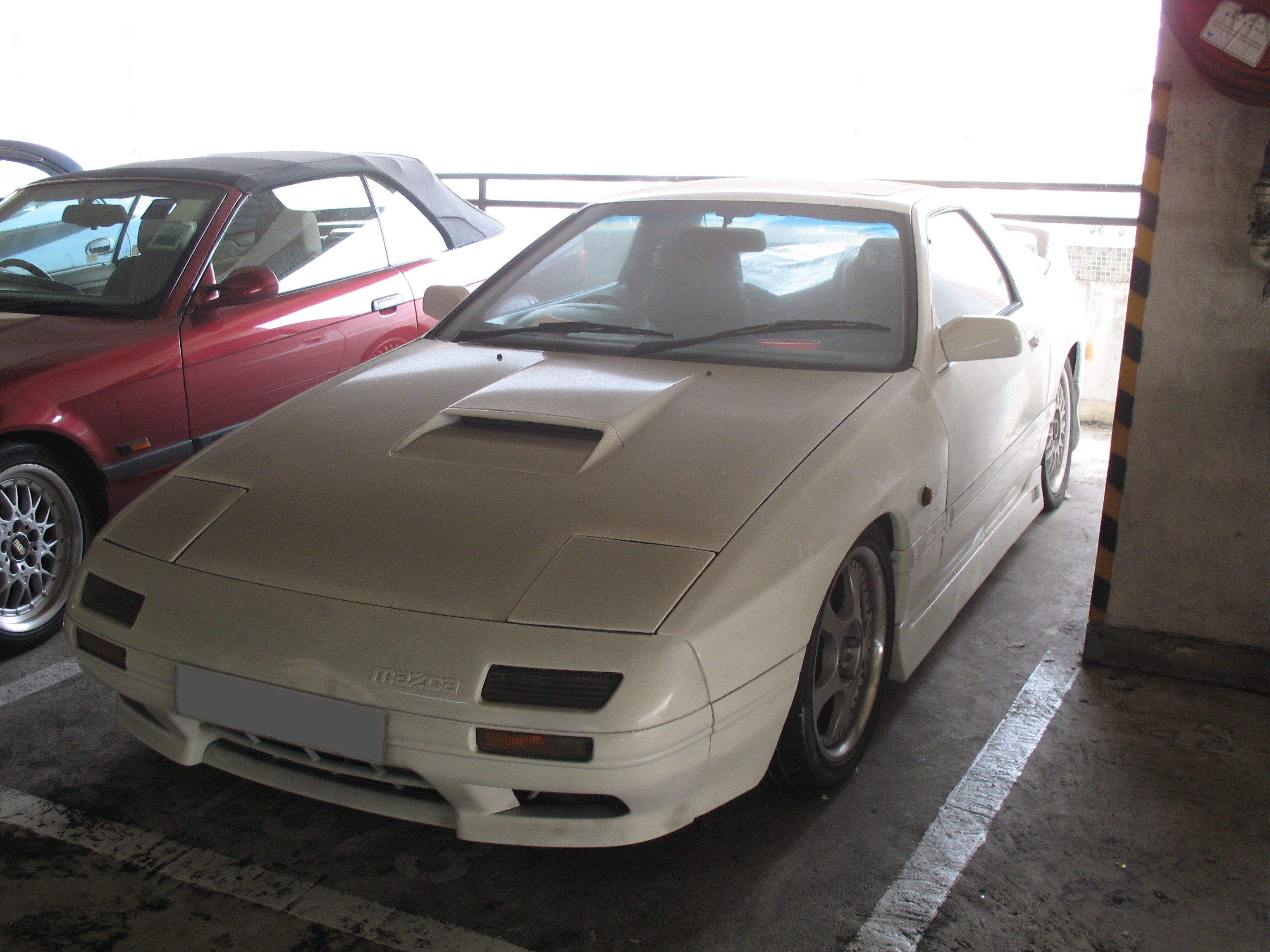
高橋涼介搭乗車と同型・同色のFC3S サバンナRX-7 後期型

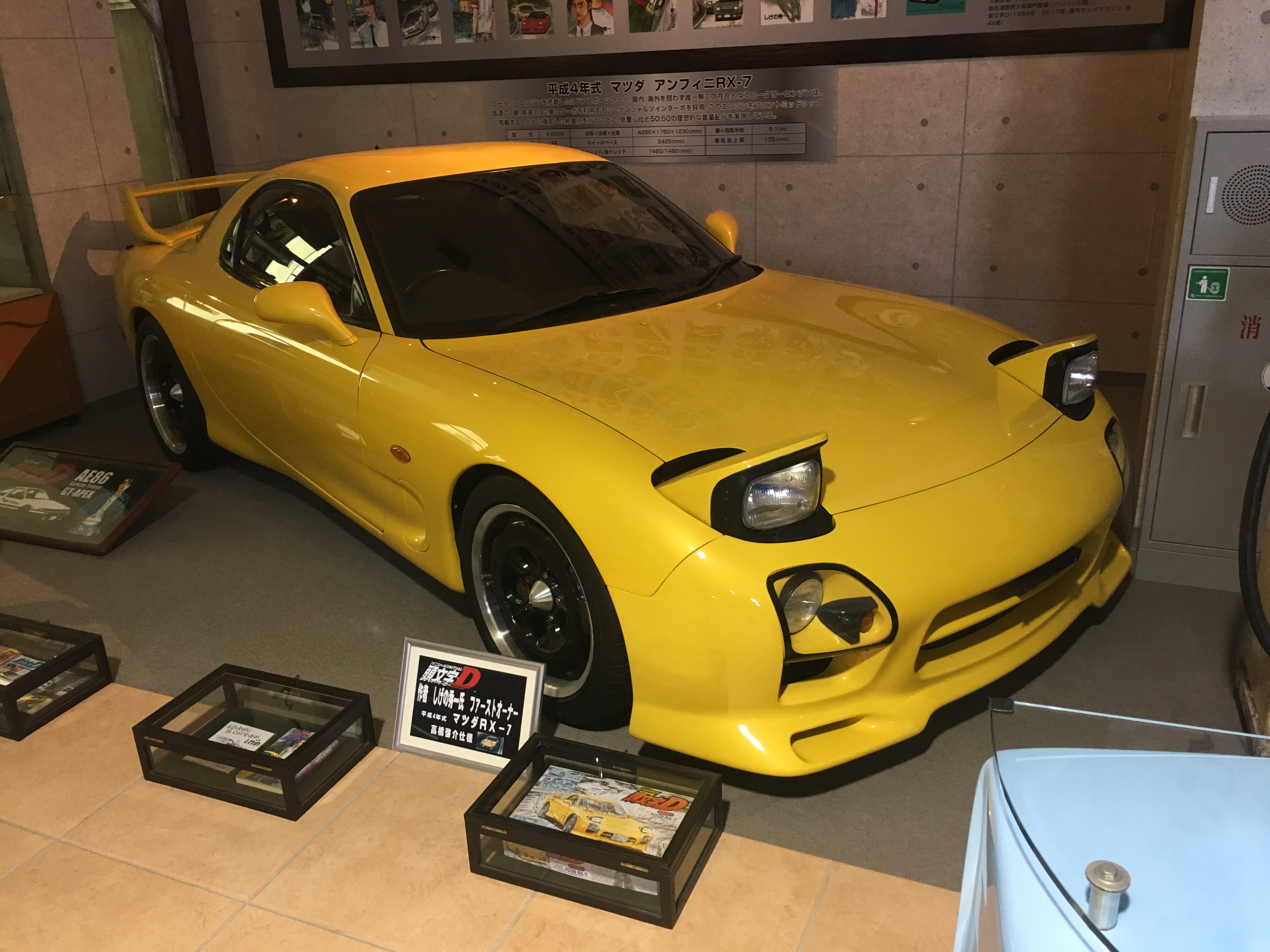
FD3S RX-7 1型 プロジェクトD初期仕様

### その他

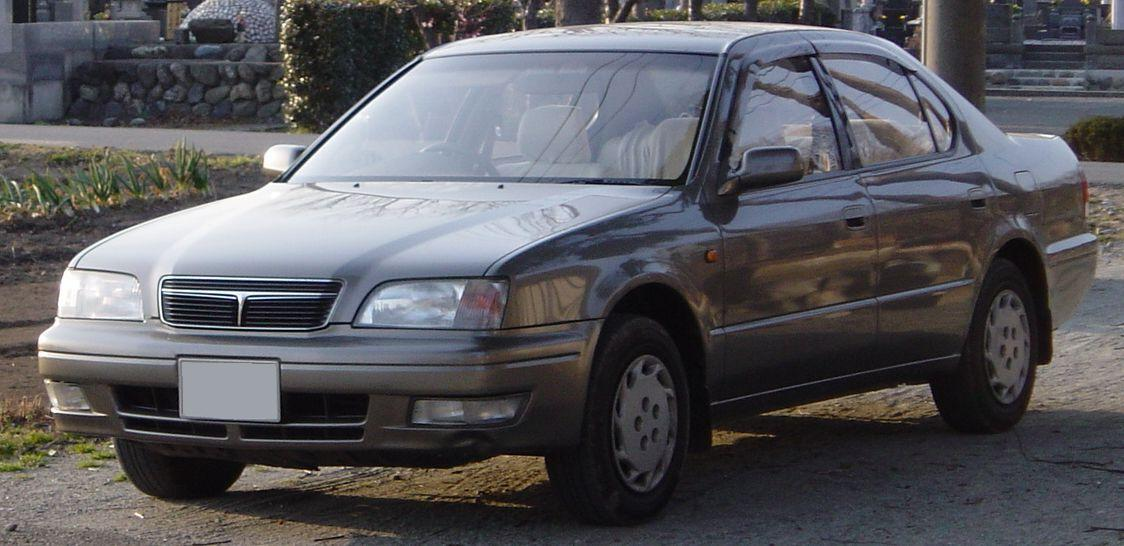
SV40系カムリ前期型

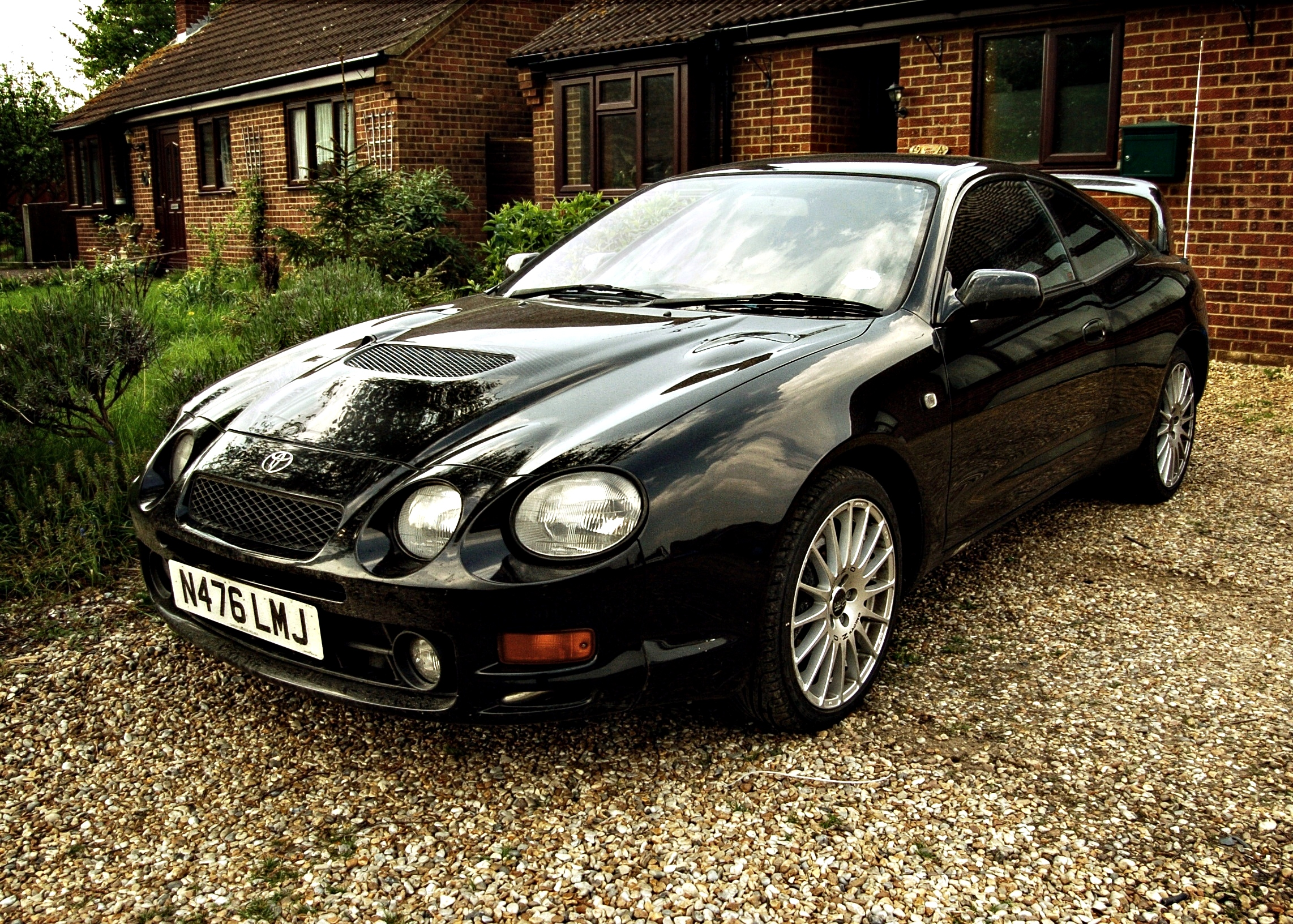
御木搭乗車と同型・同色のST205 セリカ GT-FOUR

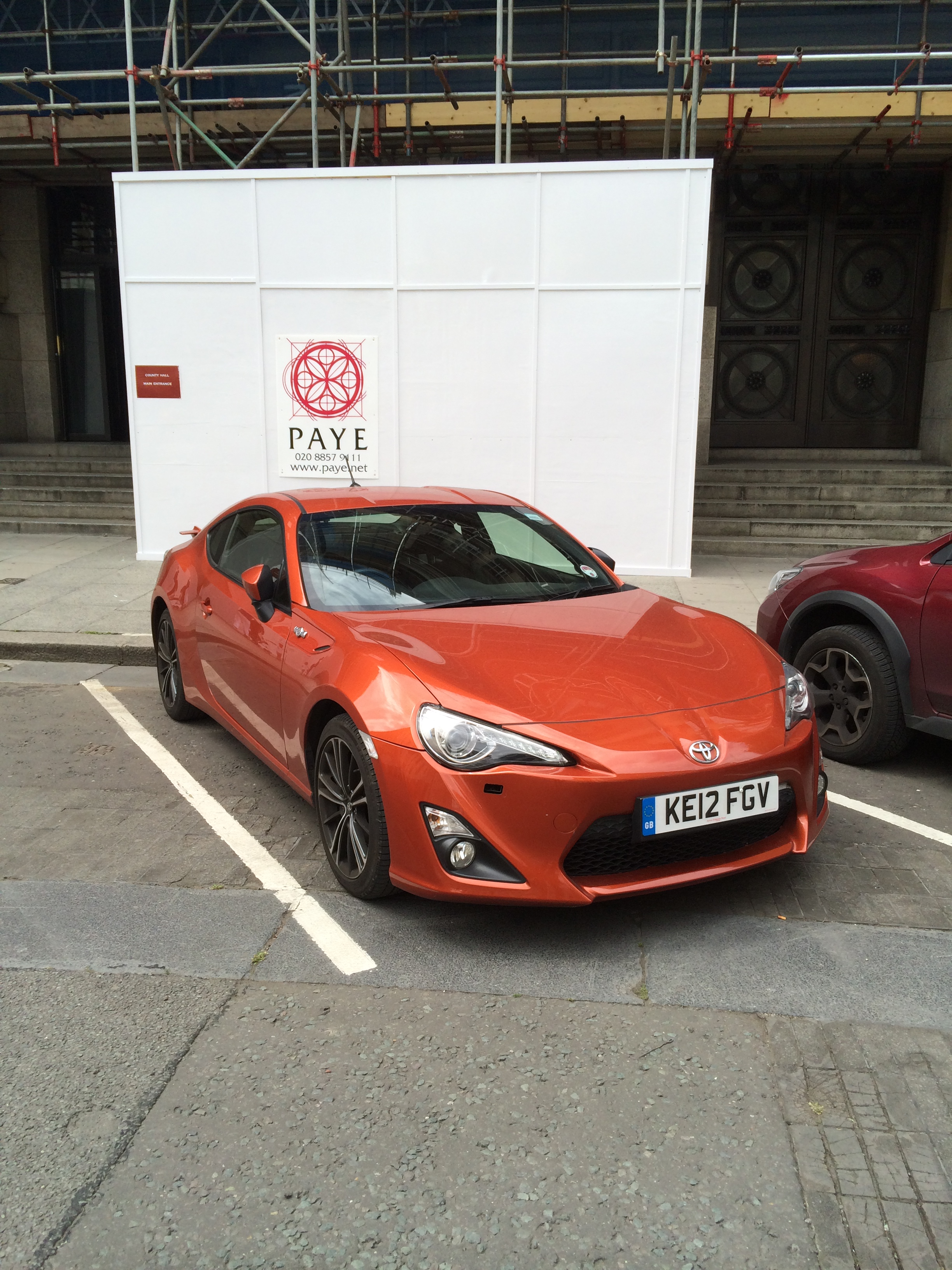
86の男搭乗車と同型・同色のZN6 86 GT “Limited” 前期型

立花 祐一（たちばな ゆういち）
声 - 西村知道 / 志村知幸（新劇場版）
池谷たちが働いているガソリンスタンドのオーナー。43歳（第一部）、身長165cm。作者曰く「妻子持ちで愛人はいない」。好きなものは走り好きな若者たち。嫌いなものはRV車のブーム。
温厚な性格で、池谷や拓海たちを上司として温かく見守っている。拓海の父・文太とは親友同士で、両者の性格や関係は拓海とイツキのそれに似ている。かつては文太とともに走り屋をやっていたが、かなり下手で遅かったらしい。ただ、長年文太の助手席に座っていたこともあり、ドラテクに関する知識は豊富。また、中里とのバトルに気が乗らない拓海をうまく唆したり、真子との待ち合わせで自分に自信が持てない池谷を「すぐに行ってこい！」と激励するなど、非常に面倒見の良い上司である。
ゴルフを趣味にしており、原作の後半で上原美佳がゴルファーであることを健二がゴルフ雑誌片手に伝えに来たときは、テレビで見たという彼女のプレーを称賛していた。
原作では文太同様喫煙者でありアニメでも吸っていたが、シリーズを追う毎に吸うシーンが減っていき、Fourth Stageでは15話の1シーンのみしか喫煙をしていない。
アニメFirst Stageでは池谷や涼介同様、解説役としてバトルのギャラリーに同行するなど原作より出番が増えていたが、Fifth Stageでは一切登場せず、Final Stageでもラストシーンのみの登場となるなど、原作で登場していたシーンが大幅に省かれている。
実写版では樹の父親で、樹の行動や言動を見る限りではかなり甘い父親であることが窺える。文太が拓海を差し向けるという展開も、池谷が登場しない都合上変更されている。また、愛車はホンダ・ステップワゴンとなっており、S13が中破して使えない樹に「戦車を貸してくれ」と勝手に持ち出された。
搭乗車種…SV40 トヨタ・カムリ（前期型）

ボディカラー…ダークグリーンマイカ（アニメ）・スーパーホワイトII（新劇場版）
ナンバー…秋名52 ろ 5-204（新劇場版）

鈴木 政志（すずき まさし）
声 - 石井康嗣
文太や祐一の旧友で走り屋仲間。自動車修理工場の経営者。文太曰く専属メカニックらしく、ハチロクのエンジン換装や文太のインプレッサ購入にも関わっている。
藤原親子の神懸かり的なドライビングテクニックで驚異的なパフォーマンスを見せるハチロクのセッティングに携わったり、1日で新しいエンジンへの換装を行えるなど、持っている技術は相当なものであることが窺える。
一度ギャラリーとして拓海のドライビングを祐一と見ており、拓海の運転技術が文太そのままであることに相当驚いていた。同時に、そのドライビングに対してエンジンが耐え切れないことも予見していた。
ハチロクをエンジンブローさせた拓海を文太が迎えに行く際に使ったキャリアカーは、彼の会社の所有物である。
パチスロ「頭文字D」では須藤京一とのバトルにて登場する。台詞は無い。
搭乗車種…E24 日産・キャラバン ライトバン / 4代目 いすゞ・エルフワイドキャブ キャリアカー（後期型）
ナンバー…不明（キャラバン） / 群馬11 に 41-054（エルフ）
土屋（つちや）
声 - 土屋圭市、うえだゆうじ（若き日）
アニメおよび彼自身が主人公を務めるドラマCDに登場。モデルはこの作品の監修を務める土屋圭市。文太の古い走り屋仲間で、今はプロのレーサーとして活躍しているが、息子の拓海の噂を聞きつけ、ドリフトを見てみたいと電話で語った。
アニメではこれ以外にも数回ほど間接的に言及もしくは登場しており、Final Stage最終話EDではD1グランプリを観戦している拓海に声をかけているシーンで、顔は出ないがレーシングスーツ姿で登場している。また、池谷が読んでいたドラテク本が彼の著書であり、原作でも表紙に名前のみ登場している。
2022年に頭文字Dのアニメとコラボしたトヨタ・GR86の米国版CMにおいて、GR86のドライバーとして登場。本シリーズでは初となる顔出しでの出演となった。声も土屋本人が演じている。
茂木 なつき（もぎ なつき）
声 - 川澄綾子  / 内田真礼（新劇場版） / 遊井亮子（講談社マガジンCDブック）
18歳、高校3年生（第一部）。やや天然の入った、明るく無邪気な性格の美少女。バイトの経験がなく、金銭感覚がずれている。
サッカー部にマネージャーとして所属しており、拓海とはそのころからの知り合いだったが、高校2年生のころ、彼氏であった御木への暴力事件で拓海が退部した後は、約1年ほど疎遠になっていた。
その後、本編が始まった高校3年生の夏頃に拓海に再び接触。彼が事件を起こした理由を知ったらしく仲直りを提案し、さらにデートを重ねて仲を深めていく。
その一方で、「パパ」なる中年男性と援助交際を行っているという裏の顔も持ち、ホテルで肉体関係を結んでは「お小遣い」と称した金銭（月3回のホテル通いにつき30万円）を受け取っていた。ただし、当時は本人に援助交際をしているという意識はなく、純粋に好きな人との交際であると考えていた模様。拓海のことを意識するようになると、自らの行為に後ろめたさを感じ「パパ」との関係を絶つことを決意するが、最後のデート現場を拓海に目撃されてしまい、今度は彼の方から突き放されることになる。
しばしそのことで落ち込むも、諦めきれずに再び接近を試み、拓海が勤務しているガソリンスタンドに自らアルバイトとして入社し、高校を卒業するまで勤め上げた。
そんな折、再び目の前に現れ復縁を迫ってきた御木に拉致されそうになるも拓海に間一髪のところで救われ、その日にようやく気持ちを通じ合わせる。高校卒業後、拓海との関係と自分の進路との狭間で悩むも、自らの夢を語った拓海に後押しされて、予定通り上京し専門学校へ進学した。第二部で拓海宛に送られた手紙によると、近況は健やかなものだと見える。
車酔いをしやすい体質であるが、拓海の運転では全く酔わない。拓海の峠の走りには2度同乗しているが、拓海の運転への信頼もあるためか特に怖がることもなく、逆に「ジェットコースターみたい」とはしゃいでいた。約束を破る人間と、煙草を吸う人間が嫌い。クリスマスイブに拓海の家に押しかけてクリスマスパーティを開いた際には持ち込んだシャンパンを飲んで酔っぱらい、下着を晒すなどのハプニングを起こして終始、藤原親子を翻弄していた。
第二部にはなつき本人は登場せず、拓海に充てた手紙と拓海達の過去回想でのみ登場する。
実写版ではバトルと同時に拓海となつきの恋愛にも焦点が当てられているので必然的にクローズアップされており、拓海との仲違いする件の展開が大きく異なる。また、新劇場版では援助交際の描写は全てカットされている。
上原 美佳（うえはら みか）
声 - 早見沙織
埼玉県志木市に住む容姿端麗、天真爛漫な女子高生で、17歳（第二部）。高校のゴルフ部に所属。幼い頃から父親にゴルフの英才教育を受け、雑誌やテレビで「女子ゴルフ界期待の新星」と言われるほどの腕を持っている。
クルマ好きの友人・トモコがプロジェクトDの藤原拓海を騙る人物（ニセ藤原拓海・後述）にナンパされ、気持ちを弄ばれたことを怒り、拓海が勤務するガソリンスタンドまで行き、拓海本人をフルスイングで平手打ちしてしまう。
その後、トモコを弄んだ真犯人が拓海の偽者であったことが判明した後は、素直に謝罪した。この際に拓海に気があるような発言を本人にしており、トモコから「本物の拓海を見たい」と言われたことも拒否している。以来、拓海とは何度か会うようになり、メールなどでよく連絡を取っている。また、夏休みの思い出作りとして拓海と海水浴に出かけ、ビキニの水着姿を披露している。
35巻において、女性キャラクターで唯一コミックスの表紙を飾っている。42巻において、自身が拓海の「カノジョ」であることを明言しているが、拓海からは否定的な反応がないため、正式に交際しているものと想定される（しかし、なつきの時のような明確なロマンスシーンがない）。
なお、主要キャラクターの恋愛模様の中で唯一悲恋に終わることなくカップルが成立したまま完結を迎えている。
パパ（仮称）
声 - 古澤徹（First Stage） → 宇垣秀成（Second Stage）/ 沢木郁也（講談社マガジンCDブック）
なつきが援助交際している中年男性。喫煙者。職業は明かされていないが、スーツ姿でメルセデス・ベンツを乗り回しており、経済力のある人物であることが窺える。
当の本人は知らないが、援助交際の情報を拓海にリークした人物からは「中年男」、拓海からは「ベンツのカレシ」と呼ばれている。
なつきとの関係に没頭していたようで、別れ話を切り出された際は「お小遣い」の額を増やしてでも引き留めようとしたが、なつきの決意が固いことを知ると最後に一度だけデートすることを条件に身を引いた。しかし、最後のデートを拓海に目撃されたことで、なつきと拓海の関係は一時的に絶たれてしまうことになる。
その正体はなつきの友人である白石の父親。ただし、その事実を知っているのは拓海と白石のみである。アニメには白石が登場しないため、この設定はない。
走り屋ではないので原作・アニメともにバトル描写は無いが、講談社発売のPlayStation用ゲーム「頭文字D」では原作での搭乗車の190Eが隠し車種として登場し、ボディカラーをブルーブラックに変更すると彼のグラフィックも現れる。
新劇場版ではなつきの援助交際シーンが全てカットされたため登場しない。
搭乗車種…メルセデス・ベンツ・W201 190E（原作）、メルセデス・ベンツ・W210 E320 右ハンドル仕様（アニメ）
ボディカラー…ブルーブラック（PS用ゲーム「頭文字D」）、ブリリアントシルバー（アニメ）
白石（しらいし）
なつきの友人。下の名前は不明。眼鏡に黒いお下げ髪の女の子。拓海に密かに想いを寄せており、拓海と仲を深めているなつきへの嫉妬から、援助交際の情報を匿名の電話で拓海に流した。
その後学校内のとある出来事により、拓海に電話の声の主であることがバレてしまう。二人が仲直りした後はその仲を認め、バレンタインデーに拓海にチョコレートを渡すことで想いを断ち切り、身を引いた。
アニメや実写版には登場しておらず、拓海になつきの援助交際の情報を流した人物および動機は不明のままである。ゲーム「Special Stage」や新劇場版の『覚醒』『夢現』には姿のみ登場している。
塚本（つかもと）
声 - 陶山章央（ゲーム『Special Stage』）
拓海のサッカー部時代の2年上の先輩で、赤城山で走り屋をしている社会人。久しぶりに会った拓海に最初は思い出してもらえず、一緒にいたなつきのフォローもあり「珍しい顔」ということでようやく思い出してもらっている。
レッドサンズではないが赤城のチームに所属しており、走り屋を気取ってはいるものの当人はあまり運転の上手な部類ではない。自分では腕がいいと思い込んでいるが、同乗した拓海には「池谷先輩よかだいぶヘタ」「オレにとっちゃ拷問」と心の中で酷評され、なつきにも重度の車酔いをさせてしまい、その後のトラブルの遠因となってしまう。
結局、帰りは拓海が運転を代わることになるが、なつきの要望でとある走り屋カップルの車とバトルになり、その際に拓海のテクニックを間近で目の当たりにして失神してしまう。そのため、拓海が憧れの「秋名のハチロク」であることには気づいておらず、後に拓海と須藤京一のバトルを観戦した際には「初めて本物をこの目で見た」とはしゃいでいた。
アニメSecond Stageでは拓海となつきが塚本と再会して赤城山へ行くエピソードが省略され、その他の出番も全てカットされたため登場していないが、ギャラリーに容姿が似た人物が登場する。一方でPS2用ゲーム『Special Stage』においては、原作準拠のストーリーモード・秋名のハチロク編にて塚本関連のエピソードが収録されておりボイス付きで登場する。
搭乗車種…RPS13 日産・180SX TYPE X（中期型）
ボディカラー…スーパーレッド（ゲーム）
主な外装パーツ…エンケイ製ホイールとステッカー未装着以外、健二仕様と同一（ゲーム）
ナンバー…群馬?? ? 77-282（ゲーム）
沙織（さおり）
声 - 福島おりね
アニメオリジナルキャラクター。茂木なつきの中学時代の友人。なつきの紹介で、武内樹とドライブデートした。
拓海となつきも混じえたダブルデートの後日、2人きりで改めてデートして良い雰囲気にはなったものの、その帰り道で樹が庄司慎吾の煽りに乗る形でバトルとなった結果、リアバンパーをプッシュされてスピンする事故を起こし、そのことがトラウマとなって樹との関係を絶った。
御木（みき）
声 - 高木渉（First Stage） → 山崎たくみ（Third Stage）
拓海のサッカー部時代の1年上の先輩で、現在は東京の大学に通っている。外面は長髪の二枚目だが相当な女たらしで、かつてはなつきとも付き合っていたが、その他の多数の女性とも関係を持っていた様子。しかし部室でなつきとの下品な話を自慢げに語らっていたところ、拓海の不興を買って全力で殴り倒され、そのことを少なからず恨んでいる。
回想のみの一度きりの登場だったが、第1部終盤の冬に再登場。ガングロで茶髪、顎ヒゲをうっすら生やしたガラの悪い大学生に変貌していた。大学が冬休みに入り地元に戻ってきたところでなつきと再会し、過去の付き合いを持ち出して強引に復縁を迫るが失敗。なつきを拉致同然に連れ去って秋名山麓に向かうが、彼女を救出すべく駆けつけた拓海のハチロクに追いつかれ、雪道でのカーチェイスを繰り広げる。
かつて父親から借りたFRの車に乗っている最中、雪道でスリップ事故に遭って以来、雪道での4WDの優位性を信じて疑わなかったが、雪道でもなおペースを上げて迫ってくる拓海のハチロクに焦り、コーナーを曲がりきれずガードレールに衝突。拓海が車から降りてきた時は、気まずさのあまり下を向いていた（Third Stageでは泣いていた）。
あくまで一般人のため、走り屋としての技術は皆無であり、アニマックスで放映された『BATTLE STAGE』特別編における土屋圭市・織戸学・今村陽一の三者解説対談コーナーでも、土屋には「雪でハチロクがGT-FOURに勝っちゃう?ありえない!」、織戸には「あれはバトルと言うより、いじめです」と評されている。
Third Stageで声を担当した山崎たくみによると「ミキ（三木眞一郎）がタクミ（藤原拓海）を、タクミ（山崎たくみ）がミキ（御木）をそれぞれ演じていたため、収録現場ではしばしば混乱が生じていた」とのこと。
新劇場版には拓海の回想で登場するが、台詞は無い。
搭乗車種…ST205 トヨタ・セリカ GT-FOUR 1997年式（アニメでは輸出仕様風の2ドアクーペ）

ボディカラー…ブラック（原作・ゲーム）・シルバーメタリック（アニメ）
主な外装パーツ…C-ONE製パーツ、スピードライン製ホイール（原作・ゲーム）・TRD製リアスポイラー（アニメ）
ナンバー…群馬73よ 27-431 / 群馬 79 よ 3-914 （ゲーム「ARCADE STAGE Zero」）

池谷の母親
声 - 池田桂子（First stage） / 寺瀬今日子（Extra Stage2）
名前は不明。真子がシルエイティに乗る凄腕の走り屋であると知ってショック状態の池谷に、真子から電話が掛かっていると伝える場面でセリフでのみ初登場している。
原作番外編「旅立ちのグリーン」では、息子である池谷浩一郎とともに法事へと出かけた。「サービスエリアで一旦用を足したい」と浩一郎に言ったことで、池谷と真子が再会する最大のきっかけを作った本人でもある。浩一郎は「母ちゃん」と呼び、頭が上がらない様子。
S13のカップル
赤城山を地元にしているカップルの走り屋。男が運転して女が助手席に座る。特定のチームに所属してないが技量は高く、拓海の目で見ても「かなり速いが、抜けない相手じゃない。」と評されている。
塚本の運転に酔ったなつきが休もうと偶然S13にもたれかかった時に、なつきの腕時計が当たってしまい運悪く女に見られてしまい、理不尽な責め方をされる。大して傷はなかったので事なきを得たがこのことでなつきの恨みを買い、帰りの下りで拓海の運転する180SXとバトルに発展することになる。
最初はS13が先行していたが、当然拓海から逃げ切れる訳がなくあっさり追い抜かれ戦意喪失。拓海が運転する180SXをレッドサンズの1軍と思っていた。
搭乗車種…S13 日産・シルビア K's
ボディカラー…スーパーブラック
主な外装パーツ…NISSAN製パーツ、レイズ製ホイール製ホイール（PS2用ゲーム『頭文字D Special Stage』）
ナンバー…群馬?? ? 03-465（PS2用ゲーム『頭文字D Special Stage』）
老人
声 - 宮澤正
Extra Stage 2に登場。観光旅行で長野県を訪れていたが、峠の釜飯を食べている間に観光バスに置いて行かれた不運な老人。
知らない土地で右も左も分からず心細くなり、ずっと前から駐車場にいた池谷に軽井沢のホテルまで連れて行ってほしいと懇願する。
軽井沢なら1時間もあれば帰って来られると考えた池谷は彼を乗せてホテルへ向かうが、実は北軽井沢のホテルであることが分かり、それが池谷と真子との再会に多大な影響を及ぼした。
86の男
声 - 三木眞一郎
新劇場版オリジナルキャラクター。「Legend3-夢現-」で拓海の働くスタンドに客として登場、その後秋名山で配達中の拓海にバトルを挑む。目元辺りは隠されているが、拓海によく似た容姿をしている。
直接的な関連は無いが、新劇場版の約1年前に放送されたアニメFinal Stage最終回のエンディングにおいても、同色の86（ナンバー:群馬550 お 86-239）が登場し、拓海の運転するインプレッサとすれ違う描写がある。
新劇場版をベースとしたゲーム「ARCADE STAGE Zero」では、「謎の走り屋」として登場しているが、外見は大きく異なる。
パチスロ「頭文字D」ではマイスロカスタムキャラのひとりとして選択可能。顔は「ARCADE STAGE Zero」より流用となっている。台詞は「決まったぜ」しかないものの、三木眞一郎による新録となっている。
搭乗車種…ZN6 トヨタ・86 GT “Limited”（前期型）

ボディカラー…オレンジメタリック
主な外装パーツ…純正リアスポイラー、フロント・リアエンブレムレス化
ナンバー…群馬355 お 3-954

## 第一部

### First Stage

#### 妙義ナイトキッズ（NightKids）
ガラの悪い連中が多い走り屋集団。リーダーの中里とナンバー2の慎吾による派閥争いが激化しているが、いざとなった時の結束力は高い。
同じ群馬エリアでは赤城レッドサンズや秋名のハチロクの方が走り屋の間では有名であるため、チームとしての評価はあまり高くない。
慎吾と沙雪が幼馴染のため、碓氷峠のインパクトブルーとも親交がある。
こちらも秋名スピードスターズ同様原作とアニメでチームステッカーのデザインが違い、新劇場版でもチームステッカーのデザインが根本的に一新されている。
神奈川最終戦では、中里毅、庄司慎吾がギャラリーとして再登場する。
- 本拠地…群馬県甘楽郡下仁田町および妙義町（現富岡市）・妙義山（群馬県道196号上小坂四ツ家妙義線）
- リーダー…中里 毅

中里 毅（なかざと たけし）
声 - 檜山修之 / 諏訪部順一（新劇場版）
「妙義ナイトキッズ」のリーダー。かつてはS13シルビアに乗っていたが、ある日妙義山に現れた白いR32乗りの島村栄吉にパワー差で圧倒され敗北を喫する。以来「遊びだけ」のドリフト走行に疑問を抱くようになり、相手と同じR32に乗り換えて確実にタイムが出せるグリップ走行にこだわっている。
中里の長所は思い切りの良さと勢いでアクセルを踏み込んでいく豪快なドライビングにある。高橋涼介からは「ツボにはまると速いが、プレッシャーに弱くキレやすい」と評価されている。
R32に乗り換えて以来「数多くの敵が敵でなくなった」と不満を抱くようになり、高橋啓介に勝利した拓海をターゲットとしてバトルを挑む。しかし、感情任せのムラっ気の大きい走りが災いして無理にマシンをぶん回した挙げ句、GT-Rの弱点であるフロントヘビーに起因するアンダーステアとフロントタイヤの熱ダレが露呈してスピン。右リアをガードレールにヒットさせ自滅した。
拓海とのバトル以降はホームコースの妙義でも敗北が続き、高橋涼介直伝のテクニックを身に付けた高橋啓介にも鼻先の差で敗北。エンペラーの岩城清次とのバトルでも、焦りからブレーキング時の荷重移動不足でアンダーステアを誘発、右フロントを壁にヒットして車をクラッシュさせてしまい敗北した。
その後のドラマCDでは幾分落ち着きのある走りをするようになり、島村の地元である箱根山でR32同士のバトルを繰り広げ、中里がテクニックの差で勝利する。
ロータリーエンジン車が嫌いな様子。クルマの馬力は、拓海とのバトル時は380 PS、啓介とのバトル時は395 PS。
実写版では高橋涼介とは親友同士の間柄になっているほか、高橋啓介が登場しない代わりに彼の役割も兼ねている。2度にわたる拓海と啓介のバトルも中里に置き換わっており、最初は助手席に拓海を乗せた樹と対戦して圧勝するものの、その夜に行われた拓海とのバトルに敗北。その後、原作の啓介戦と同じような筋書きで拓海との2回目のバトルに挑むが、R32の重さと焦りで自滅するのではなく、啓介戦と同じように突然の溝落としに対応できずに敗れるといった展開になっている。
原作、アニメ版では喫煙シーンが存在するが、新劇場版では全てカットされている。ただし新劇場版基準のパチスロ版では喫煙シーンが存在する。
搭乗車種…BNR32 日産・スカイラインGT-R V-specII（1994年式）

ボディカラー…ブラックパールメタリック
主な外装パーツ…nismo製フロントバンパー、Veilside製フロントリップスポイラー(原作、First Stage、ゲーム)、WORK製ホイール、スポーツマフラー（メーカー不明）
ナンバー…群馬33 が 26-037 / 妙義37 ひ 6-527（新劇場版）

庄司 慎吾（しょうじ しんご）
声 - 藤原啓治 / 阪口周平（新劇場版）
「妙義ナイトキッズ」の主要メンバーでナンバー2。「デンジャラス慎吾」という異名の通りにラフな戦術を好み、勝つためには危険な手段もいとわない。そのやり方を嫌う中里とはしばしば対立し合っている。
左足ブレーキを駆使した鋭い突っ込みを得意とし、下りなら中里をも凌駕する前輪駆動（FF）車の使い手。群馬エリアのダウンヒル最速を名乗って憚らない自信家であり、妙義のダウンヒルのレコードタイムを中里のR32よりコンマ数秒上回ることもある。
下りスペシャリストとしてのプライドとナイトキッズ最速の座を狙って、中里を倒した拓海を危険なバトルで排除しようと企む。拓海をバトルへと誘い出すため、池谷のS13に危険なプッシュを仕掛けクラッシュへ追い込もうとした。その後拓海たちの前に現れ、池谷のプライドを傷つけるような言葉で挑発し、怒りに燃えてバトルを受けた拓海に自身が得意とする「ガムテープデスマッチ」を挑む。拓海とバトルした際のクルマの馬力は185 PS。
序盤は不慣れな片手固定の操作に戸惑うも、ほどなく順応しペースを上げていく拓海に脅威を感じ、クラッシュに追い込むべくプッシュを仕掛ける。しかし、偶然にも360度ターンで難を逃れられ驚愕。そして、悪質行為に憤慨した拓海の怒りに任せたラフな走りで猛追され、溝落としで追い抜かれる。勝てぬならせめてと最後はダブルクラッシュを狙おうとしたが、拓海の素早い突っ込みによってかわされ、単独でクラッシュし自滅。右手を固定していたため、手首をキックバックにより負傷した。傷ついた愛車を見て涙を滲ませたり、本来恨まれていても仕方のないはずの池谷から向けられた善意に素直に感謝するなど、バトル後は憑き物が落ちたかのような様子だった。
これ以降、元来のダーティさは控えた感があり、中里とも仲が悪いように振る舞っているものの、拓海と涼介のバトルやプロジェクトDの最終戦、アニメではこれに加えて涼介と京一のバトルや拓海と涼介のエキシビションマッチを共に観戦、妙義でも行動を共にしていたりと、徐々に関係は軟化している。ドラマCD「黒い稲妻・新たなる不敗伝説」では沙雪とともに、中里の因縁の相手である島村との対決のセッティングのために奔走した。
「インパクトブルー」の沙雪とは幼馴染。沙雪の話によれば、小学生の頃に風邪をひいたまま登校した際、鼻水を垂らしていたために「ハナタレ慎吾」という不名誉なあだ名でいじめられ、それが原因でグレてしまったとのこと。
かなりのホンダ党らしく、VTECエンジンの加速感とエンジン音を絶賛している。原作では、秋名で行われた拓海と涼介のバトルを見届けた後「俺だってホンダがFR車を作ってくれれば乗り換えるよ」と語っており、S2000が発売された後に掲載された番外編「センチメンタルホワイト」では、沙雪から「S2000買うの？」と聞かれた際に「欲しいけど貧乏なんだよ」と返している。D5までのARCADE STAGEシリーズにおいても、S2000に乗って庄司慎吾に挑戦した場合、羨望や嫉妬とも取れるような発言をする。原作とアーケードゲームでは、ホンダ系列のチューニングショップである無限のロゴ入りのTシャツ(本人曰く「懸賞で当たった」とのこと)を着て登場するが、新劇場版においてはINFINITYというロゴ入りのシャツを着ている。
原作、アニメ版では喫煙シーンが存在するが、新劇場版では全てカットされている。
搭乗車種…EG6 ホンダ・シビック SiR-II（1992年式 前期型）

ボディカラー…ミラノレッド
主な外装パーツ…フロントバンパー、5ZIGEN製マフラー、無限製RNRホイール、純正ドアバイザー
ナンバー…群馬56 よ 46-037（Battle Stageでは、群馬 59 き 32-145）/ 妙義56 よ 6-270（新劇場版）

宮原（みやばら）
声 - 志村知幸
「妙義ナイトキッズ」のメンバー。原作番外編およびExtra Stage第2話「センチメンタルホワイト」に登場。柄の悪い連中が多いナイトキッズの中では比較的穏やかな風貌をしている、眼鏡をかけた好青年。
慎吾からは「ナイトキッズじゃ速い方」と評されるが、走り屋としての目標を失い引退を考えていた。そんな折、慎吾と沙雪のセッティングによって真子と知り合う。真子を好きになり告白するが、走り屋としての目標を追い続ける彼女の決意を知り別れる。
搭乗車種…SW20 トヨタ・MR2（1993年式 III型）
ボディカラー…スーパーレッドII
ナンバー…群馬58 か 95-593

弘道（ひろみち）
声 - 安井邦彦 → 高木渉（Second Stage）/ 入倉敬介（新劇場版）
「妙義ナイトキッズ」のメンバーで、リーダーの中里を負かしたハチロクを見るために秋名山へ来た。
偶然遭遇した樹と拓海に威圧的な態度を取り、レビンのホイールやマフラーがノーマルであることを貶した挙げ句、そのレビンがAE85だと分かると仲間たちとともに大笑いした。その後、「観光バス（アニメでは原チャリ）に煽られないように頑張ってくれや」と言い残し去って行ったが、この一連の行為に怒った拓海が運転するレビンに猛追され、溝落としで抜き去られそのまま振り切られた。
原作では後に妙義山でのレッドサンズとの交流戦で、アニメではエンペラーの妙義山襲撃の際に正一、章央とともに再登場する。
なお、後述の正一と章央を含む3人の名前はアニメのみの設定だったが、後に発売された副読本で原作に取り入れられ、新劇場版でもこの名前で表記されている。また、アニメでは3人ともナイトキッズのメンバーではなく、Second Stageでエンペラーに挑まれた「THUNDERS(サンダーファイヤー)」のメンバーとして扱われている。
新劇場版をベースとしたゲーム「ARCADE STAGE Zero」では、正一とともに「絡んできた走り屋」として登場している。
搭乗車種…S13 日産・シルビア K's
ボディカラー…スーパーブラック（アニメ）、ベルベットブルー（新劇場版）、ブルーイッシュシルバーツートン（ゲーム）
主な外装パーツ…ステッカー以外、池谷仕様と同一（アニメ）、GTウイング（メーカー不明、ゲームではings製）とnismo製ホイール、ステッカー以外、池谷仕様と同一（新劇場版）
ナンバー…妙義57 ひ 7-101 （新劇場版）

正一（しょういち）
声 - 陶山章央 / 藤巻大悟（新劇場版）
弘道、章央とともにハチロクを見るために秋名山へ来た「妙義ナイトキッズ」のメンバー。名前はアニメのみの設定であるが、新劇場版でもこの名前で表記されている。
作中では弘道のS13の助手席に乗っているため、本人が走り屋なのか、何の車に乗っているかは不明。
章央（あきお）
声 - 鈴木淳 / 平修（新劇場版）
「妙義ナイトキッズ」のメンバー。名前はアニメのみの設定であるが、新劇場版でもこの名前で表記されている。
弘道のS13ともども2台まとめてあっさりと拓海に抜き去られ、後ろから見たレビンの足回りの貧弱さと速い走りのギャップに激しく困惑していた。
搭乗車種…SW20 トヨタ・MR2（III型）（原作）、RPS13 日産・180SX（中期型）（アニメ、新劇場版）
ボディカラー…ダークグレイ（アニメ）・ブルー（新劇場版）
主な外装パーツ…ステッカー以外、健二仕様と同一（アニメ）、GTウイング（メーカー不明）とステッカー以外、健二仕様と同一（新劇場版）
ナンバー…妙義77 ひ 4-929 （新劇場版）

高田（たかた）
「妙義ナイトキッズ」のメンバー。ドラマCD「黒い稲妻・新たなる不敗伝説」に名前のみ登場。
グリップ走行を重んじる中里が、本来のプレイスタイルではないドリフト走行を慎吾に見せつける際、以前乗っていた車と同じS13を高田から借りて、妙義山をドリフト走行で攻めた。
搭乗車種…S13 日産・シルビア

吉竹 弘二（よしたけ こうじ）
声 - 遊佐浩二
ドラマCD「黒い稲妻・新たなる不敗伝説」に登場。かつて中里と一緒に走っていた走り屋。今でもナイトキッズのメンバーなのか、既に脱退したのかは不明。
実家は「よしたけ寿司」という寿司屋を営んでいて、本人も配達などを手伝っている。父親曰く「車が恋人の馬鹿息子」。真子と沙雪が来店した際に「ガールフレンドがお待ちだぜ」と父親にからかわれた。
浩二（こうじ）
声 - 天田真人
「妙義ナイトキッズ」のメンバーで、慎吾の取り巻きの走り屋。原作にも登場するが名前は設定されていない。
搭乗車種…RPS13 日産・180SX（アニメ）
ボディカラー…オレンジ（アニメ）
吾郎（ごろう）
声 - 田中伸幸
「妙義ナイトキッズ」のメンバーで、慎吾の取り巻きの走り屋。原作にも登場するが名前は設定されていない。
搭乗車種…S13 日産・シルビア K's
ボディカラー…スーパーブラック（アニメ）
島村 栄吉（しまむら えいきち）
声 - 森川智之（ドラマCD）
白いR32を駆る箱根山の走り屋で、チーム「箱根サンダーソルジャーズ」のリーダー。
S13に乗っていた中里をパワーの差で圧倒した過去があり、中里がR32に乗り換える最大の契機となった。その後、ドラマCD「黒い稲妻・新たなる不敗伝説」において箱根山に乗り込んできた中里とR32同士でのバトルを繰り広げるが、テクニックの差で敗北した。
アニメでは中里の回想シーンにマシンのみ登場していたが、ドラマCDでは本人も登場する。
搭乗車種…BNR32 日産・スカイラインGT-R
ボディカラー…クリスタルホワイト
主な外装パーツ…ボディカラー以外、中里仕様と同一（アニメ）

#### （NightKids）

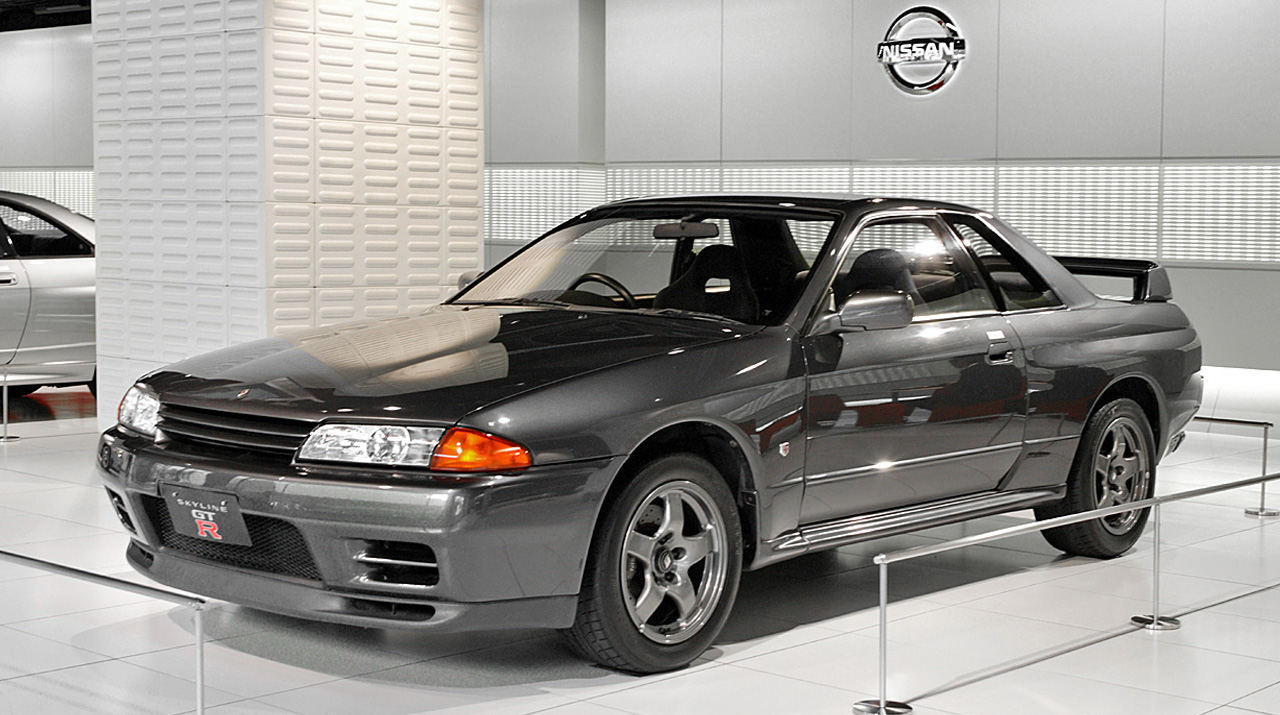
中里毅搭乗車と同型のBNR32 スカイラインGT-R（画像は標準グレード車）

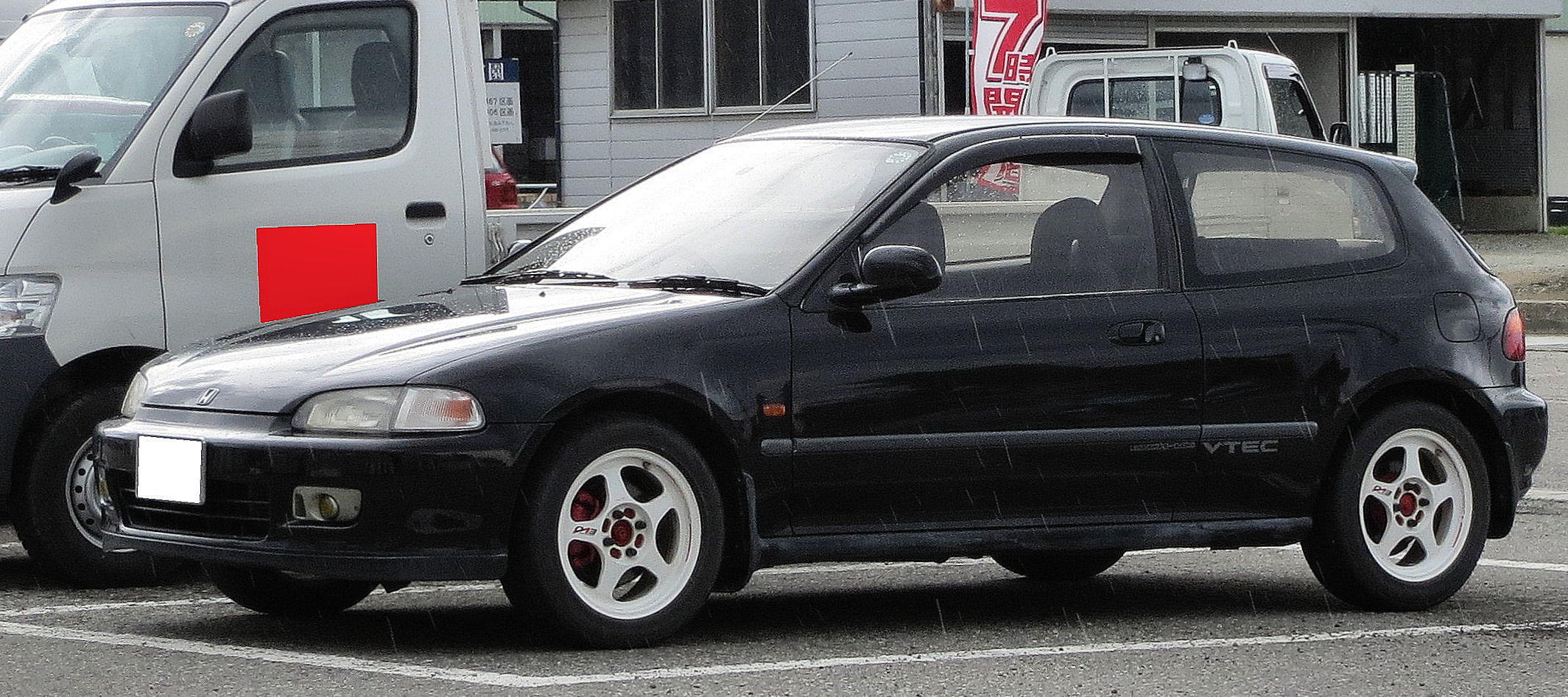
庄司慎吾搭乗車と同型のEG6 シビック SiR（画像は後期型）

#### インパクトブルー

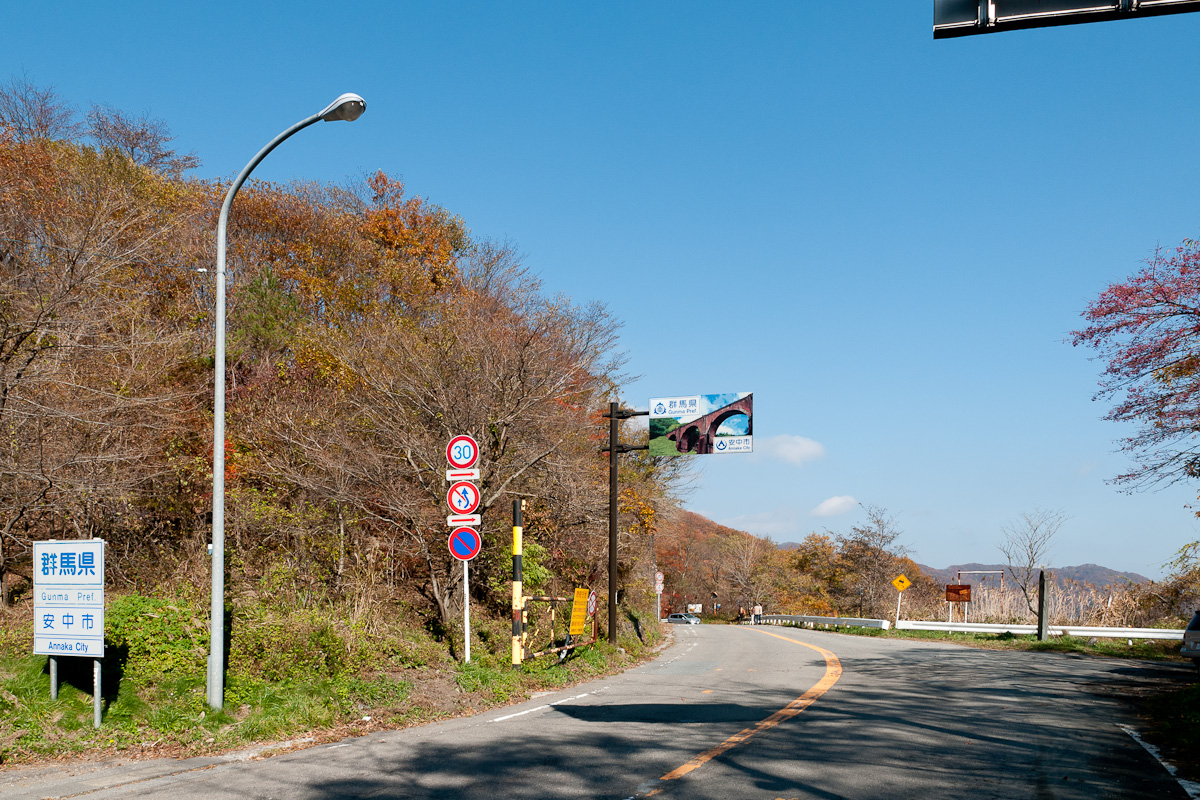
インパクトブルーのホームコースである碓氷峠（ダウンヒルスタート地点）

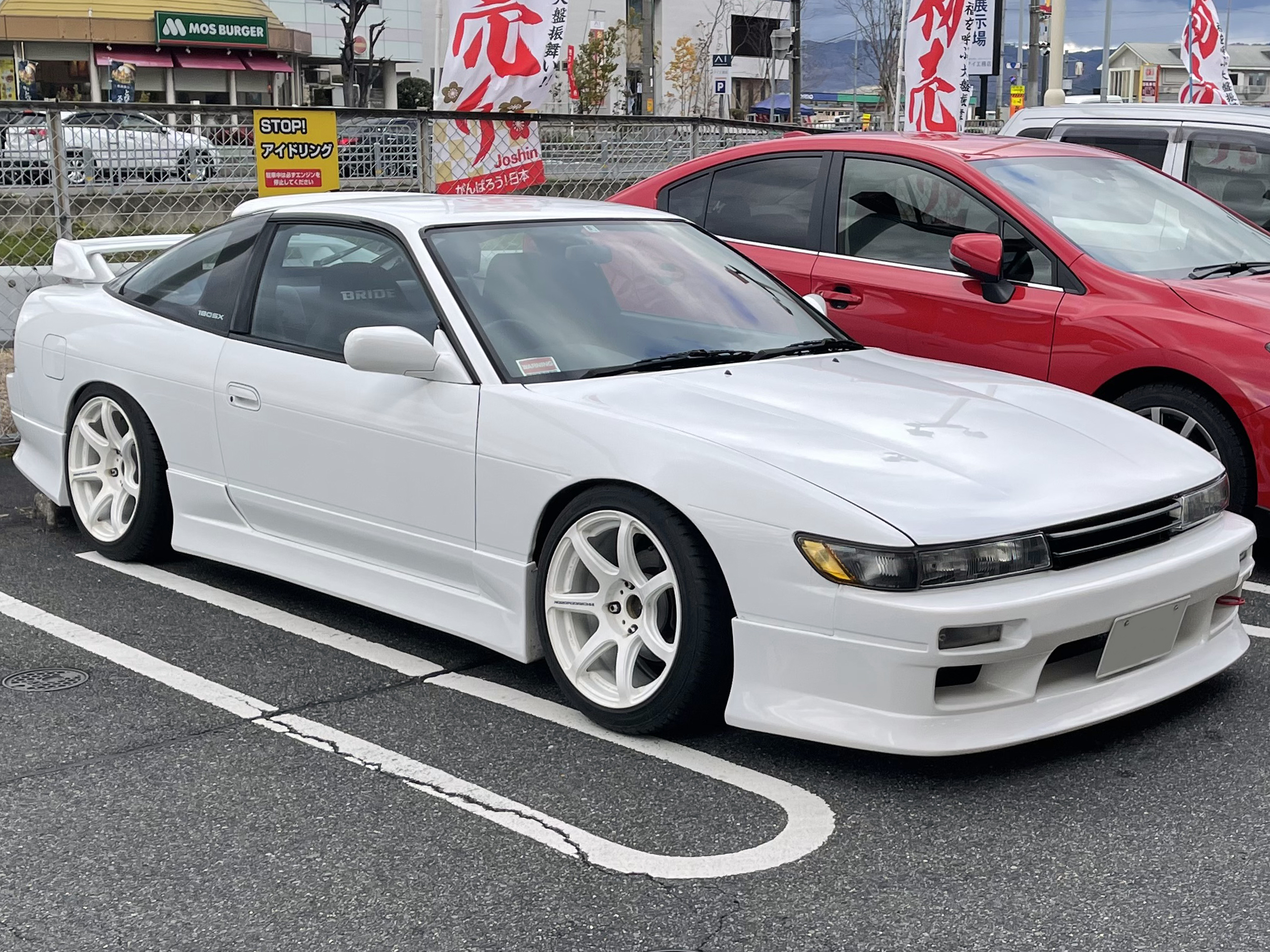
インパクトブルー搭乗車と同型のシルエイティ

2人組の女性走り屋。碓氷峠最速と謳われ、地元では誰も勝てないと恐れられている。マシンの色が青であることから「インパクトブルー」と呼ばれている。
インパクトブルーというコンビ名は外伝「インパクトブルーの彼方に…」（単行本48巻収録、ただし読み切りとして掲載されたのは1999年）が初出で、本編では呼称されていない。原作、アニメ版、新劇場版ではチームロゴは存在しないものの、パチスロ「頭文字D」ではIMPACT BLUEというステッカーがマシンに貼られている。
新劇場版では涼介とのバトルで完結するためバトルシーンは存在せず、ギャラリーとして登場したのみであった。新劇場版をベースに2021年に稼働したパチスロ「頭文字D」では、碓氷峠でのバトルシーンや、池谷との出会いから別れまでが描かれている。
神奈川最終戦で2人とも再登場する。
- 本拠地…群馬県碓氷郡松井田町（現・安中市）碓氷峠、国道18号

佐藤 真子（さとう まこ）
声 - 根谷美智子 / 原由実（新劇場版）
20歳（第一部）。「インパクトブルー」のドライバー担当。峠へ行った際に高橋涼介に憧れ、幼馴染の沙雪をパートナーに迎えて峠デビュー。豪快なドライビングとは対照的に、普段は清楚な女の子。本人曰く「ハンドルを握ると性格が変わるクチ」。男性との交際経験はまだない。
松井田町横川の「おぎのや」の駐車場で、車検中の代車（L210ミラ）が故障していたのを通りかかった池谷に修理してもらったことが、彼との接点となる。その後は走り屋引退を考え、「最後の一戦に秋名のハチロクと碓氷峠でバトルしたい」という思いから拓海とバトルすることになる。結果はオーバースピードによるスピンで敗北に終わるも、「技術の深さを思い知った」として引退を撤回した。後の『インパクトブルーの彼方に…』では拓海とのバトルでの経験を生かし、群馬エリア制圧のために碓氷に侵攻してきた「エンペラー」の下っ端を打ち破っている。
池谷と出会ったことで誠実な彼に惚れ、拓海とのバトルをセッティングした池谷とホテルへ行く約束をしたが、池谷本人の劣等感による思い込みと道中の渋滞によって叶うことはなかった。その後、沙雪と慎吾の計らいもあってナイトキッズの宮原とひょんなことから知り合い、次第に彼に惹かれていくが、走り屋に対する考えの違いから最終的には別れる。
番外編『旅立ちのグリーン』では6か月ぶりに池谷と偶然再会を果たし、行き違いの経緯を知ることになる。その後、真子は自動車雑誌の企画によるレーサー兼ライターとして働く決意をしたことを池谷に告げ、東京へと旅立った。同番外編の最後には「これ以降、真子と池谷は2度と顔を合わせることは無い」と書かれている。
神奈川最終戦では、沙雪とともにしとどの窟の近くのバス停留所（箱根登山バスの「しとどのいわや」）で観戦し、モチベーションを失っている信司と出会う。その際、北条豪のNSXと啓介のFDの走りに思わず感動して涙を流したことで、信司のモチベーションを再燃させた。この時、レースに出場していることを明かしており、アニメFinal Stage最終話のエンディングでは、シルエイティと同色の青いレーシングスーツ姿を披露している。
拓海とバトルした際のクルマの馬力は230 PS。
搭乗車種…RPS13 シルエイティ(1992年式)

ボディカラー…インパクトブルー
主な外装パーツ…NISSAN製S13用フロントバンパー、NISSAN製RPS13用サイドステップ、WAVE製リアスポイラー、BBS製SUPER-RS
ナンバー…群馬57 え 78-547（Extra Stageのみ「群馬77 に 37-586」） / 碓氷57 け 8-475（新劇場版） / 群馬57 え 8-547（ゲーム「ARCADE STAGE Zero」）

沙雪（さゆき）
声 - かかずゆみ / 奥野香耶（新劇場版）
20歳（第一部）。長野県北佐久郡軽井沢町に住む、「インパクトブルー」のナビ・メカニック担当兼リーダー。苗字は作中では明かされていない。
先のコーナーから、対向車とすれ違うポイントを予測できる。ナイトキッズの庄司慎吾とは、小・中学校が同じで家も近所だった幼馴染。真子と比べて快活かつ外交的な性格で、慎吾曰く「跳ねっ返り」。
胸も大きく、池谷達とプールへ遊びに行ったときは注目を集めた。アニメ版では、揺れる胸を見た樹と健二が、放送当時の流行語であった「だっちゅーの」をもじった「今行くっちゅーの!」という台詞を叫んでいる。年下でかわいらしい拓海を気に入り、一緒にスライダーで遊んでいた。OVA「Extra Stage」やドラマCD「黒い稲妻・新たなる不敗伝説」ではナイトキッズの中里に気に入られるが、沙雪本人はアニメでは微妙な表情をし、ドラマCDではバトルに連敗し自信をなくしてバトルを敬遠していたと思われていた中里のために、中里がS13に乗っていた頃に敗れた相手を真子や慎吾とともに探し出したが、それが中里に気があるものと勘違いされ、バトル後に彼から告白されてしまう（後の樹の台詞から振った模様）。
体重は自称47 kg（実際は49 kg）。
沙雪自身はシルエイティの運転およびバトルができるかどうかは不明で、真子の引退後も1人で走り屋の活動をしているのかは定かではない。アニメの次回予告では「（引退しても）あたしは走るよ、1人でもね。男に走る!」と発言し、真子を呆れさせた。原作番外編やExtra Stage第2話「センチメンタルホワイト」では慎吾とともに真子に彼氏を作ろうと画策するが、いずれも失敗に終わっている。
神奈川最終戦では真子とともにギャラリーとして登場し、どこか拓海に似た雰囲気の信司をかわいいと気に入る。

### Second Stage

#### エンペラー（Emperor）

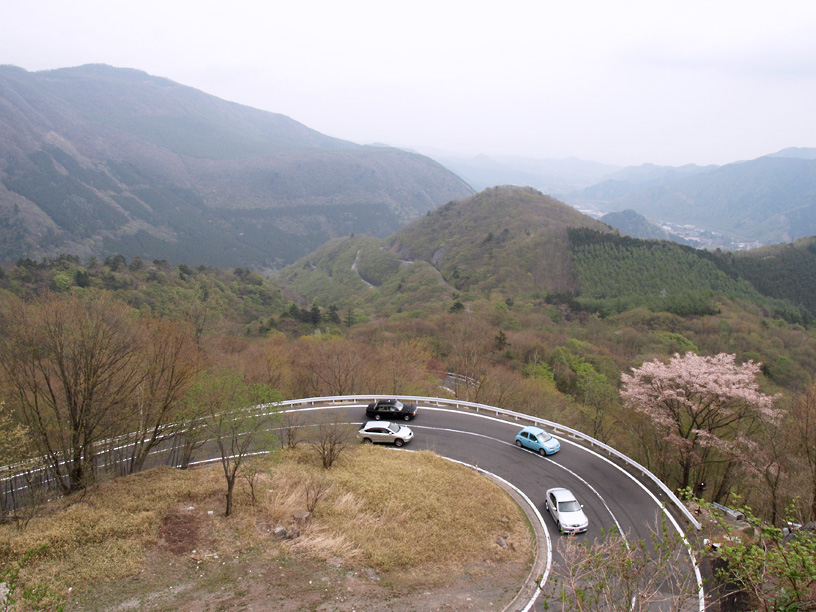
エンペラーのホームコースである日光いろは坂（画像は第二いろは坂）

三菱・ランサーエボリューションのワンメイクチーム。リーダーである須藤京一の高橋涼介へのリベンジを機に、群馬エリア侵攻を企てる。
彼らには特有のルールがあり、敵地でのバトルで勝利するために京一が考案した作戦パターン=シミュレーションが「1」から「3」まで存在する。「3」については特に注意が必要な相手と戦うための作戦とされ、藤原拓海と高橋涼介のバトルでも使用された。アニメ版では涼介に対して、専用の作戦「シミュレーションX」を用意している。
バトルのスタート時にはカウントを行わず、馬力が低い方の車が好みのタイミングで発進し、もう一方の車はそれに合わせて発進するスタート方法を好んで用いる。チーム内ではこれを「ハンディキャップ方式」と呼んでいる。
新劇場版には登場しないが、新劇場版基準のパチスロ「頭文字D」では拓海との赤城山でのバトルと、いろは坂での再戦が描かれた。
神奈川最終戦では、須藤京一、岩城清次がギャラリーとして再登場する。
- 本拠地…栃木県日光市・日光第一いろは坂（国道120号）
- リーダー…須藤 京一

須藤 京一（すどう きょういち）
声 - 田中正彦
「エンペラー」のチームリーダー。角刈りの金髪に白いバンダナを巻いている。徹底した合理主義者で、滅多なことでは取り乱さない。派手なアクションを嫌い、基本に忠実という職人のようなタイプである。
岩城清次からは「鉄人」と称され、人柄でもメンバーから慕われている。テクニックが互角ならば、確実に有利なマシンを用意してそれ自体の戦闘力の差で勝つ、というのが彼の信条である。
東堂塾出身であり、プロレーサーの舘智幸とは東堂塾時代の同期。高橋涼介曰く「勝つためにはえげつないぐらい合理的な作戦を選ぶ奴」で、「何が何でも負けたくない相手の1人」と語っている。
ハイパワーターボと四輪駆動（4WD）の組み合わせを車の絶対条件として挙げており、その条件に合致するエボIIIを愛車として選択。左コーナーからのカウンターアタック（S字コーナーでアウトから並び、インとアウトが逆転したところで一気に前に出るパッシング）を得意とする。
ジムカーナ仕込みのドラテクは高橋涼介に匹敵するほどであり、涼介からもテクニック自体は自分と同等と認められている。「モータースポーツ技術の公道に対する優位性（サーキット＞公道）」を唱え、「峠には峠のテクニックがある（サーキット≠公道）」と異論を唱える涼介とは対立関係にある。涼介には群馬遠征の1年前にいろは坂で敗れており、そのことに対するリベンジマッチを、群馬エリア制覇を目論む際に申し込む。涼介に敗れるまでは負け知らずであったがゆえに、当初はかなり根に持っていた様子であった。エボIIIの性能を生かして一時は涼介を追い詰めるが、対向車の来ないサーキットや、サーキットと同じ環境にある一方通行のいろは坂を拠点とするが故の「右コーナーでの対向車への恐怖心」を見破られ、ヘアピンカーブでのカウンターアタックによって敗北する。涼介は京一の敗因の1つとして「秋名のハチロクとの勝負で手の内を見せすぎた」ことを挙げている。ただし、土屋圭市には『BATTLE STAGE』特別編解説コーナーで『パワーに頼りすぎ』と評されている。
赤城での涼介とのバトルの前日、昼間にガソリンスタンドまで直接出向いて事前に挑発していた拓海が赤城山へ乗り込んで来た際には「バトルではなくセミナーだ」としてマシンの戦闘力の差とその重要さを見せつけ、劇中では初めて拓海に事実上の黒星を付けた。その後、新エンジンに換装して復活した拓海のハチロクといろは坂で再戦。互角のバトルを見せ、ゴール直前でカウンターアタックを仕掛けるが、拓海のトリプルカウンター（アウト側で踏ん張り、インとアウトがもう一度入れ替わったところ）でかわされ、並んだところで再び前に出られ惜敗した。ただし「京一が拓海を追い抜けば勝ち」というルールであったため、拓海は「（実質）引き分けだろうな、公平に見て」と語っている。その後、拓海のハチロクを「いいクルマだ」と褒め称え、拓海自身に対しても「ヤツはデカくなる。群馬エリアで留まるスケールじゃない」「いずれは涼介さえも超えていく」「いつの日か4WD車のステアリングを握る日が来るだろう。そうなるべきドライバーだ」と評している。
京一のエボIIIは、ターボ過給によるアクセルレスポンスの悪化（ターボラグ）を解消するために、世界ラリー選手権（WRC）でも採用されている「ミスファイアリングシステム」が作動するようになっており、走行の際はアフターファイヤーとともにシステム特有の「パンパン」という破裂音を響かせながら疾走する。クルマの馬力は、拓海とのバトル時には310 PSだったが、涼介とのバトル時には350 PSへとパワーアップしている。
第二部では登場初期と比べて若干丸くなっており、プロジェクトDの東堂塾との再戦時には涼介に対し「現役のプロレーサーが出てくる」「バトルにはお前が出ろ」と忠告している。しかし、涼介がそれを無視して拓海とハチロクを出したことを不思議に思っていた。また、プロジェクトDの最終戦では清次に拓海の走りと信司（後述）の走りのスタイルの違いを教えていた。
実写版ではパンクスタイルで登場。外見は原作とは異なっているが寡黙な性格は変わらず、拓海戦で拓海がハチロクのエンジンをブローさせた後も出しゃばった清次に出番を取られていた。最後は涼介と拓海との三つ巴の公道バトルとなり熱戦を繰り広げるが、バトルとは無関係な対向車が現われた際に強引な追い抜きを仕掛けたことでコースアウト、崖下に転落した。自身は無傷で済んだものの、エボIIIは大破という結果に終わってしまった。
新劇場版を基準に2021年より稼働したパチスロ「頭文字D」では、新劇場版未登場ながら敵キャラクターとして登場している。声優はアニメから変更されているが、演者は公表されておらず不明。
搭乗車種…CE9A 三菱・ランサーエボリューションIII GSR（1995年式）

ボディカラー…ピレネーブラックパール
主な外装パーツ…純正ホイール（OZレーシング製 ブラックに再塗装）、Emperorステッカー（アニメ）
ナンバー…群馬58 し 30-395（ゲーム「ARCADE STAGE 4」以降、アニメFinal Stageでは栃木58 し 30-395）/ 栃木52 し 4-941（ゲーム「ARCADE STAGE Zero」）/ いろは59 そ 6-753（パチスロ「頭文字D」）

岩城 清次（いわき せいじ）
声 - 川原和久
「エンペラー」のナンバー2。ポニーテールの頭髪が特徴。挑発的かつ大胆不敵な性格で気性が荒く、頭脳明晰なタイプではないが、マシンの潜在能力を引き出す腕は超一流。
特にステアリング操作の技術において非常に優れており、正確かつ素早いステアリング操作が求められる4WD車でのドリフトを簡単にこなす技術や、エボIVの弱点とも言えるトラクションの弱さをカバーする技術はWRCのドライバーにも匹敵し、作中では「計り知れない実力を持つランエボ使い」と紹介され、涼介をもってしても「雨の日にバトルしたら俺たちでも歯が立たない相手」と評されるほどの腕前である。拓海でさえ「立ち上がり重視の溝走り」という奥の手を使わざるを得なくなるほどの苦戦を強いられ、勝利したものの「勝った気がしない。秋名じゃなければ負けてた」とまで言わしめたことがそれを物語っている。
拓海戦までは「1か月で群馬を制圧する」と宣言。ナイトキッズの中里を含む全ての走り屋を倒した上で、相手チームのステッカーを2つに切り分け上下逆さまにし、撃墜マークのようにエボIVのリアウィングに貼り付けるなど、その行動で群馬エリア全体を恐怖に陥れた。
拓海と樹とは偶然にもバトルの前に一度顔を合わせており、その際に「ハチロクなんざアウト・オブ・眼中、頼まれてもバトルなんかしねぇよ」とまで言い切った。拓海とのバトルでは京一から「シミュレーション3で行け」という指示を受けるもそれを無視した結果、タイヤに過度の負担をかけ敗北。京一からビンタを受け「いろは坂のサルじゃねえんだからちったァ頭つかえよ」と叱責された。この時のクルマの馬力は300 PS。
拓海に敗れた後、赤城山に乗り込んできた拓海が京一とバトルに及んだ際には、不利な条件が山積みにもかかわらず乗り込んできた拓海の姿に「いつかとんでもなくビッグになる奴かもしれない」と、後の拓海の飛躍を予感する旨の独白をしている。
その後は高橋啓介や小柏カイとも対戦するが、どちらも敗れている。なお、原作およびアニメでは啓介とのバトルの詳細は描かれていないが、OVA「Battle Stage」である程度描かれている。
第二部では登場初期と比べてコミカルな面が強調され、啓介とスマイリー酒井のバトルで「突っ込んでくるかと思った」と崖の上に逃げたり、最終戦での京一の解説に対しては「そうなのか（と言いつつ全然わからねえ）」と考えている。また、15巻と18巻では「清二」と誤記されている。
実写版ではパンクスタイルで登場。秋名で樹を路上教習していた拓海たちをバカにしたことから、拓海が樹から運転を代わってバトルになるが、原作とは異なり拓海に完全に力負けした挙げ句、スピンしてエボIVを壊してしまう。続く拓海と京一のバトルでは京一のランエボに同乗しており、ハチロクをエンジンブローさせた傷心の拓海に向かって仕返しとばかりにばかりに罵倒するなど、原作に比べてかなり悪辣で小物な一面が強調されている。
新劇場版を基準に2021年より稼働したパチスロ「頭文字D」では須藤京一とのバトルシーンにて登場。声優もアニメ版から変更されているが、演者は不明。
搭乗車種…CN9A 三菱・ランサーエボリューションIV RS（1996年式）

ボディカラー…スコーティアホワイト
主な外装パーツ…MonsterSport製ボンネットステッカー、GSR用純正アルミホイール（OZレーシング製）・GSR用純正フォグランプ、Emperorステッカー（アニメ）
ナンバー…栃木78 へ 46-637 / 栃木73 へ 1-314（ゲーム「ARCADE STAGE Zero」）/いろは56 き 3-782 (パチスロ「頭文字D」)

佐竹（さたけ）
声 - 梁田清之
「エンペラー」のメンバーで偵察係。エンペラーの中では実力派であり、碓氷峠へ偵察に行った際にインパクトブルーにバトルを挑むが、拓海とのバトルを経て成長した真子に敗れる。
搭乗車種…CN9A 三菱・ランサーエボリューションIV RS
ボディカラー…スティールシルバーメタリック（アニメ）
主な外装パーツ…純正ボンネットとGSR用純正ミラー以外、清次仕様と同一、Emperorステッカー（アニメ）
ナンバー…栃木78 へ 21-317

野上（のがみ）
声 - 遊佐浩二
「エンペラー」のメンバー。佐竹とともに偵察を受け持つ。佐竹からは「レン」と呼ばれるが、あだ名か本名かは不明。
搭乗車種…CE9A ランサーエボリューションIII GSR
ボディカラー…スコーティアホワイト（アニメ）
主な外装パーツ…RS用純正カーボン調ミラー以外、京一仕様と同一
ナンバー…群馬58 し 53-390

#### （Emperor）

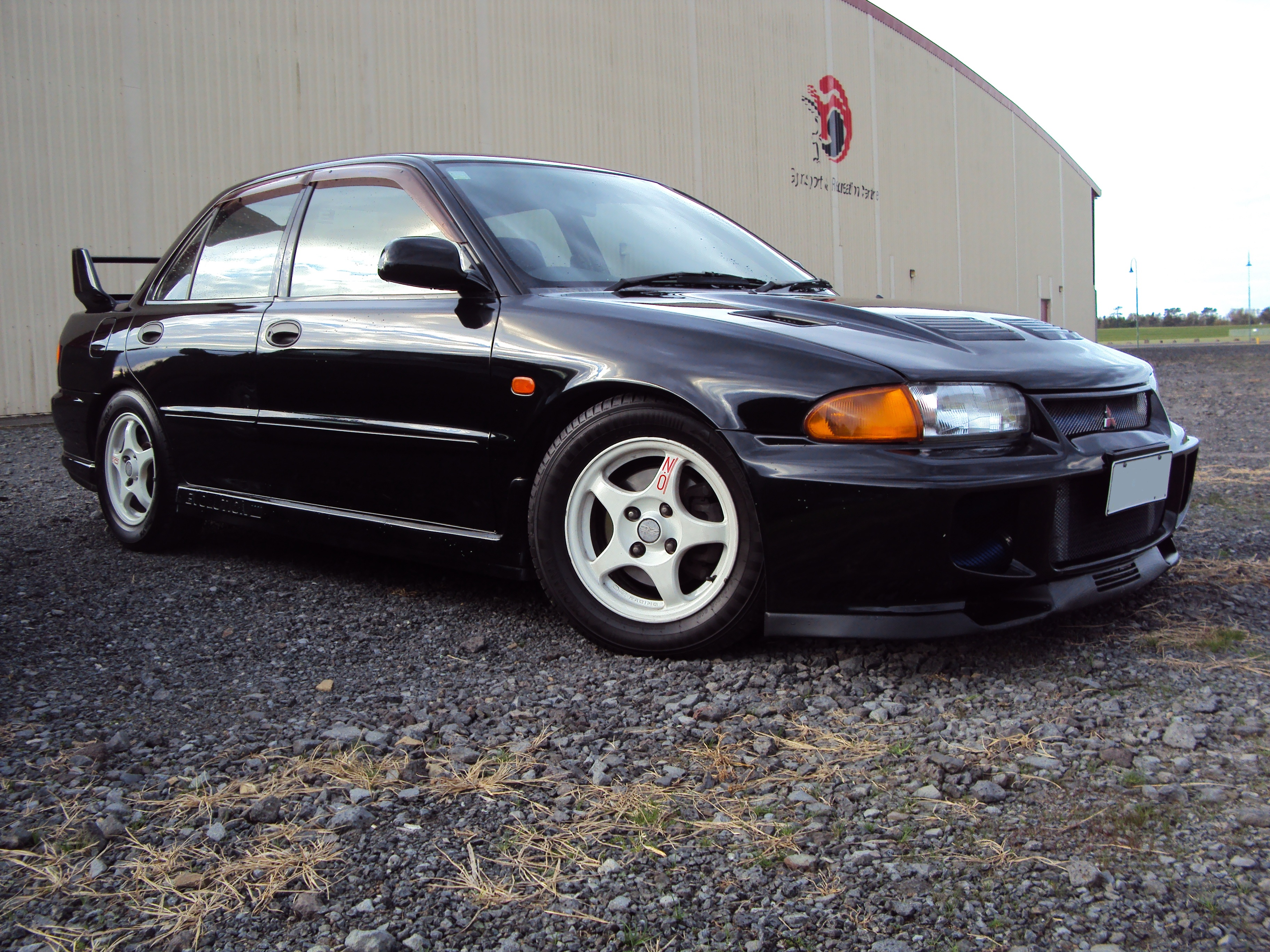
須藤京一搭乗車と同型・同色のランサーエボリューションIII GSR

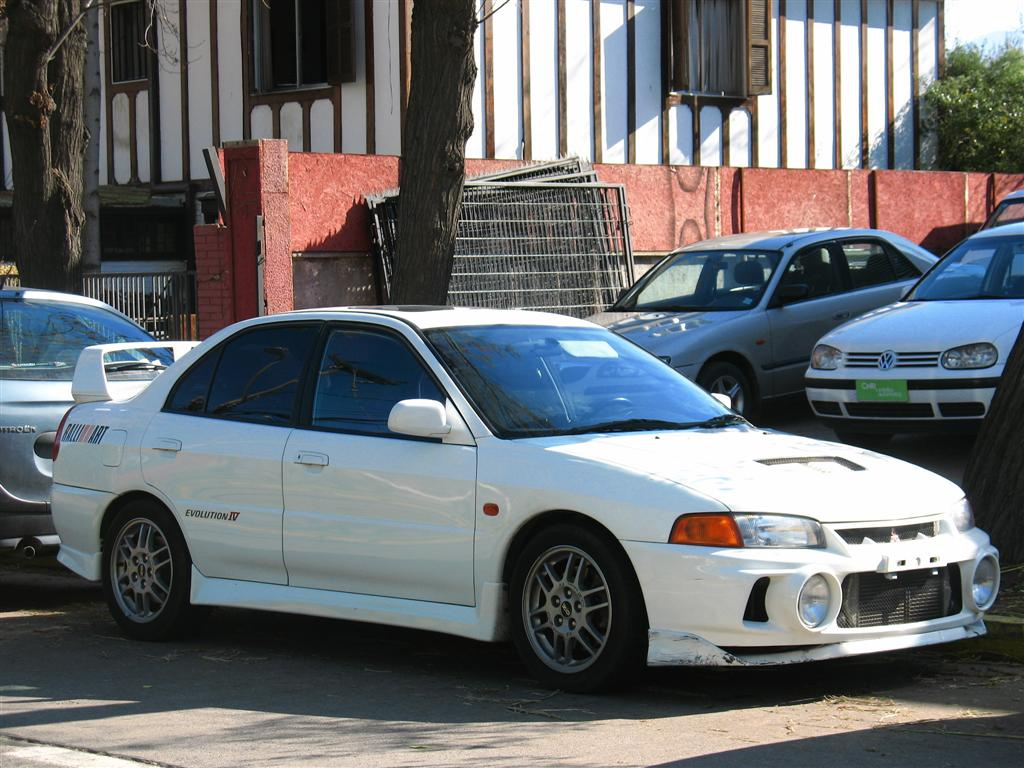
岩城清次搭乗車と同型・同色のランサーエボリューションIV（画像はGSR）

#### 秋山兄妹

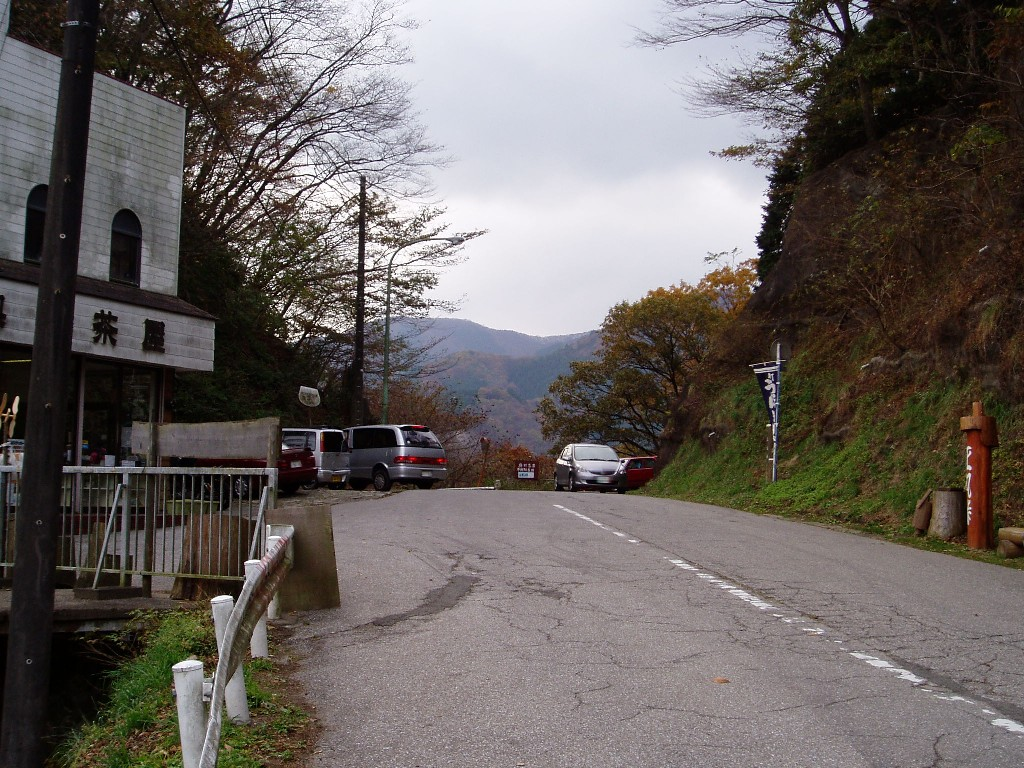
正丸峠

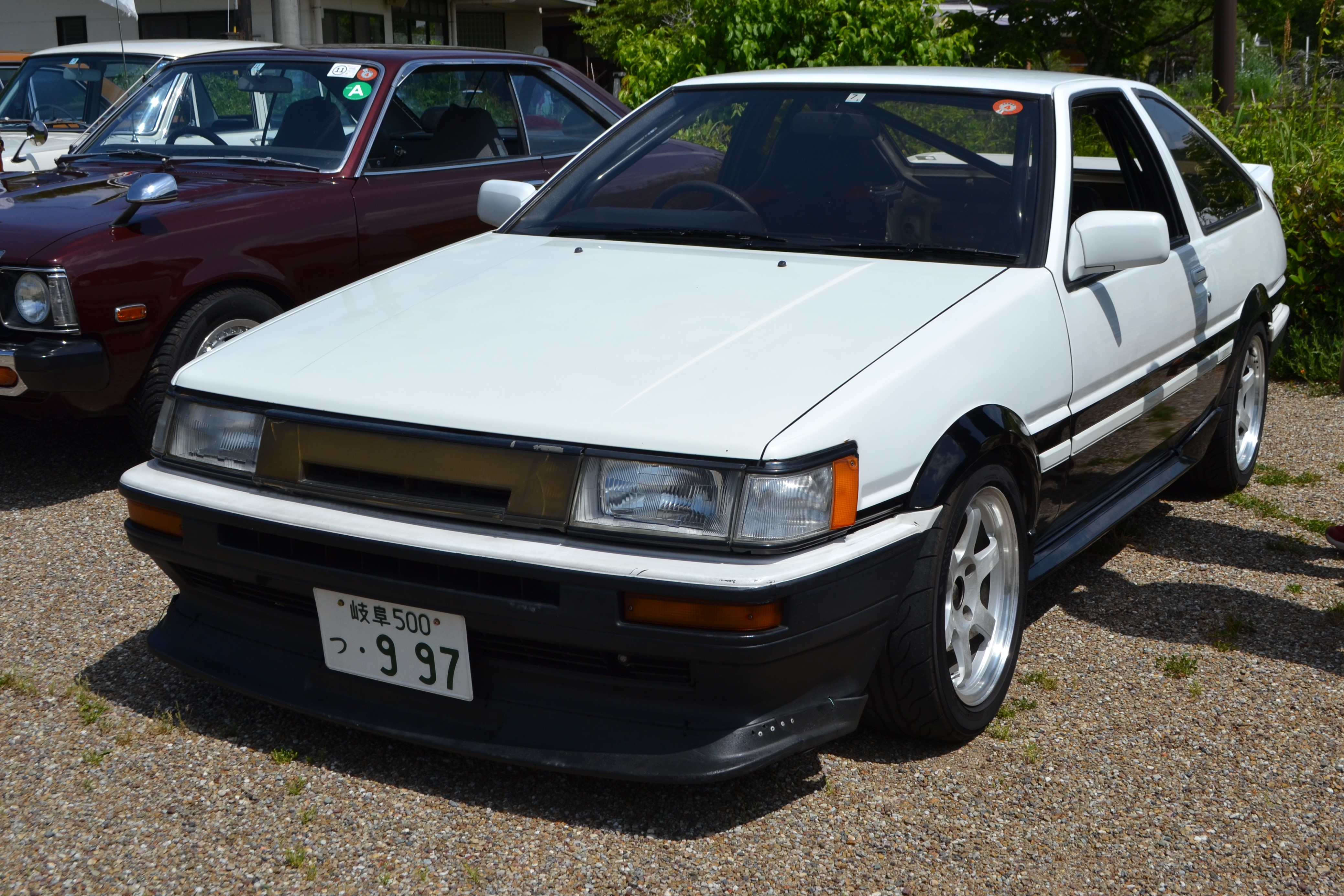
秋山渉搭乗車と同型・同色のAE86 カローラレビン GT-APEX 3ドア（画像は後期型）

拓海のハチロクの新エンジン換装とほぼ時を同じくして、埼玉から群馬にやってきた兄妹。
- 本拠地…埼玉県入間郡名栗村（現在の飯能市）・正丸峠（国道299号旧道）

秋山 渉（あきやま わたる）
声 - 松本保典
埼玉の秩父地方を拠点とする走り屋。地元で敵がいなくなったため、妹の和美とともに群馬入り。
愛車のレビンで勝つことにこだわりを持っており、その理由は古い車というハンデキャップを逆手にとって相手を追い詰めることが快感だからだという。限られた資金でできるだけ戦闘力を上げるため、ボルトオンターボによるチューニングを敢行。ブースト圧を最大まで上げると最高出力280 PSを絞り出すが、パワーと引き換えに過給時の挙動は極めて不安定なもの（いわゆるドッカンターボ）となっている。その癖のあるマシンを乗りこなすため、コーナー出口でマシンの挙動が乱れてもアクセルを戻さずカウンターステアだけで押さえ込もうとし、車体を揺らすような変則的な走りをする。
拓海のトレノの新エンジンがレース用であることを一目見ただけで見抜いたり、助手席で拓海の運転とエンジン特性を観察するだけで1万回転オーバーという超高回転型のユニットであることを見抜くなど、メカニックの分野にも精通している。
赤城で高橋啓介に挑んだ際に凄腕のハチロク使いの噂を聞き、和美と友達になった樹を通じて拓海に接近する。ところが、結果的に苦労せず手に入れたレース用エンジンを、メカの知識不足もあいまって「遅い」と評する拓海に嫉妬と怒りを覚え、激しく勝利への執念を燃やすようになる。明るく面倒見の良い性格であると同時に熱くなりやすい性格でもあり、走り屋としてのアイデンティティやプライドも合わさって、車のことになると周りが見えなくなることもしばしばあるようで、妹の和美も「兄貴は車のことになるとムキになる」と語る。
その後、自らの地元である正丸峠で拓海とハチロク同士のバトルを繰り広げ、拓海が今まで経験したことのないバンピーかつトリッキーな路面、コース前半がヒルクライムであることや、互いのタイヤがタレたこともあり5本目までもつれ込むも、集中力を落とした隙を拓海に突かれる形で敗北した。なお、決着に至るまでの筋書きは原作とアニメで異なる。
プロジェクトD編ではターボチャージャーからスーパーチャージャーに換装、埼玉北西エリア連合のメンバーとして再登場する（後述）。拓海とはバトル後は様々な助言をするなど、良好な関係を築いているようである。
初登場の頃はキャラクターデザインが拓海に非常に良く似ていた。そのため、拓海と接触する頃にはキャラクターデザインがやや変更されている。
原作では喫煙者の設定になっているが、アニメでの喫煙シーンは一切ない。
2022年より稼働したパチンコ「P頭文字D」では敵キャラクターとして登場する。新劇場版基準であるため声優も交代しているが、演者は不明。
搭乗車種…AE86 トヨタ・カローラレビン GT-APEX 3door（1984年式 前期型）

ボディカラー…ハイテックツートン
主な外装パーツ…TOYOTA製純正オプションフロントリップスポイラー、サイドステップ、TRD製N2リアスポイラー、SSR製フォーミュラメッシュホイール（原作）、SSR製ドリドリメッシュホイール（アニメ「Second Stage」）
主な内装パーツ…CUSCO製ロールバー、BLITZ製ブーストメーター、TRD製車検対応フルサポートバケットシート
ナンバー…熊谷56 よ 73-212 / 熊谷50 よ 1-016（ゲーム「ARCADE STAGE Zero」）

秋山 和美（あきやま かずみ）
声 - 柚木涼香
秋山渉の妹。渋川市にある親戚の旅館を手伝うため、兄の渉とともに群馬にやってきた。その中で武内樹と出会う。年齢は拓海や樹より1歳上で、渉同様に気の強い性格。当初運転免許は持っていなかったが後に取得。渉の影響で車に関する知識もあり、樹にドラテクの指導をしたこともある。
プロジェクトD編では再会した樹といい雰囲気になるも、和美の元彼がよりを戻そうと和美に接触したことにより破局し、その後二度と出会うことはなかった。
和美の元彼
声 - 渋谷茂
プロジェクトD編に登場する男性で、本名不詳。和美曰く「ホテルに行った回数はたぶん10回より多い」とのこと。本人は、年上であることから彼女と付き合うことに自信がなく悩んでいた。和美と話をしようと携帯電話に何度も電話するが、なかなか連絡が取れないことにしびれを切らし、秋山家の前で待っていたところ渉に会い、渉のハチロクに乗って樹と和美がデートの途中で立ち寄ったコンビニへ現れる。再会した和美に本心を打ち明けて謝罪し、改めて復縁を申し出ると、和美自身が最終的にこの男を選んだことで、樹との関係は破局に終わった。

### Third Stage

#### 小柏親子

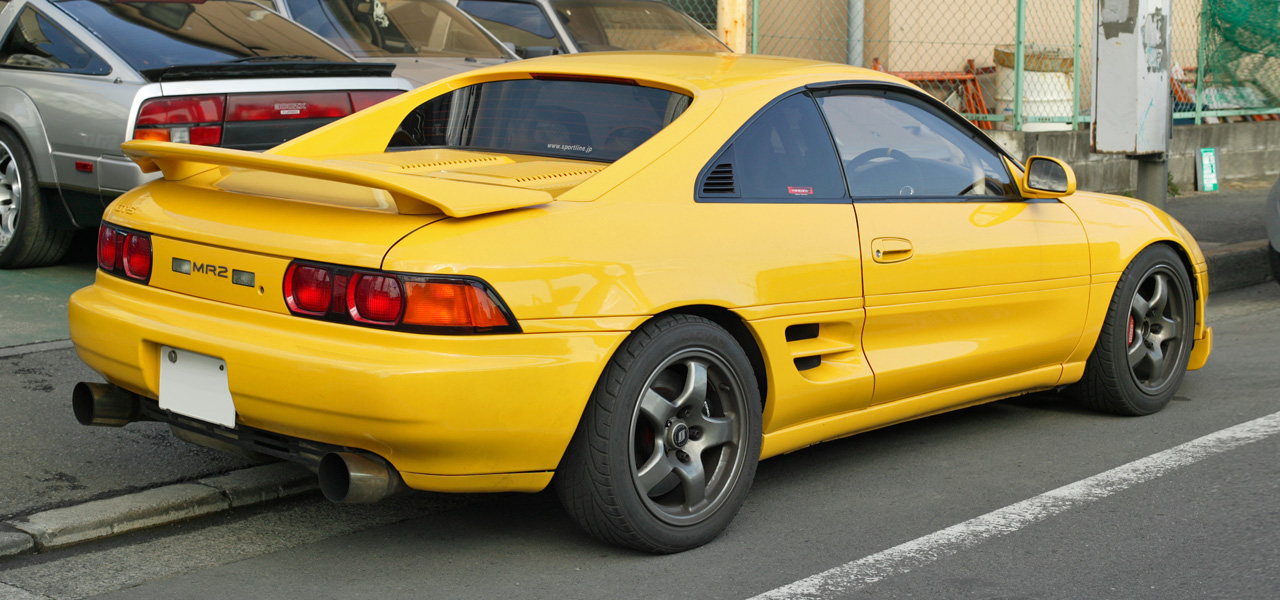
小柏カイ搭乗車と同型のSW20 MR2 III型（画像はGT-S）

- 本拠地…栃木県日光市・日光いろは坂

搭乗車種…SW20 トヨタ・MR2 G-Limited（1993年式 III型）

ボディカラー…ストロングブルーメタリック
主な外装パーツ…TRD製ホイール・ステッカー
ナンバー…栃木58 か 37-597 / 栃木53 か 9-091（ゲーム「ARCADE STAGE Zero」）

小柏 カイ（こがしわ カイ）
声 - 神奈延年
ストリートに突如として現れた、いろは坂のダウンヒルスペシャリスト。19歳。8歳の頃から、父親である健にカートの英才教育を受け、レースで何度も勝利を収めてきた。高校通学のために利用していたオートバイでいろは坂のコースレコードを塗り替え、自動車免許取得と同時に満を持して公道デビューを果たす。こなしてきた分野は違えど、合算すれば10年以上のキャリアがあり、あらゆる点で拓海とよく似た面がある。カートマシン同様にミッドシップであるMR2に、カート仕込みの左足ブレーキを駆使した走りと実力は文句なく、エンペラーの岩城清次を特別な走りをすることなく破った実績がある。
その後はリーダーの須藤京一を次なる標的としていたが、拓海が京一を破った事を知ると標的を拓海に変更し、自身の地元であるいろは坂でのバトルを申し込む。ミッドシップで立ち上がりの加速と旋回性能に優れたMR2の戦闘力と、ヘアピンの高低差が激しいいろは坂ならではの「インベタのさらにイン」という特殊な技を駆使して拓海を苦しめたが、拓海もバトル中に同様のテクニックを素早く身につけ、カイの動揺を激しく誘った。終盤、（3つの橋の）最初の橋の手前のコーナーで、拓海が枯れ葉などで隠れた側溝を見抜き、それを使った溝落としで一気にカイに並びかける。2台は並走したまま2つ目の橋でジャンプし、拓海は着地に成功するものの、カイは着地した先の落ち葉に足をすくわれスピンし敗北した。
もし直前の落ち葉がなかったら勝敗は入れ替わっていたかもしれないと思わせるほどの接戦で、「ハチロクの卓越した実力が運を呼び寄せた」とは京一の弁。原作では京一、アニメでは涼介が、カイが中盤でこの奥の手を出したことに対して「早すぎる仕掛けは相手（拓海）に精神的ダメージから立ち直る余裕を与える」と語り、その通りの結果となった。
第二部では「R・Tカタギリ」のメンバーとして、MR-Sに乗り再登場する（後述）。
2022年より稼働したパチンコ「P頭文字D」では敵キャラクターとして登場する。新劇場版基準であるため声優も交代しているが、演者は不明。
小柏 健（こがしわ けん）
声 - 有本欽隆
カイの父親。文太が若かりし頃に最大のライバルだった元走り屋で、現在は中学校で教師をしている。
両者の関係は拓海と啓介のそれに似ており、何度もバトルを繰り返し最後の大一番で敗北。遂に文太に勝つことができず、息子同士のバトルでリベンジするため、息子のカイに勝利のための秘策として後方追走から「インベタのさらにイン」で攻める手段を教えた。カイが乗っているMR2も健の所有するクルマである。その後、カイと拓海の再戦の最中に文太を呼び出して、それぞれの息子について論を交わした。祐一曰く「どっちも親バカ」。
原作では喫煙者の設定になっているが、アニメでは喫煙シーンが全てカットされている。

## 第二部

### Fourth Stage

#### セブンスターリーフ

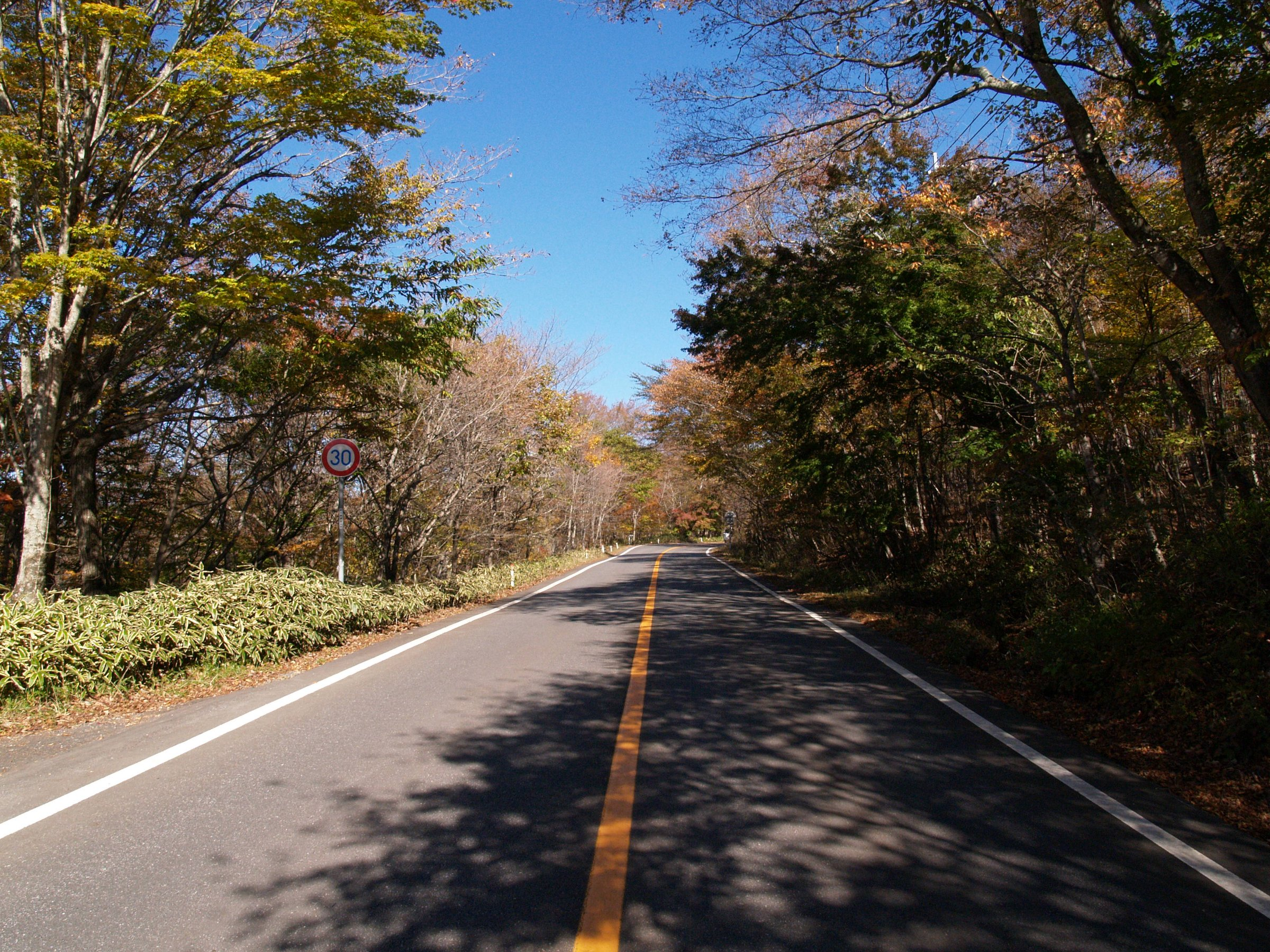
セブンスターリーフが拠点とする日塩もみじライン

略称はSSR。なおFOURTH STAGE SOUND FILES、トラック3の曲名では「SEVENSTAR LEAF」と表記されている。
- 本拠地…栃木県塩谷郡藤原町（現在の日光市）・日塩もみじライン（栃木県道19号藤原塩原線）

末次 トオル（すえつぐ トオル）
声 - 中村大樹
「セブンスターリーフ」のダウンヒル担当。「一番大事なのは車の運転を楽しむこと」という信念を持っている。ありとあらゆるコーナーを慣性ドリフトで振り回すことから「カミカゼ・ダウンヒラー」と呼ばれ、涼介曰く「藤原とよく似たタイプのドライバー」。
愛車のロードスターは、1.6 LのB6-ZE型エンジンを1.8 Lまで排気量アップ、さらに4連スロットル化で最高出力を190 PSまで上げている。ただし、本人の経済力がそこまで高くないため、チューニングなどの費用はもっぱら恋人の奈保に借金を申し込むことで捻出しており、そのことで彼女を悩ませている。
拓海とのバトルでは先行するも溝またぎで追い抜かれ、「ハチロクにできるのならこの車だってできる」と自身も同じ技を敢行しようとするが、脱輪して土手に乗り上げ一回転する形で横転、走行不能となりリタイアした。
元々バトルの勝敗にかかわらずロードスターのエンジンを売り払うつもりで、敗北をきっかけに奈保との約束を守り、走り屋からの引退を決意する。
原作では喫煙者の設定になっているが喫煙のシーンは少なく、アニメでは喫煙者の設定はない。
搭乗車種…NA6CE ユーノス・ロードスター（1600cc 1990年式前期型）

ボディカラー…クラシックレッド
主な外装パーツ…MAZDA製パーツ、純正ハードトップ
ナンバー…栃木55 を 86-596 / 栃木58 か 5-632（ゲーム「ARCADE STAGE Zero」）

川井 淳郎（かわい あつろう）
声 - 佐々木誠二
「セブンスターリーフ」のヒルクライム担当。トオルと奈保の仲を心配するなど、面倒見のいい性格でもある。
ハイパワーFRのスカイラインを暴れ狂わせることなく、サーキットでの走りを峠でもそのまま再現するようなグリップ走行が持ち味。反面、バトルであっても全てのコーナーをタイムアタックと同じように攻めてしまうため、バトルのテクニックに欠けるのが短所。
プロジェクトDとのバトルでは、タイムよりも相手を抜く事を重視した啓介の立ち上がり重視のドライビングにあっさりと抜き去られ敗北。バトル後に啓介から走りの癖を指摘されたが、その真意を完全には理解できていなかった。
GT-RではなくFRの25GTターボを愛車に選んでいる事について、啓介は「いいシュミだ」と呟いていた。
原作では喫煙者の設定になっているが、アニメではその設定はない。
アニメ「Fourth Stage」では高橋啓介とのバトルはカットされているが、後に発売されたOVA「Battle Stage 2」には収録されている。
搭乗車種…ER34 日産・スカイライン 2ドアクーペ 25GTターボ（1998年式 前期型）

ボディカラー…ダークブルーパール
主な外装パーツ…純正フロントバンパー改（純正オプションオイルクーラー用ダクト装着）・GT-R用純正リアバンパー（Fourth Stage）、Panasport製ホイール、FUJITSUBO製マフラー
ナンバー…栃木34 ほ 22-936 / 栃木 32 ま 4-354（ゲーム「ARCADE STAGE Zero」）

慎一（しんいち）
声 - 優希比呂
「セブンスターリーフ」のメンバー。金髪の小柄な青年。トオルの鋭い突っ込みに感激してチームに加入。上記の2人を慕っており、特にトオルへの尊敬は賢太の啓介に対する尊敬に通ずるものがあり、トオルがエンジンを手放すと話した際には心底残念そうにしていた。
奈保（なお）
声 - 長沢美樹
末次トオルの彼女で、交際歴6年目。
愛車をチューニングする費用を捻出するため自分に借金を申し込むばかりのトオルに困り果て、タイヤを買うための金を貸してくれと頼まれた時、「貸す代わりに、バトルに負けたら走り屋をやめて」という条件を提示した。
しかし、トオルが引退を決意したことを知ると「どうしてやめるの？」と悲しそうな表情をしており、ある程度はトオルの本気の趣味を認めていた印象である。前述の条件も、「車に没頭しすぎて自分に借金を申し込むばかりのトオルに少し意地悪をしたかっただけ」とのこと。最終的にはトオルの本音を聞き、ほっとした表情を見せた。

#### 

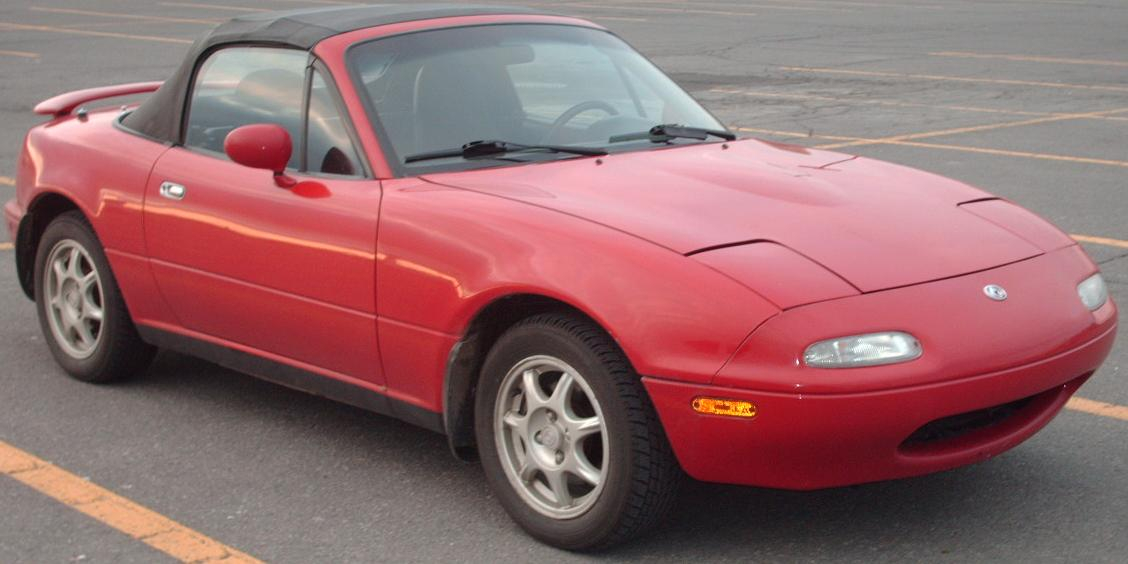
末次トオル搭乗車と同型・同色のユーノス・ロードスター（画像はNA8Cの北米仕様車）

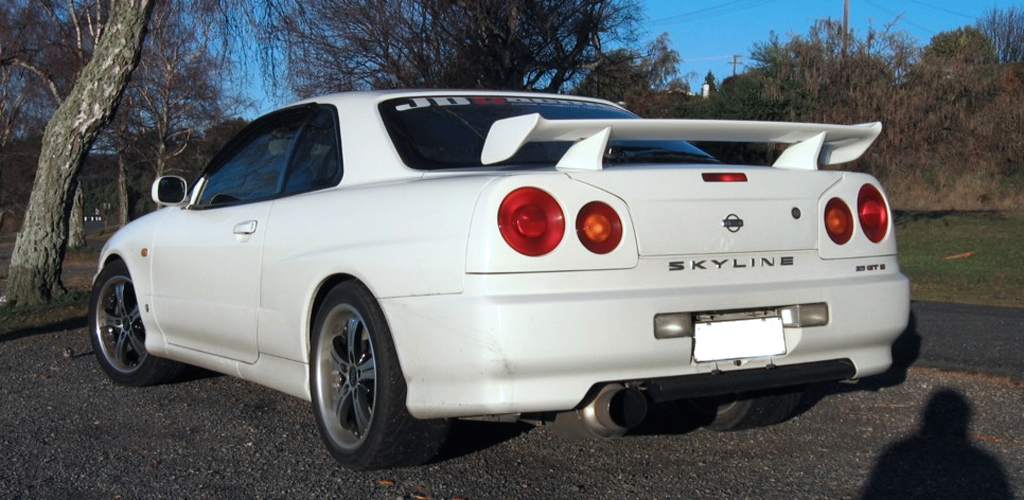
川井淳郎搭乗車と同型のER34スカイライン

#### アルテッツァの二人組
番外編『ウェストゲート』や、OVA作品である『頭文字D Extra Stage 2 ～旅立ちのグリーン～』に登場した2人組の男。
時系列上の登場が東堂塾との対戦前であるため、便宜上ここに記載する。なお、『ウェストゲート』と『Extra Stage 2』ではドライバーが逆になっている。
搭乗車種… SXE10 トヨタ・アルテッツァ RS200（前期型）
ボディカラー…ブラックパール
主な外装パーツ…TRD製パーツ、TOYOTA製サイドステップ・リアコンビガーニッシュ
ナンバー…群馬34 あ 32-801

茶髪
声 - 池田知聡
『ウェストゲート』でのドライバー。アゴ髭を生やしている。金髪に対して「NAでも下りなら自信がある」と自慢する。
言うことを聞かせるつもりで女性を赤城道路に置き去りにしたが、彼女は啓介に拾われており、2人組が再度赤城へやってきたところで啓介に話しかけられ驚愕。必死に啓介のFDから逃げるものの、最後は取り乱して転落事故を起こすという惨めな結果に終わった。
金髪
声 - 勝杏里
『Extra Stage 2』でのドライバー。碓氷峠の頂上で、インパクトブルーの2人をナンパするために呼び止めるが無視される。それに怒り、「女のくせに」とバカにした口調で言ったのがきっかけで彼女らとバトルとなる。
序盤は何事もなく先行していたが、C-121より手前で勝負を決められ、あっさりと敗北した。

#### 東堂塾

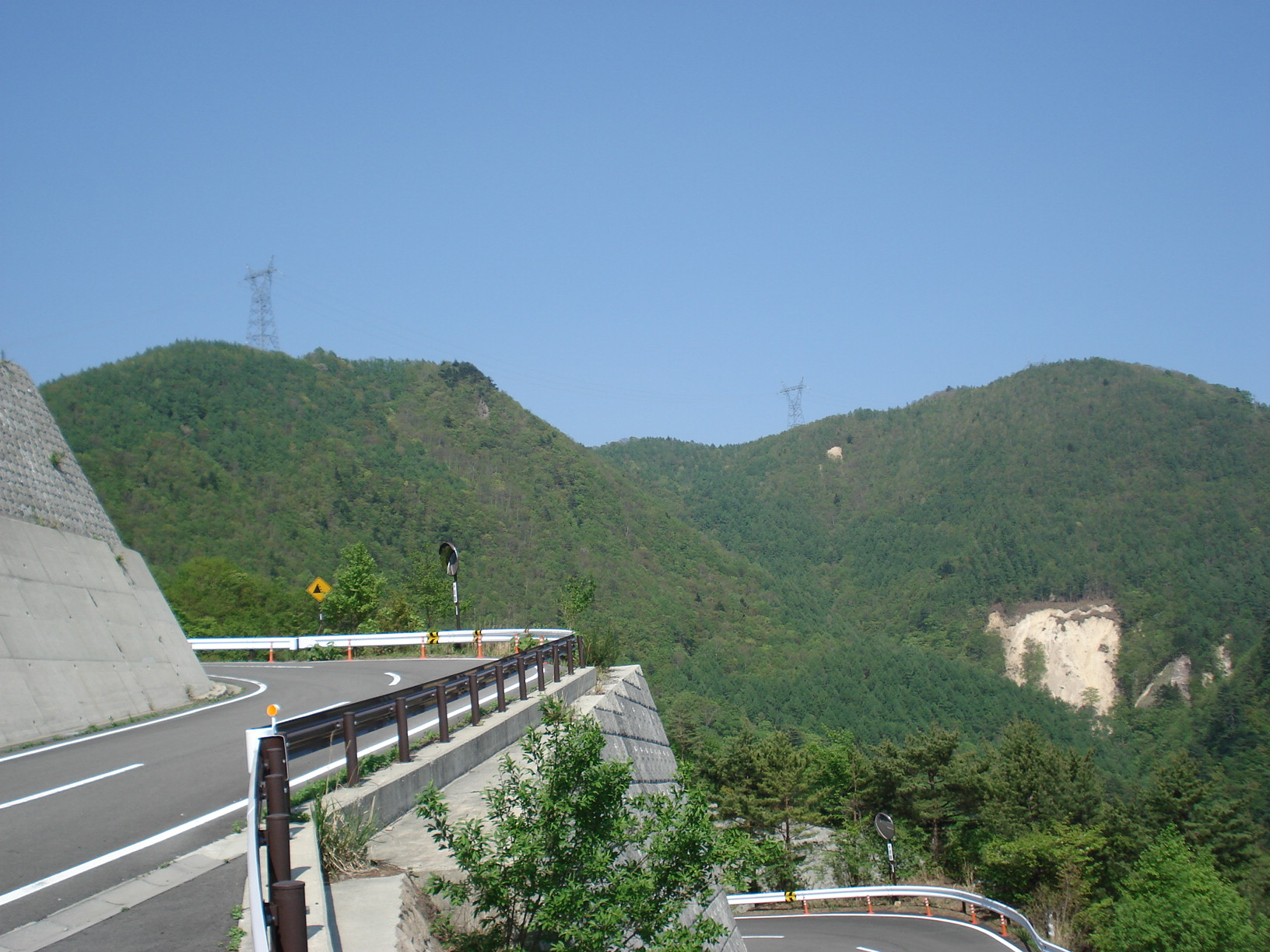
東堂塾のホームコースである塩那道路

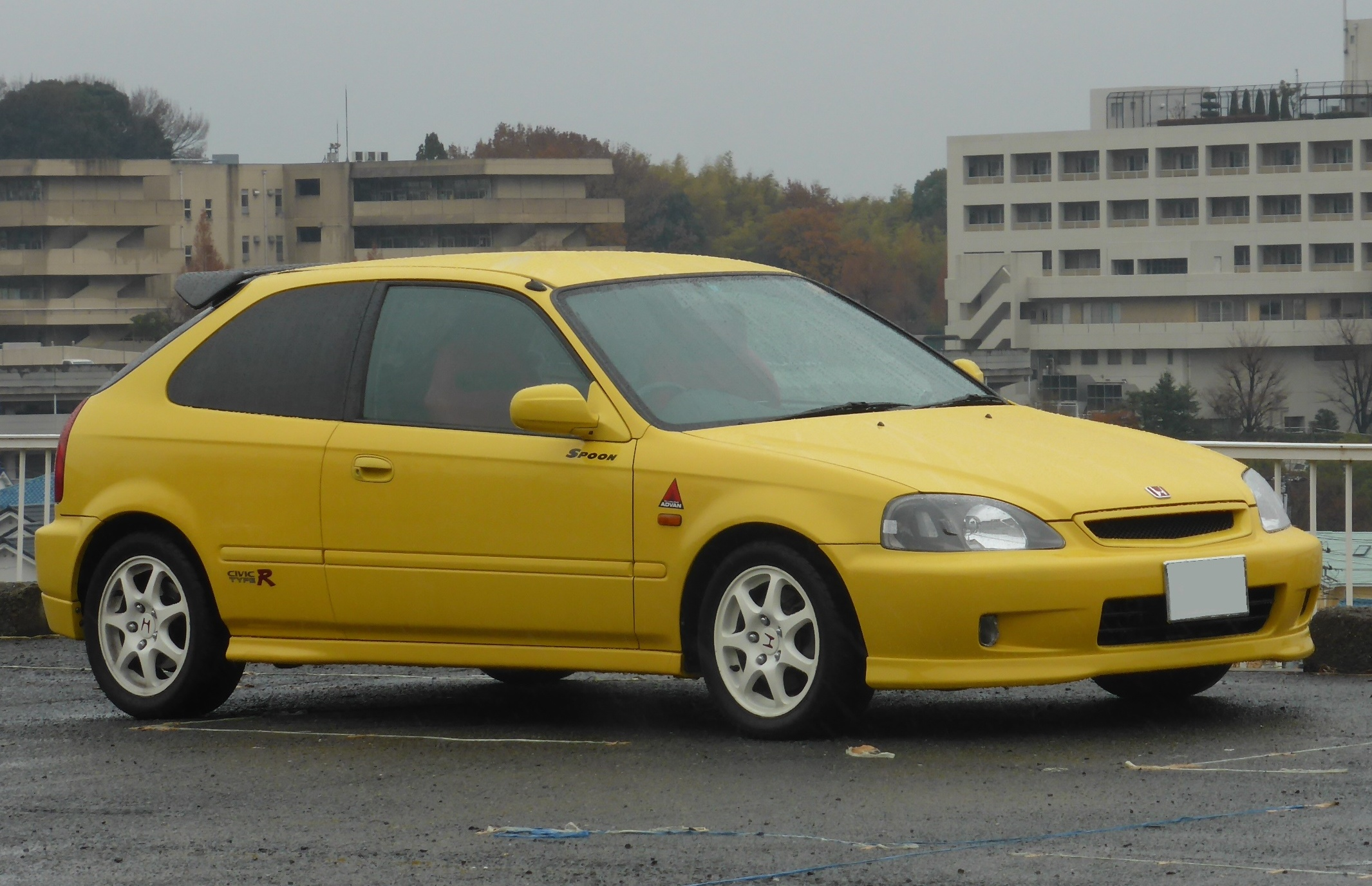
二宮大輝、舘智幸搭乗車と同型・同色のEK9 シビック TYPE R 後期型

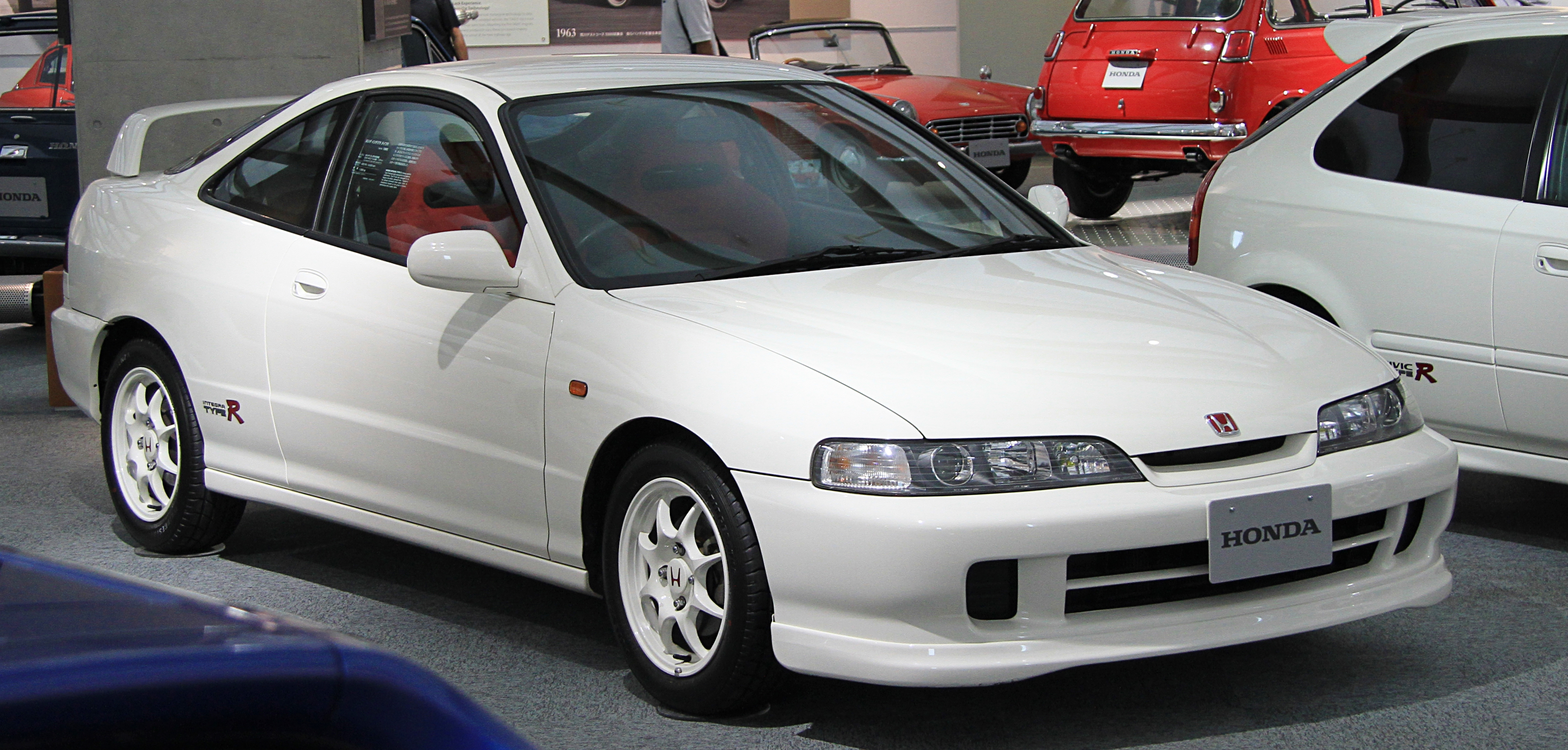
酒井搭乗車と同型・同色のDC2 インテグラ TYPE R 前期型

カーショップ「東堂商会」の社長が車好きの若い顧客を集めて開校した、ドライビングテクニックの特訓教室。
ドリフト流行の時代に逆行し、速さだけを追求するセミプロ級の走り屋集団で、元塾生のプロレーサーも存在する。その実力は元塾生である須藤京一が遠征時に対戦を避け、涼介からも「須藤級の猛者がゴロゴロいる」と評されるほど。
社長がホンダ党であることから、塾生の多くがホンダ車を使用している。
パープルシャドウ戦では二宮大輝と酒井が、神奈川最終戦では2人に加えて舘智幸が再登場する。
作中における東堂商会の施設モデルはカーショップ有限会社レーシングスポーツアクティブ。
- 本拠地…栃木県那須郡塩原町（現・那須塩原市）・塩那道路／栃木県矢板市・八方ヶ原

東堂（とうどう）
声 - 土師孝也
「東堂商会」の社長で「東堂塾」塾長。元ラリーストとしての経験に裏打ちされた聡明さを持ち、時に教訓めいた言葉を述べる。喫煙者。
プロレーサーとしての壁に苦しむ舘にプロジェクトDとの公道レースを勧めたり、大輝と酒井にライバルチームである「パープルシャドウ」とプロジェクトDのバトル観戦を勧めるなど、教え子たちに様々なアドバイスを行う。
二宮 大輝（にのみや だいき）
声 - 森川智之
歴代の東堂塾生の中でもトップ3に入る実力者。ドライビングにおける最重要ポイントのひとつである「ブレーキペダルのリリースポイントの見きわめ」に優れ、さらに「フルブレーキングでタイヤを一瞬ロックさせ、すばやくブレーキを緩めて再びロックする」という独自のテクニックを用いる。対戦した拓海をして「半端なく速い」と言わしめるが、ほかの塾生からは「天才肌でツボにはまると速いが、精神的に脆い」と評される。
プロジェクトDとのバトルでは拓海と戦うが、拓海は涼介から「1本目が終わるまでバックミラーは見るな（=先行のとき、集中力を切らさないため）」、「エンジンは9,000回転以上回すな（=レブ縛り。戦闘力をあえて制限して相手に手の内を隠し、2本目で一気に仕掛ける作戦）」という指示を受けており、この術中にはまった大輝はFF車の弱点であるフロントタイヤを酷使。さらにレブ縛りの影響で、自身が想定していた以上の加速の伸びを見せた拓海のハチロクにギア比の合わないポイントを狙われてアウト側から並ばれ、その焦りからか得意のブレーキング勝負に失敗、そのままカウンターアタックを決められて敗北した。
勝負が始まる直前は多少意識が変わっていたものの、それ以前は「なぜハチロクなんだ」「（対戦相手が）FDならまだ良かった」「B16Bに比べたら4A-Gなんてガラクタみたいなエンジン」と相手を侮り、かつ自分の実力を過信していたのも間接的な敗因となった。一方でメカには関してはあまり詳しくない様子で、酒井に説明されるまでGT-RのアテーサE-TSのメカニズムなどは知らなかった。
搭乗車種…EK9 ホンダ・シビックタイプR（後期型・98spec）(1998年式)

ボディカラー…サンライトイエロー
主な外装パーツ…SPOON製ミラー・ルーフスポイラー、スピードライン製ホイール、フロントエンブレムレス化、ADVAN製ステッカー
ナンバー…栃木50 と 56-838 / 栃木59 と 1-428（ゲーム「ARCADE STAGE Zero」）

酒井（さかい）
声 - 高瀬右光
大輝の先輩塾生。駆け引きに優れた実力者で、塾内ではエース格に推す声も多い。集中力が高まると顔が引きつり笑っているような顔になることから、「スマイリー酒井」というあだ名が付いた。コーナーの立ち上がりで、左足ブレーキにより突然ブレーキランプを点灯させて後続車のリズムを狂わせたり、ブラインドコーナーにオーバースピードで突っ込みコースアウトを誘うなど、対戦相手の事故をもいとわないフェイント戦術を用いる。
「中排気量以下でなければFF車は活躍できない」という一般論を嫌っており、愛車のインテグラを無差別級でも勝負できるFF車にするため、自然吸気（NA）のVTECエンジンと組み合わせるのは邪道とされるボルトオンターボでのチューニングを敢行している。このエンジンと酒井の抜群のアクセルワークが合わさることで、高レベルのフットワークを実現している。ただし、ターボラグや低速コーナーでの立ち上がりが苦手なFF車としての欠点は残っており、ライン取りに失敗すると失速しやすいのが弱点。
プロジェクトDとのバトルでは啓介と戦い、前述のフェイント技を駆使するなどして彼を苦しめるが、それを乗り越えて食いついてきた啓介との終盤で並走、そこからの加速勝負で敗北する。
アニメ「Fourth Stage」では高橋啓介とのバトルはカットされているが、後に発売されたOVA「Battle Stage 2」には収録されている。
搭乗車種…DC2 ホンダ・インテグラタイプR（前期型・96spec）(1996年式)

ボディカラー…チャンピオンシップホワイト（初期のフジミ模型のプラモデルではサンライトイエロー）
主な外装パーツ…SPOON製カーボンボンネット、SPEED STAR WHEEL製ホイール、ADVAN製ステッカー
ナンバー…栃木55 し 32-094 / 栃木58 し 5-806（ゲーム「ARCADE STAGE Zero」）

舘 智幸（たち ともゆき）
声 - 中田和宏（Fourth Stage、ARCADE STAGEシリーズ（7AAXまで）） → 遠藤大智（Final Stage、ARCADE STAGE 8∞）
「東堂塾」出身のプロドライバー。東堂からは「トモ」、後輩の塾生たちからは「トモさん」と呼ばれている。同期の須藤からも「別格」と恐れられ、その実力は2年ぶりに走る塩那道路のコースレコードを、大輝から借りたEK9による1回のタイムアタックで塗り替えたほど。また、アタック後にEK9のアライメントの狂いを指摘し、「トー角を調整すればあと2秒はタイムを縮められる」と助言するなど、クルマのポテンシャルを見抜く能力にも優れている。
プロの世界の厳しい壁や実情にぶつかり苦悩の日々を過ごしていた中、東堂に「素人相手の公道レースにこそ、探している答えがある」と促され、東堂塾のデモカーを借りて八方ヶ原でプロジェクトDへのリベンジの依頼を承諾する。
拓海とのバトルでは、前走車の視覚から見えなくなる「消えるライン（ミラーの死角をつき、最短距離をカットしながら相手のラインへ進入していく技術）」を駆使して拓海を抜き去り、拓海の走行ラインをブロックしたり、軽くプッシュしてバランスを崩させるなどの実戦テクニックを駆使して終始圧倒していたが、最後は道路に飛び出してきたイタチらしき小動物を反射的に避けてしまい、ブロックしていたラインを空けてしまったところで「ブラインドアタック」を駆使する拓海に並ばれ、僅差で敗れた。当初は「恩義のある社長の頼みだからこの勝負を受けた」と語るなど、あまりプロジェクトDとの勝負に乗り気ではなかったが、勝負の後には「レースにはよくあること」と素直に負けを認め「立ち戻るべき原点が必要だった」と語り、東堂に感謝しながら帰っていった。
舘が負けた要因としては、自身のマシンが啓介のFDと対戦することを想定したギア比にセッティングされていたため、勝負所が異なり本来のポテンシャルを発揮できなかったという点もある。
後に拓海が度々使用する「ブラインドアタック」は、この対戦で舘の「消えるライン」の応用で編み出されたものである。
モデルは当時の全日本ジムカーナにホンダ車で参戦していた山野哲也。作中で舘が着用しているレーシングスーツも当時の山野が着用していたものと同一である。
原作では喫煙者の設定になっているが、アニメではその設定はない。
搭乗車種…EK9 ホンダ・シビックタイプR（後期型・98spec）(1998年式)SPOON仕様（東堂商会デモカー）
ボディカラー…サンライトイエロー
主な外装パーツ…SPOON製ミラー・カーボンボンネット・ホイール、ADVAN製ステッカー
ナンバー…栃木57 き 10-547 / 栃木52 き 2-091（ゲーム「ARCADE STAGE Zero」）

#### 東京から来た二人
東京から来たと名乗る車オタクらしき2人組。氏名、年齢とも不詳。原作およびアニメでは一度きりの登場ながら、ゲームでは頻繁に登場しており、常連の「やられ」キャラである。また、ゲーム「Arcade Stage Zero Ver.2」では通常チャプターでは登場せず、2019年12月12日から開催されている東方Projectとのコラボチャプターイベントで登場し、自身の愛車であるシルビアの外装も東方Project仕様となっている。
ゲーム「Arcade Stage Ver.2」等の一部場面では「東京の二人」、BATTLE STAGE 2では「OTAKU」と表記されている。
搭乗車種…S15 日産・シルビア Spec-R（2000年式 前期型）
ボディカラー…スパークリングシルバーメタリック
主な外装パーツ…マフラー（メーカー不明）以外、純正仕様
ナンバー…多摩55 で 34-628  / 多摩55 き 4-628（ゲーム「ARCADE STAGE Zero」）

デブ
声 - 石井康嗣
ドライバー担当。一人称は「ボク」（メガネも含めて呼ぶ時は「俺達」）。よくサーキットへ行くらしく、その事情に詳しいのをこれ見よがしに語りたがる。単なる車オタクのようだが、サーキットでの走行会に通い詰めているだけあって口だけではなく、池谷と同等程度の実力は持っている。運転中には隣のメガネと話すか、あるいは独り言を口にしているが、星野好造のそれとは違い、特に意味はない。
本人曰くブレーキングが得意で、コーナーへのブレーキを遅らせて突っ込む「超絶ウルトラスーパーレイトブレーキング」を必殺技としている。
秋名山でスピードスターズの面々と仲良くするために馴れ馴れしく話しかけるも、メガネとともに樹のハチゴーターボを散々けなしたり、地方の走り屋をバカにするなどといった不適切な接し方をしたことから池谷に追い払われる。しかし、そのことで機嫌を損ね、バトルを仕掛けるために池谷達が撤収するまで近くで待つという陰湿な行動を取る。その後、強引にバトルに持ち込み池谷を負かすが、樹のハチゴーターボを運転する拓海の敵ではなく、あっさりと追い抜かれた上、土手に乗り上げるという惨めな結果に終わった。
ゲームではプレイヤーの車やプレイヤー自身を小馬鹿にするといった、原作やアニメにはないオリジナルのセリフで構成されている。プレイヤーの乗っている車種や外装によって、相方のメガネとともに非常に多くのセリフパターンが用意されている。
メガネ
声 - 肥後誠
S15の助手席に座っているが、沙雪のようにアドバイスをするわけでもなく、基本的にはデブと会話して相槌を打つだけの男。

#### 秋山延彦のチーム

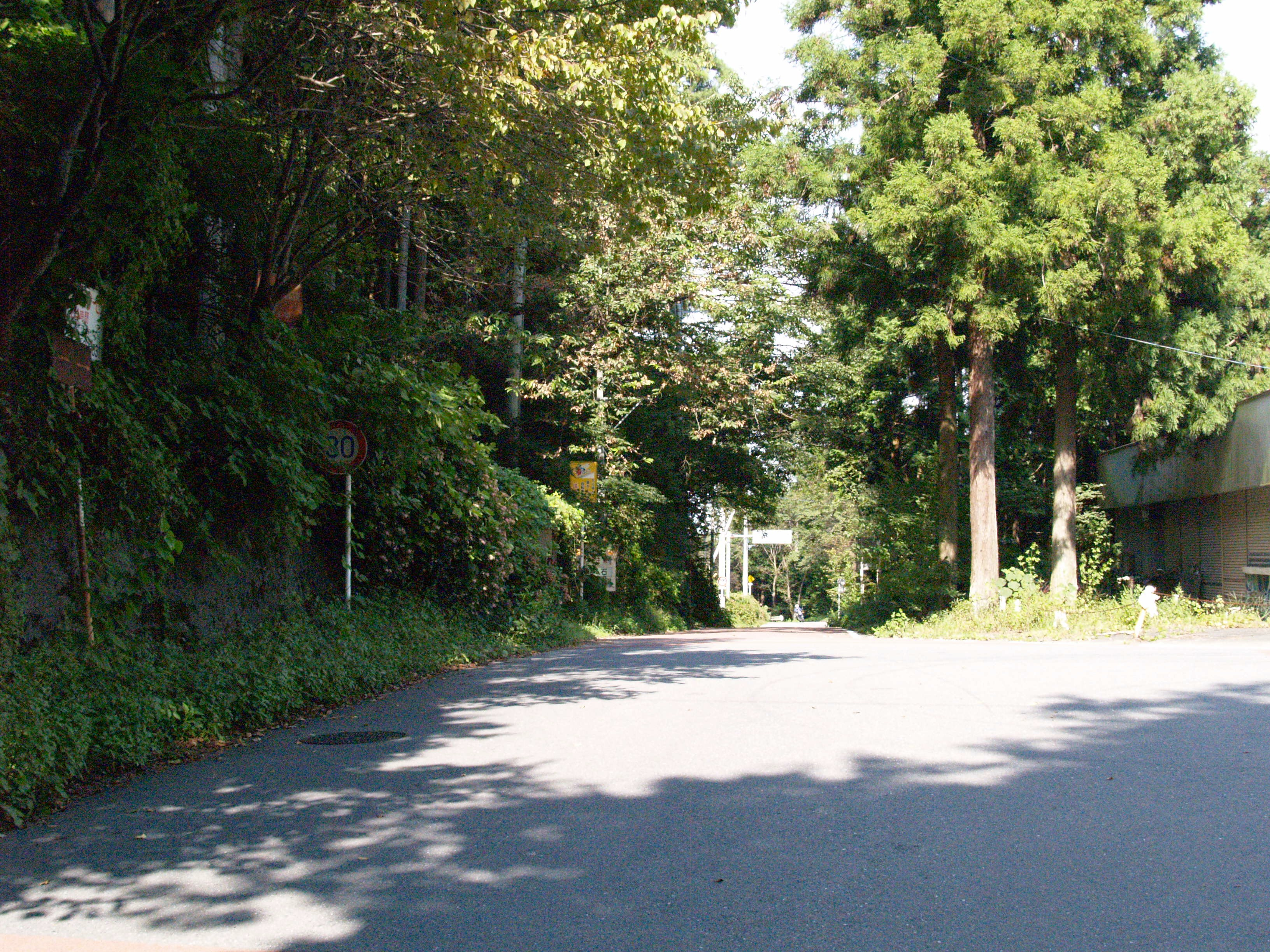
定峰峠

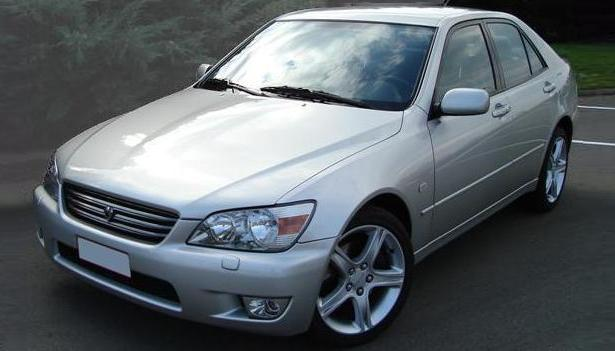
秋山延彦搭乗車と同型・同色のアルテッツァ Z-EDITION 前期型（画像はAS200）

定峰峠を拠点とするチーム。チーム名は記載されていないため不明。
後にカプチーノのドライバー・坂本や、秋山延彦の従兄弟である秋山渉などを加えた「埼玉北西エリア連合チーム」に発展する。
- 本拠地…埼玉県秩父郡東秩父村／秩父市・定峰峠（埼玉県道11号熊谷小川秩父線）
- リーダー…秋山 延彦

岩瀬 恭子（いわせ きょうこ）
声 - 豊口めぐみ
埼玉エリアにその名を轟かせる女性ドライバーで、高橋啓介に一目惚れし、本人には直接言わないが自分の中では彼のことを「ダーリン」と呼んでいる。
行きつけの店として東秩父村に実在する喫茶店、勤務先として比企郡嵐山町に実在するカー用品店、啓介とのデート（後述）の待ち合わせ場所として比企郡小川町にある小川町駅などが描かれているが、在住の市町村については不明。
モチベーションで走る感覚派ながらその実力は高く、仲間内からも一目置かれる存在であり、啓介をして「一流のロータリー使いだ」と言わしめたほど。愛車は啓介と同じくFDであるが、純正のシーケンシャルツインターボからシングルターボに変更されている。そのパワーの出方がバトルの舞台となったコースに合っていたことで啓介を苦しめたが、涼介からの「相手がシングルターボだということを思い出せ（=立ち上がり時のターボラグの隙を突く）」という助言を受けた啓介により、軽いプッシングをかけられた後にアウト側からオーバーテイクされ敗北した。
後の土坂峠のランエボ軍団とのバトルでは、FDをクラッシュさせてしまった啓介に愛車を貸す。その後、啓介とデートをするもののフラれてしまうが、彼に対して寄せている想いは未だに強い。アニメではデートでフラれた後、啓介の全力疾走をナビシートで見てみたいと願い出て、赤城のダウンヒルで同乗走行をした（FDは土坂での事故により修理中のため、涼介のFCを借用）。
バトル以外では、啓介が遠征中にFDの車内で休憩していた際、彼がいることに気づかずFDのボンネットにキスをしているところを本人に見られてしまい、ミニスカートからパンツが見えるほどのオーバーリアクションで驚き、全力疾走で走り去ろうとする一面も見られた。
搭乗車種…FD3S マツダ・アンフィニRX-7 Type R（1992年式 1型）
ボディカラー…ブリリアントブラック
主な外装パーツ…BORDER Racing製フロントスポイラー・サイドスカート、後期型FD用純正リアウイング、KNIGHT SPORTS製ミラー、ボンネット（メーカー不明）、RE雨宮製ホイール
主な内装パーツ…ロールバー（メーカー不明）
ナンバー…熊谷39 い 54-369 / 熊谷35 い 8-584（ゲーム「ARCADE STAGE Zero」）

秋山 延彦（あきやま のぶひこ）
声 - 堀川仁
秋山渉の従兄弟で、北西連合のリーダー。埼玉県東松山市在住。走り屋としての実力は平凡だが、頭脳明晰で洞察力や分析力に長けており、その点では涼介にも似通っている。
拓海とのバトルでも、プラクティスを見た結果から勝てないことを察し、次のバトルへつなぐためにハチロクをじっくり観察できる後追いを選んだ。この際、涼介は拓海に「1つ目のヘアピンまでは相手のペースに合わせろ」という指示を出していたが、延彦も拓海があえてペースを落としていることに気づいていた。バトルは1つ目のヘアピンの先で勝負が決まるが、延彦はそこから「ハチロクに勝つには軽さしかない」という結論を導き出し、軽自動車のカプチーノを用意するに至った。
なお、秋山という苗字はゲーム「Arcade Stage Ver.2」が初出で、当初原作では呼称されていなかったが、神奈川最終戦で渉・坂本とともに再登場した際に姓名も表記されていた。
作中では数回、チームメイトの岩瀬恭子に想いを寄せていることを示唆するセリフがある。
搭乗車種…SXE10 トヨタ・アルテッツァ RS200 Z-EDITION（1998年式 前期型）

ボディカラー…シルバーメタリック（アニメ版ではスーパーホワイトⅡ）
主な外装パーツ…アルテッツァの二人組仕様と同一
ナンバー…熊谷33 だ 17-919 / 熊谷33 だ 7-819（ゲーム「頭文字D THE ARCADE」）

斉藤（さいとう）
声 - 鈴木達央
秋山延彦と岩瀬恭子が所属するチームのセコンド。原作では斉藤という名前は登場しない。
横田（よこた）
声 - 風間勇刀
秋山延彦と岩瀬恭子が所属するチームのサード。あまり目立った人物ではない。

#### 埼玉北西エリア連合チーム

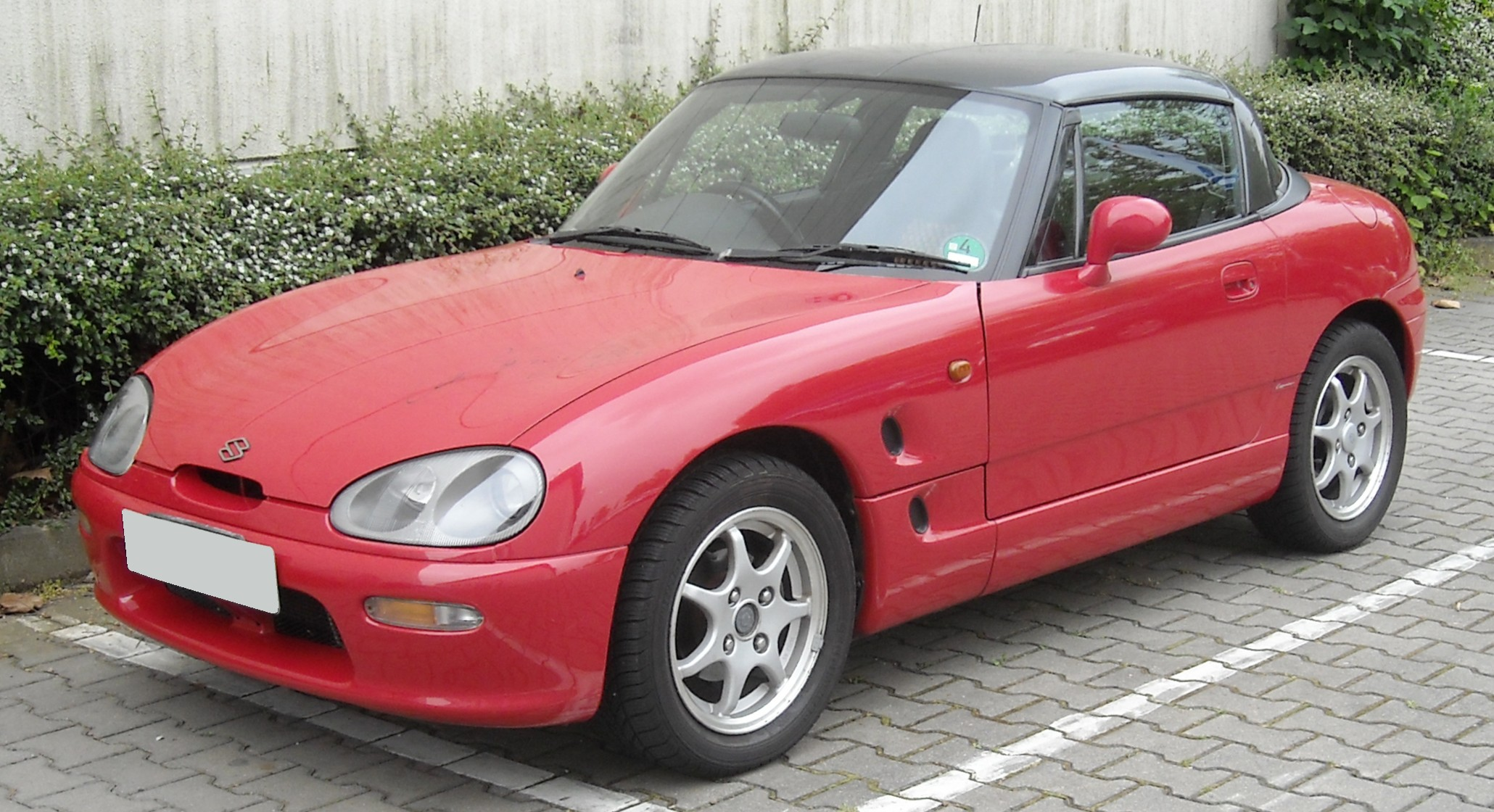
坂本搭乗車と同型・同色のEA11R カプチーノ

「プロジェクトD」の埼玉進撃に対抗するために秋山延彦の発足したチームで、秋山渉も在籍。間瀬峠でプロジェクトDを迎え撃つ。
バトルが終わった後は埼玉エリアに現れたプロジェクトDの偽者の情報を集めるなど、プロジェクトDに協力している。後に神奈川最終戦で延彦含め3人で再登場する。
- 本拠地（使用コース）…埼玉県秩父郡・間瀬峠（埼玉県道287号長瀞児玉線）
- リーダー…秋山 延彦

坂本（さかもと）
声 - 吉野裕行
秋山渉の友人であるラリースト。26歳（第二部）。車種や天候にかかわらず、マシンを四輪ドリフトさせる走りが身上。
延彦の依頼を受けてチームに参加し、彼が用意したカプチーノに乗る。ハチロクよりもさらに軽量コンパクトなカプチーノと坂本が繰り出すドリフトは、拓海が初めてコーナリングで勝てなかった相手であり、彼を「思考停止」にまで追い詰めた。これはバトル後に涼介も「雨が降っていなかったら取られていた」と語るほど。しかし軽自動車ゆえの非力さから平坦な直線で追いつかれ、拓海の走行ラインをブロックするものの、彼にブラインドアタックを仕掛けられた際に思わずイン側に寄ったところで隙を突かれ、アウト側からオーバーテイクされる形で敗北した。
ドライビング時のメンタルコントロールに一家言を持つ。坂本自身も過去にハチロクに乗ったことがあり、バトル後の拓海に「雨をものともしない高いモチベーション」が生まれるきっかけについて尋ねていた。
拓海とのバトル時のクルマの馬力は130 PS、パワーウェイトレシオは5.4 kg / PS。
搭乗車種…EA11R スズキ・カプチーノ（1993年式 前期型）

ボディカラー…コルドバレッド
主な外装パーツ…エリートSPL製フロントバンパー、リアスポイラー（メーカー不明）、純正ホイール（ゴールドに再塗装）
主な内装パーツ…ロールバー（メーカー不明）
ナンバー…熊谷71 え 35-218 / 熊谷73 え 5-418（ゲーム「ARCADE STAGE Zero」）

秋山 渉（あきやま わたる）
声 - 松本保典
埼玉北西エリア連合の一員として、間瀬峠で高橋啓介と対戦。以前のターボエンジンはブローさせたため、別の4A-GE型エンジンに載せ替えたうえでスーパーチャージャーを装着。馬力は本人曰く「シャシダイで200は軽く超える」。数値こそ以前のターボには及ばないものの、総合的な戦闘力はアップしており、啓介のFDとも互角のバトルを繰り広げる。渉自身の走りも以前と比べ、ターボチューンの頃の車体を揺らす走りがなくなり、確実に洗練度が増していたが、直前の拓海と坂本とのバトルから続いた雨がさらに強まったことで、ワイパースイッチに手を伸ばした油断から道路を横切る排水溝の蓋（グレーチング）でスリップし、敗北を喫する。
限られた資金から走り屋をやっていたためか金持ちを目の敵にし、それもまた自身の走りへのモチベーションとしているが、高橋兄弟、特に啓介とは車の性能ではなく技術で勝負をしたために走り屋として認めているようである。また拓海とも正丸峠でのバトル以降は打ち解けており、後述のニセプロジェクトDの捜索や、発見した偽者に対して「自分は秋山渉というケチな者だけど、藤原拓海さんのドリフトを見せてほしい」とカマをかけるなどして協力した。
搭乗車種…AE86 トヨタ・カローラレビン GT-APEX 3door（1984年式 前期型）
ボディカラー…ハイテックツートン
主な外装パーツ…TOYOTA製純正オプションフロントリップスポイラー、サイドステップ、TRD製リアスポイラー・カーボンボンネット、フロントグリルメッシュ化、タケチプロジェクト製ホイール
主な内装パーツ…ロールバー（メーカー不明 前回より形状変更)、4連追加メーター
ナンバー…熊谷56 よ 73-212  / 熊谷50 よ 1-016（ゲーム「ARCADE STAGE Zero」）

#### 土坂のランエボチーム

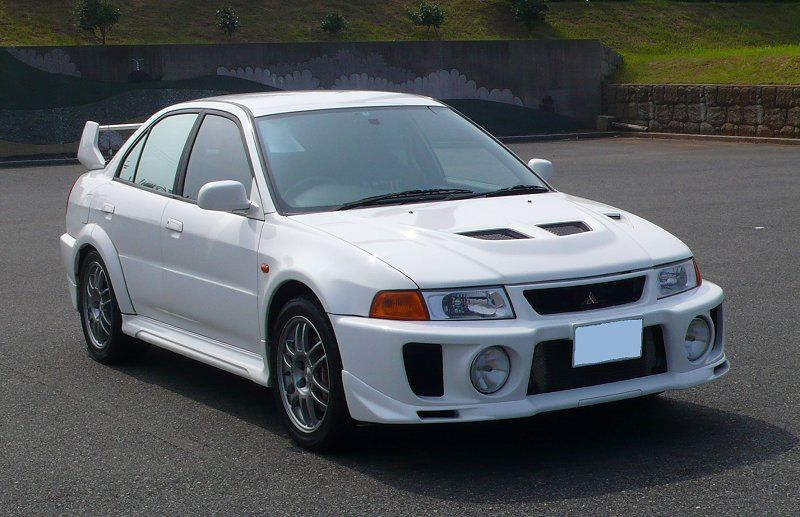
会川搭乗車と同型・同色のランサーエボリューションV GSR

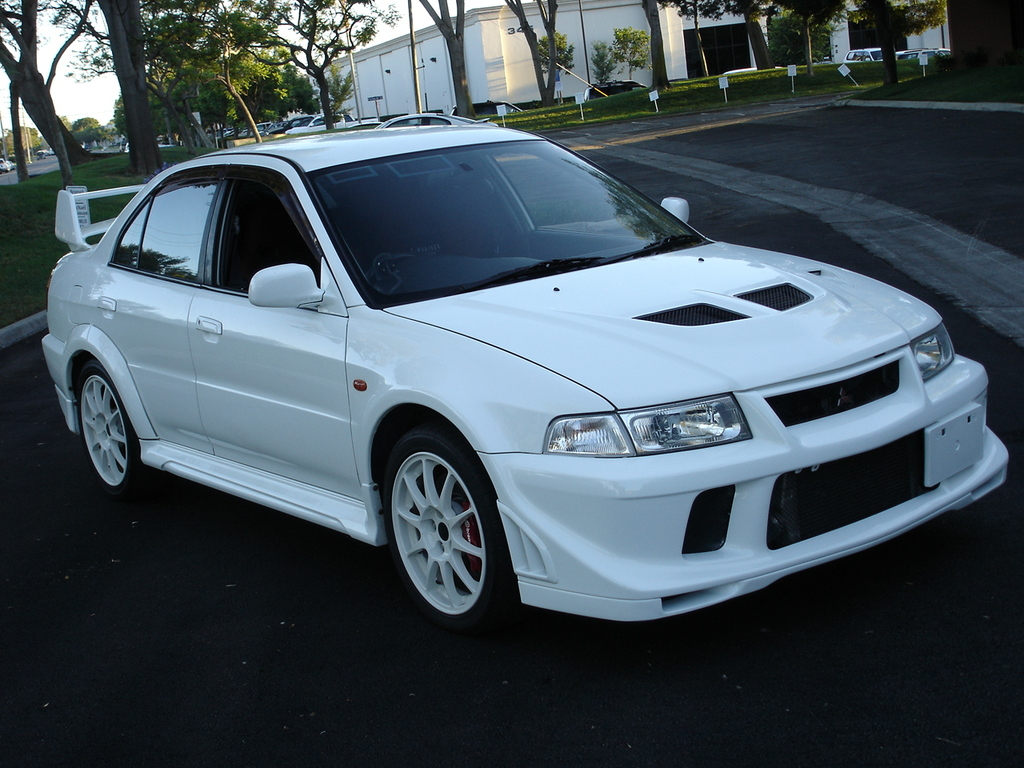
一条搭乗車と同型・同色のランサーエボリューションVI GSR TME

エンペラー同様にランサーエボリューションのワンメイクチームで、メンバー数は5人程度の小規模チーム。チーム名は記載されていないため不明。
「プロジェクトDを倒せば、クルマを仕上げたショップから多額の金をもらえる」という動機のもと、卑劣な手段を使ってプロジェクトDを追い詰める。
- 本拠地…埼玉県秩父郡吉田町（現・秩父市）／群馬県多野郡万場町（現在の神流町）・土坂峠（群馬県道・埼玉県道71号高崎万場秩父線）

会川（ランエボVの男）
声 - 天田益男
エボVに乗る色黒の男。金目当てでバトルに参加した。粗暴な性格でプロジェクトD、特に啓介に対して挑発的な態度をとり、彼のFDを狙って路面にオイルを撒くように提案した。
走り屋としてのテクニックは啓介曰く「車両感覚が話にならない程度」。ただし、モータースポーツのルールなどの知識を例えに出したり、車雑誌を読むなど、一定の知識はある様子。
愛車を破損し、岩瀬恭子のFDを借りた啓介とのバトルでは序盤から先行していたものの、終盤に道路工事のバリケードで狭くなっている箇所で啓介に並ばれ、戦慄のあまり減速したことで敗北した。
バトルに使用したエボVは、マニュアルエアコンと黒いドアミラー、アニメではこれらに加えてRS純正のフロントフォグランプカバーとAピラーアンテナも付いており、GSRよりもRSに近い仕様となっている。そのためゲーム「ARCADE STAGE」シリーズではRSとして扱われている。
原作では喫煙者の設定になっているが、アニメでは喫煙シーンが全てカットされている。
原作では名前の設定はなく、アニメFourth Stageおよびゲーム「ARCADE STAGE」シリーズでは「ランエボVの男」、BATTLE STAGE 2の販促ポスターでは「ガングロ」、BATTLE STAGE 2本編では「KURO WARU」「黒悪」と表記されている。
搭乗車種…CP9A ランサーエボリューションV GSR（1998年式）

ボディカラー…スコーティアホワイト
主な外装パーツ…RAYS製ホイール、RS用純正カーボン調ミラー、純正フォグランプカバー（アニメ）、Aピラーアンテナ（アニメ・ゲームARCADE STAGE ver.3以前）、HKS製マフラー、ドアバイザー（メーカー不明）
主な内装パーツ…6点式ロールケージ（メーカー不明）
ナンバー…熊谷30 あ 12-159 / 熊谷30 あ 2-059（ゲーム「頭文字D THE ARCADE」）

一条（ランエボVIの男）
声 - 真殿光昭
エボVIに乗る金髪で色白の男。路上にオイルを撒くよう手下に指示したり、藤原拓海に脅しをかけたりと、実力でバトルに勝とうとはしなかった。
会川よりもテクニックは数段上らしく、拓海と涼介の双方から「下手じゃない」「電子デバイスを引き出した走りをする」と評された。
拓海とのバトルでは、後続車を意識してインに寄せすぎたせいで、自らが指示して撒かせたオイルの拭き残しに乗ってアンダーステアを生じ失速、そのまま拓海にパスされて敗北するという自業自得な結果に終わった。
原作では喫煙者の設定になっているが、アニメでは喫煙シーンが全てカットされている。
会川同様、原作では名前の設定はなく、アニメFourth Stageおよびゲーム「ARCADE STAGE」シリーズでは「ランエボVIの男」、BATTLE STAGE 2の販促ポスターでは「色白」、BATTLE STAGE 2本編では「SHIRO WARU」「白悪」と表記されている。
搭乗車種…CP9A 三菱・ランサーエボリューションVI GSR トミ・マキネン・エディション（2000年式）

ボディカラー…スコーティアホワイト
主な外装パーツ…リアウィングレス、HKS製マフラー、ドアバイザー（メーカー不明）
ナンバー…熊谷36 よ 86-502 / 熊谷36 よ 6-402（ゲーム「頭文字D THE ARCADE」）

仲間（A）
声 - 梯篤司
ランエボの男たちの手下。一条に命令され、道路にオイルをまいた。元暴走族リーダーとは同じ中学の出身だったが、彼が群馬の人間であることを知らなかったがゆえ、会川と一条ともどもキツいお灸を据えられることになる。
搭乗車種…CP9A 三菱・ランサーエボリューションVI（車体後方のみの登場であるため、詳細不明）
ボディカラー…イエロー
ナンバー…熊谷33 い 41-248

仲間（B）
声 - 宮下栄治
ランエボの男たちの手下。特に目立った役割はない。
元暴走族リーダー
声 - 志村知幸
北関東では有名な暴走族の元リーダー。高圧的な会川もたじろぐほどのいかつい容姿をしている。土坂のランエボチームの1人が同じ中学の出身であったため、バトルに敗れた相手のプロジェクトDを力ずくで潰すために仲間を引き連れて呼び出されたが、実は群馬の人間であり、高橋啓介の元舎弟であった。呼び出された理由を知り、メンツを潰された上に、プロジェクトDに不躾な真似をした会川たちを糾弾した。
搭乗車種…FY33 日産・シーマ（アニメではUCF20前期型 トヨタ・セルシオ）
主な外装パーツ…カービング製ホイール
ナンバー…群馬36 も 46-491

#### パープルシャドウ

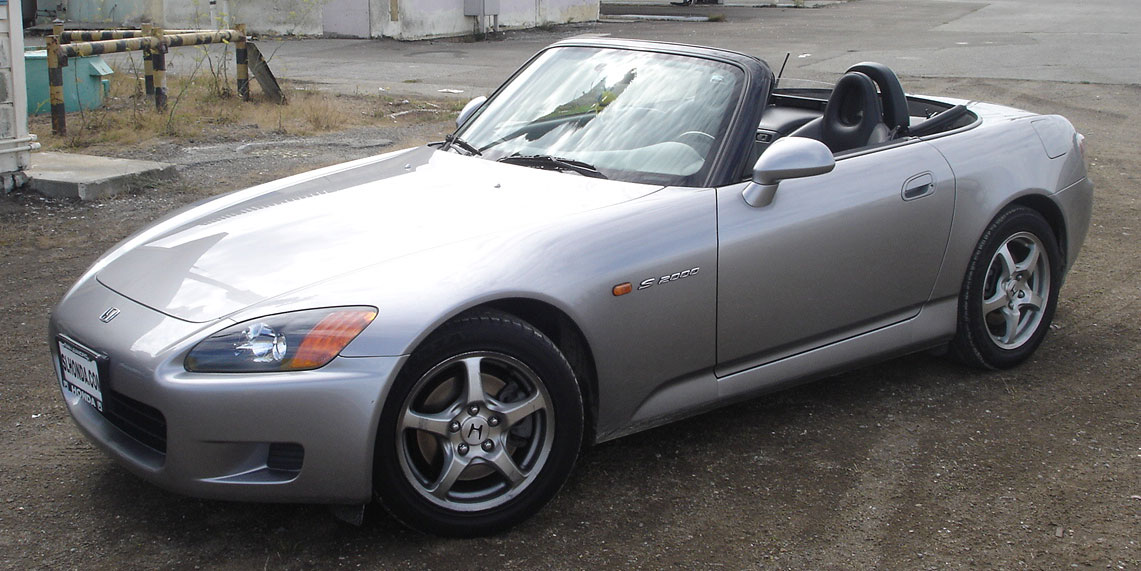
城島俊也搭乗車と同型のAP1 S2000 前期型

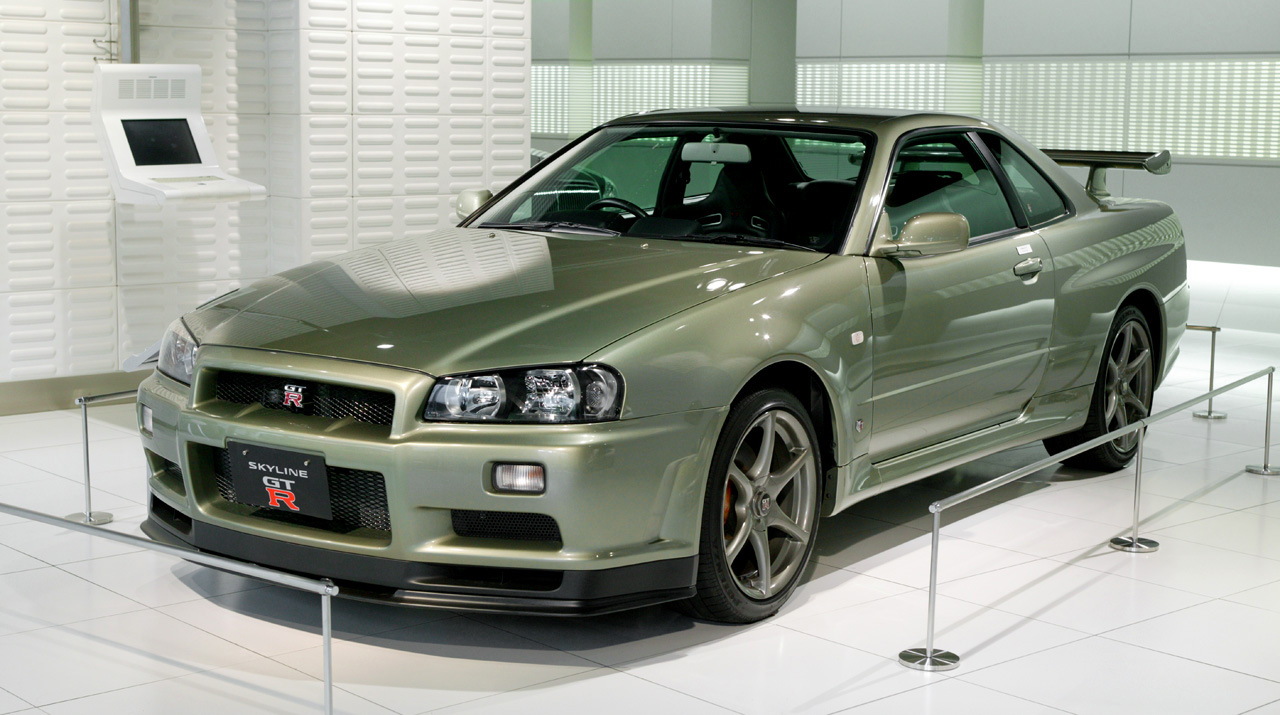
星野好造搭乗車と同型のBNR34 スカイラインGT-R（画像はM-spec Nür）

城島俊也と星野好造を筆頭に発足したチームで、東堂塾とはジムカーナやサーキット走行会等で競い合っているライバル的存在。
チームの略称はP・S。茨城県内に系列のチームをいくつも持っている。原作とアニメとでは、バトルの順番が逆になっている。
チーム名はパープルシャドウだが、プロジェクトDとのバトルを行ったのは、パープルラインと隣接するフルーツラインである。
- 本拠地…茨城県新治郡八郷町（現在の石岡市）・筑波フルーツライン（茨城県道199号小野土浦線）

城島 俊也（じょうしま としや）
声 - 江原正士
峠の神様「ゴッドアーム」と呼ばれるドライバー。職業は医師。左手をシフトノブに置きっぱなしで、右手をステアリングホイールから離さないで運転する「ワンハンドステア」と呼ばれる走法が身上で、その完成を20年以上追い続けている。彼の本気の走りは、ドリフトでもグリップでもないその中間のコーナリング、本人曰く「完全に完成された理想的なコーナリング」であるらしい。ただし星野好造によると「"あれ"は理想的なドリフト」だという。
完璧主義者であり、バトルの展開や次に起こることを予想し、全て計算尽くで走っている。そのため、先行中もあたかも後ろのクルマをコントロールする術を身につけているとしか思えない走りをする。アニメFourth Stageではあくまでスマートに勝つことをモットーとしている点が強調されており、「それが大人の勝ち方だ」と言い切っている。
城島の「走行ライン」はラインに無頓着な走りをしているようだが、それはワンハンドステアの練習過程で、理論的な裏付けが生まれたことによる。
拓海とのバトルでは、コーナーで毎回違うライン取りをしながらもほとんどタイムを揃えるなどして拓海を困惑させ、自身が後追いの7本目でついにオーバーテイクに成功するが、終盤で変形溝落としとブラインドアタックの合わせ技を使った拓海に抜き返される。その際、自身のワンハンドステアを崩されたことによって後追いでの勝負を避け、先行で逃げ切る勝ち方に切り替える。最後となる8本目で全力走行（本人曰くレコードラインアタック）を見せ、それまでどんな相手にも後追いで離されることはなかった拓海が、変形溝落としを使用してもなお引き離されるほどの速さを見せつけたが、最後の最後で持久戦による疲れと数日続いた猛暑による体調悪化で吐き気を催し、クルマを停車させて道路脇で嘔吐、リタイアした。
結果は敗北であったものの、バトル自体はS2000がハチロクを引き離していた状態で、加えてハチロクは変形溝落としの失敗でサスペンションに異常をきたしていたため、拓海に「勝てる気がしない」「敗北だった」と思わせた強敵である。バトル後、拓海は城島のS2000に同乗してそのテクニックを直で目にして学び、今後の精進を促すアドバイスを受けた。実際に拓海はこの後の練習にワンハンドステアを取り入れるようになり、本編最終戦の乾信司戦では城島のテクニックを応用した走法を駆使している。
愛車のS2000の外観はMPFの2代目デモカーと酷似しており、28巻の173ページや196ページなど、車体側面にはMPFのステッカーも見受けられる。ボディカラーも、ゲーム「ARCADE STAGE」シリーズにおいてもFourth Stageの設定を引き継ぎ、MPFデモカーと同じくロングビーチブルーパールとなっている。
搭乗車種…AP1 ホンダ・S2000（2000年式 前期型）

ボディカラー…ロングビーチブルーパール
主な外装パーツ…MPF製フロントバンパー・マフラー、J'S RACING製ボンネット、CUSCO製リアウイング、純正ソフトトップ、無限製ホイール
主な内装パーツ…CUSCO製ロールバー
ナンバー…土浦35 お 71-109  / 土浦38 お 1-209（ゲーム「ARCADE STAGE Zero」）

星野 好造（ほしの こうぞう）
声 - 大友龍三郎
神業的なアクセルワークから、峠の神様「ゴッドフット」と呼ばれるドライバー。太り気味な土建屋社長だが、昔は結構女にモテたらしい。
バトル中、常に独り言を口にするのが特徴であり、時々奇声を発することすらある。それは本来、彼が誰よりも熱くなるタイプの走り屋であるがゆえに集中しすぎてしまうのを防ぐため、独り言を口にし続けることによって常に冷静さと客観性を失わないよう思いついた方法であり、城島俊也曰く「気持ちのクーリングシステム」。逆に星野が独り言を口にしなくなるということは、相手の実力が高い証拠でもある。啓介とのバトルでも2本目の途中から、思想こそあれど黙り込んでしまっている。
大のGT-R愛好家で、本人曰く「オレは金はあるけど（ベンツやフェラーリを指して）そんなもんにはまったく興味ねぇ。オレは死ぬまでGT-Rだ！」と発言しており、今までにR32、R33、R32、R34と4台乗り継いできている。
GT-Rは本来ドリフトが難しいマシンだが、アクセルワークの達人である星野はいとも簡単にドリフトに持ち込むことができ、そのテクニックは東堂商会の社長も説明がつかないほどである。
啓介とのバトルでは、トラクションに優れるGT-R有利のヒルクライムと、軽量なFDが有利のダウンヒルをセットで1本とするよう提案。自身が先行の1本目では、トラクションの高さを生かして啓介のFDを引き離すが、ダウンヒル区間で追いつかれてしまい2本目に突入する。ダウンヒル区間に入るまでに前に出なければ勝ち目がないと判断した星野は、頂上の折り返し地点でFDとほぼ同時にターンして追い抜くという離れ業を成功させる。その後はタイヤが熱ダレを起こして不利な状況に追い込まれるも、アンダーステアが出やすくなる状況を逆手に取って、コーナー入口からリアを流すことでフロント側のプッシュアンダーを制御すると同時に、大柄なリアを振り回して後続車を牽制する目的でドリフトに持ち込む。一方の啓介もFR乗りの意地からか、星野の挑発に乗る形でドリフトバトルを繰り広げる。しかし、タイヤの熱ダレが限界だったこともあり、右コーナーで啓介にアウトから接触するように抜き返される。ゴール地点での差はスタート時とほぼ同じであったが、星野のR34はタイヤを消耗しきっており、3本目に持ち込めないと判断して戦線離脱した。
以前乗っていたR32は改造費を1,000万円以上つぎ込み、そのままレースに出てもおかしくないほどの戦闘力で、そのR32で叩き出したコースレコードは啓介のFDでも破ることができなかった。現在の愛車のR34は、バンパーとホイール、フルバケットシートを除くとほぼノーマル。ゲーム「ARCADE STAGE 4」公式サイトによると、作者が作中登場用に取材したR34はミレニアムジェイドメタリックのNür仕様であった。
搭乗車種…BNR34 日産・スカイラインGT-R V-specII Nür（2002年式、最終特別限定車）

ボディカラー…ミレニアムジェイドメタリック（アニメ化前に発売されたプラモデル、「ドリフトスピリッツ」、ドリームトミカはベイサイドブルーメタリック）
主な外装パーツ…nismo製フロントバンパー、YOKOHAMA製ホイール
ナンバー…土浦39 き 38-274  / 土浦37 き 8-374（ゲーム「ARCADE STAGE Zero」）

石井（いしい）＝パープルシャドウメンバー
声 - 三宅健太
「パープルシャドウ」のメンバー。筑波サーキットで開催される草レースでは表彰台の常連であるほどのテクニックを持っているが、城島と星野にはまだまだ敵わないという。
原作では名前の設定はなく、Fourth Stageのエンドロールでは「パープルシャドウ」あるいは「パープルシャドウメンバー」と表記されている。
ギャラリー3人組
声 - yuri・motsu・t-kimura（m.o.v.e）
Fourth Stage ACT.20でスペシャルゲスト（アニメオリジナルキャラクター）として登場。m.o.v.eからアニメ制作陣側に出した「アニメに出てみたい」という要望から、コラボレーション企画という形で実現した。
「雷鳴-out of kontrol-」のPVでは、m.o.v.eの3人がアニメ中に登場し、拓海のハチロクとバトルする。motsuがFDを運転し、t-kimuraはFDの助手席、yuriは拓海のハチロクの助手席に搭乗していた。
搭乗車種…FD3S マツダ・アンフィニRX-7（前期型）
ボディカラー…ヴィンテージレッド
主な外装パーツ…RE雨宮製ボンネット（啓介仕様）と後期型純正ホイール以外、恭子仕様と同一
ナンバー…品川33 む 05-111

### Fifth Stage
アニメ「Fifth Stage」に先駆け、ニセプロジェクトD、大宮智史、小早川、皆川英雄、小柏カイはゲーム「ARCADE STAGE 5」に、池田竜次、奥山広也、北条豪、久保英次、北条凛はゲーム「ARCADE STAGE 6 AA」にそれぞれ先行登場。アニメ版でもゲーム版と同じ声優が起用されている。
アニメ版5期『Fifth Stage』は2012年11月9日より放映が開始され、直前の11月4日には先行放送も行われた。

#### ニセプロジェクトD

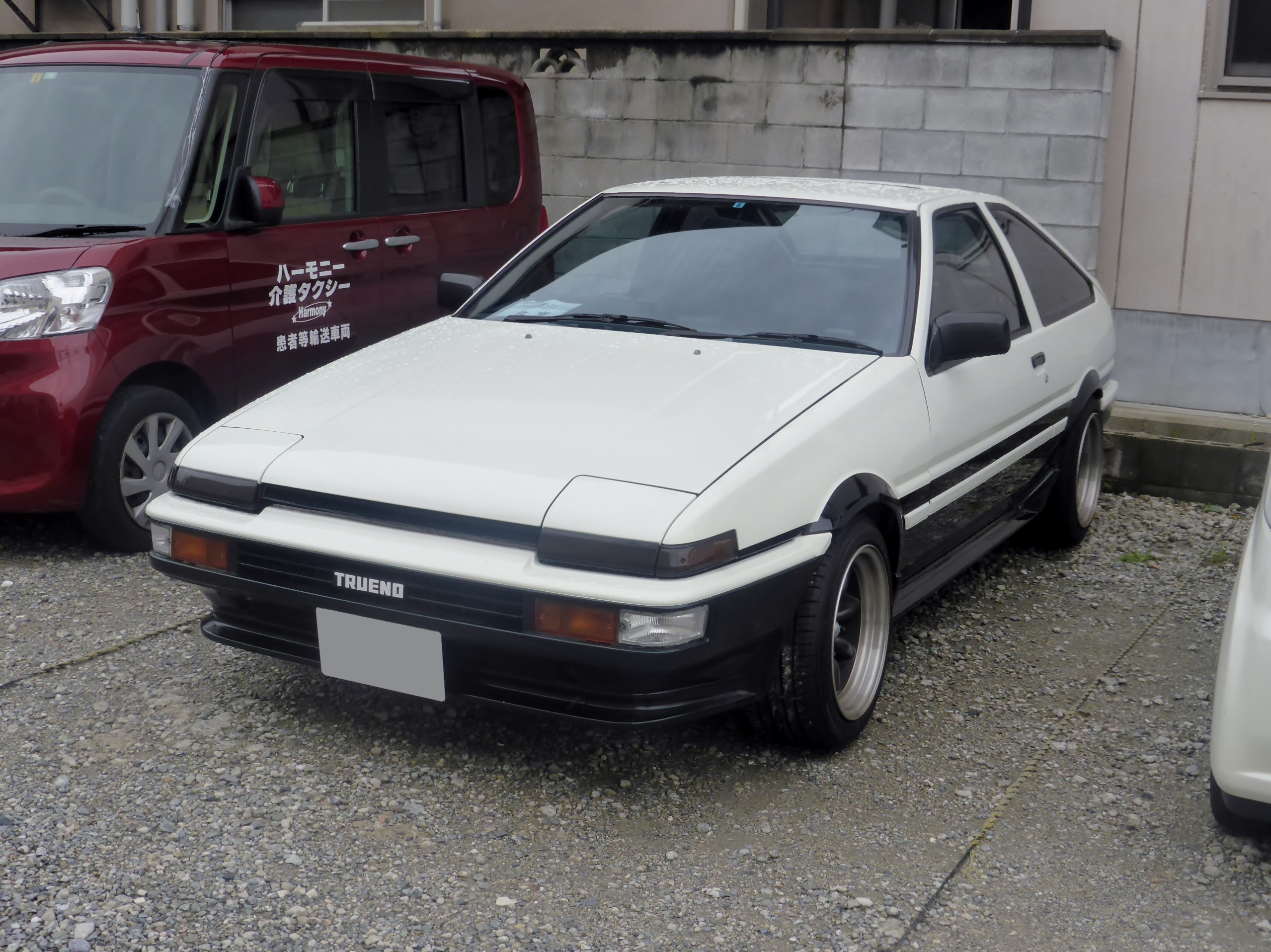
ニセ拓海搭乗車と同型・同色のAE86 スプリンタートレノ 3ドア 後期型

拓海と啓介になりすまし埼玉（東秩父村、定峰峠入口）に現れた2人組。ハチロクトレノとFD3Sに「PROJECT D」と書かれたステッカーを貼り、同様に「PROJECT D」とプリントされたお揃いのTシャツ（拓海曰く「ヤンマガのグッズなみの痛さ」らしい）を着ている。「プロジェクトD」の人気を利用し、女の子をナンパしていたが、2人の見た目は樹に「デブでブサイク」と言われるなど、本物の拓海と啓介とは髪型以外は大きく異なる。
ドラテクも本物には到底及ばず、ドリフトも未経験。ニセ拓海が上原美佳の友人・トモコをナンパしたことがきっかけとなってプロジェクトDの包囲網に引っかかり、きついお灸を据えられることになる。
原作、アニメともに走り屋としての描写はなく、バトルシーンも存在しないが、ゲーム「ARCADE STAGE」シリーズではニセ拓海のトレノに2人で搭乗し「ニセプロジェクトD」としてバトルする。「5」では「秋名湖」のライバルとして登場し、「6～8」では「隠しステージ」でのみバトル可能。「Zero」では未登場だったが、「DAC」の2022年12月15日のアップデートで復活し、ニセ拓海のAE86とニセ啓介のFDが同時に出現する。
ニセ拓海
声 - 勝杏里
拓海の偽者。髪型は少し拓海に似ているが、顔は全くの別人。樹曰く「デブでブサイクなの」。車も拓海と同様のパンダトレノだが、拓海のハチロクが前期型であるのに対し、こちらは後期型。外見はホイールと「PROJECT D」ステッカー以外はほぼノーマル。
本物の拓海が涼介と啓介を「さん」付けで呼ぶのに対し、偽者は呼び捨てにしている。また、本物の拓海は未成年者なので煙草は吸えないが、偽者は吸っている。
素性がばれた後にトモコに再度アタックしたもののフラれた模様。38巻183ページにて、よく似た人物がギャラリーとして登場している。
搭乗車種…AE86 トヨタ・スプリンタートレノ GT-APEX 3door（1986年式 後期型）

ボディカラー…ハイテックツートン
主な外装パーツ…SPEED STAR WHEEL製ホイール
ナンバー…熊谷500 に 29-679 / 熊谷500 に 9-579（ゲーム「頭文字D THE ARCADE」）

ニセ啓介
声 - 三浦博和
啓介の偽者。アゴ髭を生やしているなど、ニセ拓海と同じく髪形以外は似ても似つかぬ別人。啓介と同じ黄色い前期型のFDに乗っているが、外観はむしろ岩瀬恭子のFDに類似している。拓海からは「背が低すぎる」、啓介からは「あまりにもブサイク」「世の中の何人かの人間に高橋啓介の顔が"これ"だと認識されたと思うとハラワタが煮えくり返る」と言われている。原作・ゲームでは黒髪だが、アニメのみ啓介と同じ金髪となっている。
搭乗車種…FD3S マツダ・アンフィニRX-7 Type R（1992年式 1型）
ボディカラー…コンペティションイエローマイカ
主な外装パーツ…ボンネット以外、恭子仕様と同一
ナンバー…熊谷300 せ 81-431 / 熊谷300 に 5-091（ゲーム「頭文字D THE ARCADE」）

#### チーム246

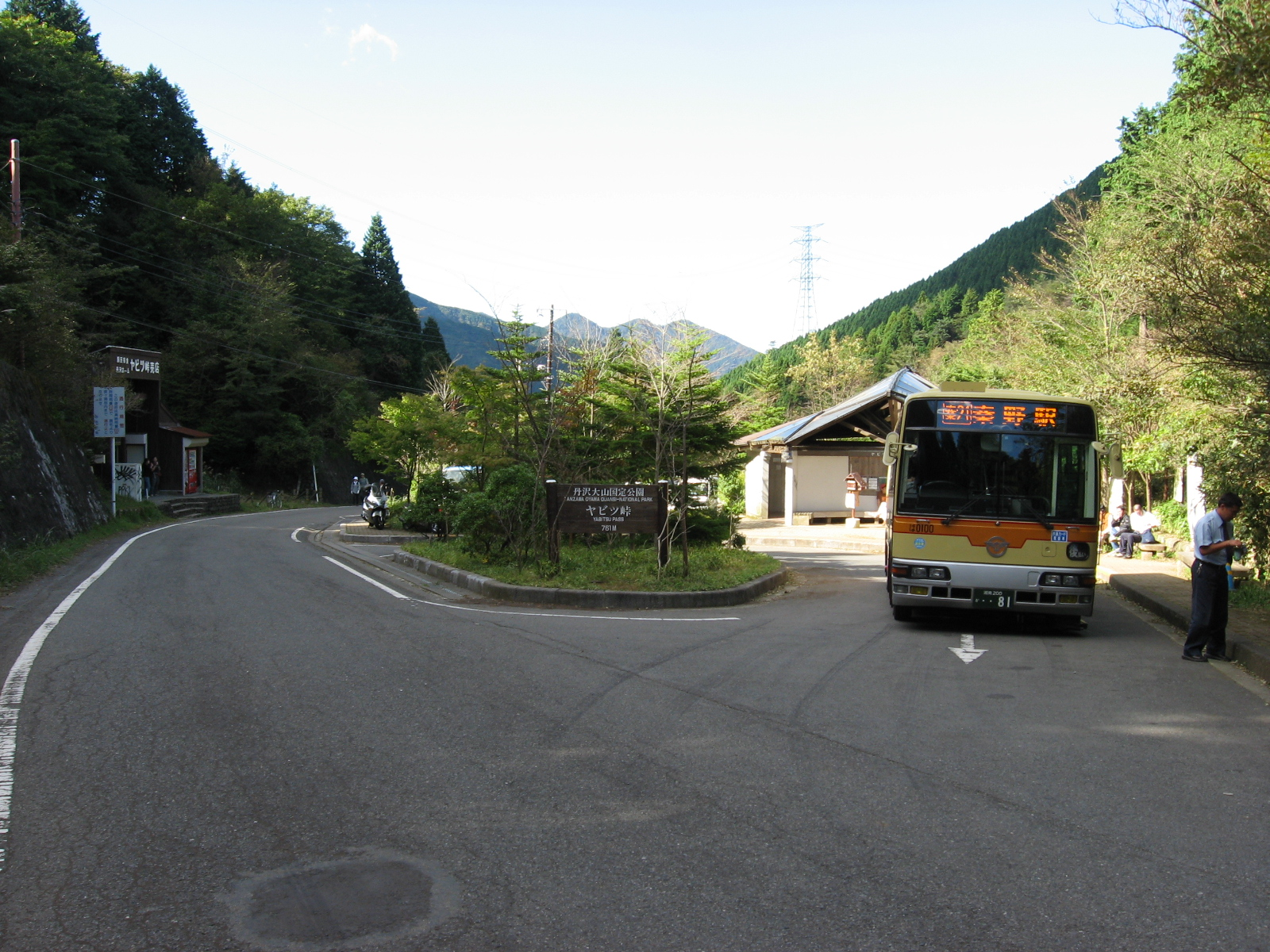
ヤビツ峠ダウンヒルスタート地点の神奈川中央交通バス停留所（画像の路線バスはここを発着する秦野駅行）

プロジェクトDの進行を阻止する為に考案した『4段階（4段がまえ）の防衛ライン』の、「第一の防衛ライン」。チーム名は「ツーフォーシックス」と読み、ヤビツ峠への入り口となる国道246号に由来。
- 本拠地…神奈川県秦野市・ヤビツ峠（神奈川県道70号秦野清川線）
- リーダー…大宮 智史

大宮 智史（おおみや さとし）
声 - 東地宏樹
「チーム246」のリーダーであり、元プロレーサー。コースを熟知したライン取りと拓海をもしのぐブレーキング技術から、「最狂のクレイジーダウンヒル」と称されている。
愛車であるロードスターは、「FRであればなんでも良かったが、引退後の経済事情によりガス食いのターボには乗れなかった」という理由から購入したものであるが、ロードスター自体は「シンプルで楽しい」「軽さで勝負出来る」と評している。
チーム内投票でダウンヒル担当を選出した際には、投票総数31票のうち31票という満場一致で決定した。
ヒルクライムで小早川がやられたことをダウンヒルでそのままやり返そうと、先行のポジションを選ぶ。バトルは終盤まで先行し、ロングストレートからのハードブレーキングで一時は拓海を引き離していたものの、拓海のブラインドアタックで互いの車が並走した際にリアウィングを標識にぶつけて破損、2台での並走が物理的に不可能な直角コーナーで前に出たが、リアのダウンフォースが不安定な状態でしばらく走り続けた後、バランスを崩してスピンアウトした。
バトルには敗北したが、「（男として生まれたからには）勝負しない人生は死んでいるのと同じ」と発言し、後悔はしていない様子だった。
アニメでは末次トオルのNAロードスター（RSアイザワのマシンから収録）のエンジンサウンドが流用されている。
搭乗車種…NB8C マツダ・ロードスター RS （1998年式 前期型）

ボディカラー…エボリューションオレンジマイカ
主な外装パーツ…GARAGE VARY製パーツ、純正ハードトップ、B.I.M creativestudio製ホイール、大山オート製マフラー
主な内装パーツ…大山オート製ロールバー
ナンバー…相模501 く 37-125 / 相模501 く 7-236（ゲーム「頭文字D THE ARCADE」）

小早川（こばやかわ）
声 - 浜田賢二
愛車であるエボVIIの性能に絶対的な自信を持つドライバー。汚い手段を用いず正々堂々とバトルし、愛車に対しても「こっちも行くぜ、エボ」と声をかけるなど、作中では数少ない真っ当なランエボ乗り。
チーム内投票でヒルクライム担当を選出した際、投票総数31票のうち26票で決定した。4WDで有利な地元で離されることはないと考え、バトルでは啓介の腕を見極めようと後追いを選択。しかし、短期決着を目論んでいた啓介に予想外のポイントでスパートをかけられた結果、7秒差をつけられ完敗する。
次戦のレーシングチームカタギリ ストリート バージョン、皆川対啓介戦をギャラリーとして観戦。両者のハイレベルなアクセルワークとバトルの趨勢を正確に言い当てるとともに、「（啓介は）とうていオレの手におえるような相手ではなかった」と述懐している。
搭乗車種…CT9A 三菱・ランサーエボリューションVII GSR （2001年式 前期型）

ボディカラー…ダンデライオンイエロー（サークルKにて販売されたコカ・コーラ「ヨーロピアン缶コーヒー」のキャンペー付録ミニカーでは白）
主な外装パーツ…C-WEST製フロントバンパー・カナード・カーボントランク（ボディ同色）、クリエイティブスポーツ製ボンネット・サイドステップ・リアバンパー
VOLTEX製リアウイング、GANADOR製カーボン調ミラー、RacingHart製ホイール（ガンメタリックに再塗装）
主な内装パーツ…ロールバー（メーカー不明）
ナンバー…相模330 け 25-645 / 相模330 け 5-545（ゲーム「頭文字D THE ARCADE」）

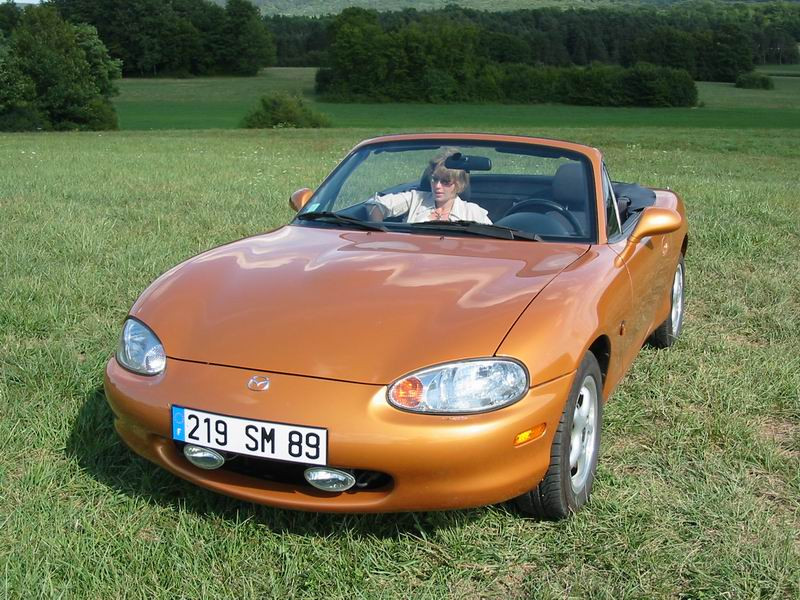
大宮智史搭乗車と同型・同色のNB8C ロードスター 前期型

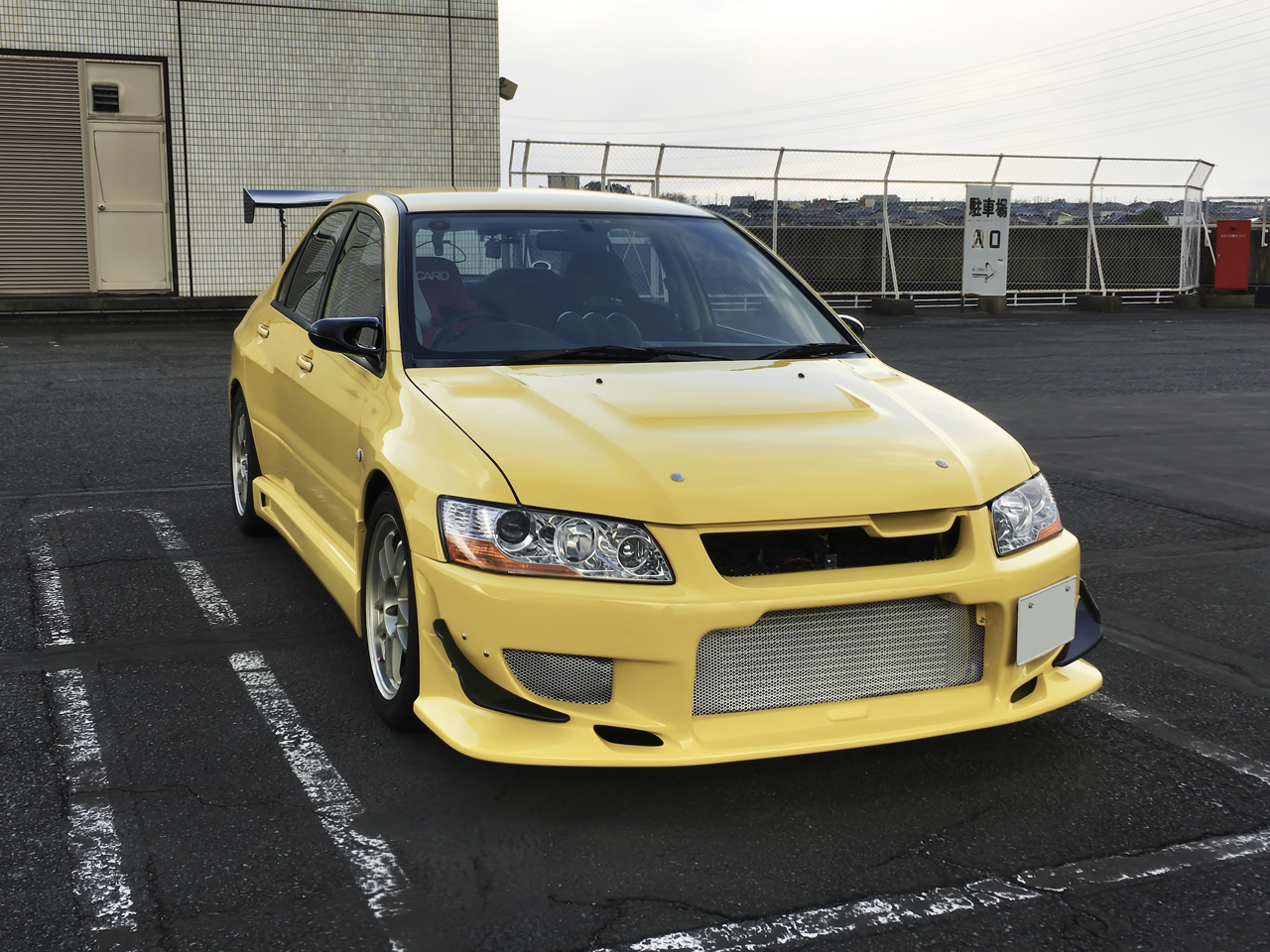
小早川搭乗車と同型・同色のランサーエボリューションVII GSR

#### レーシングチームカタギリ ストリート バージョン

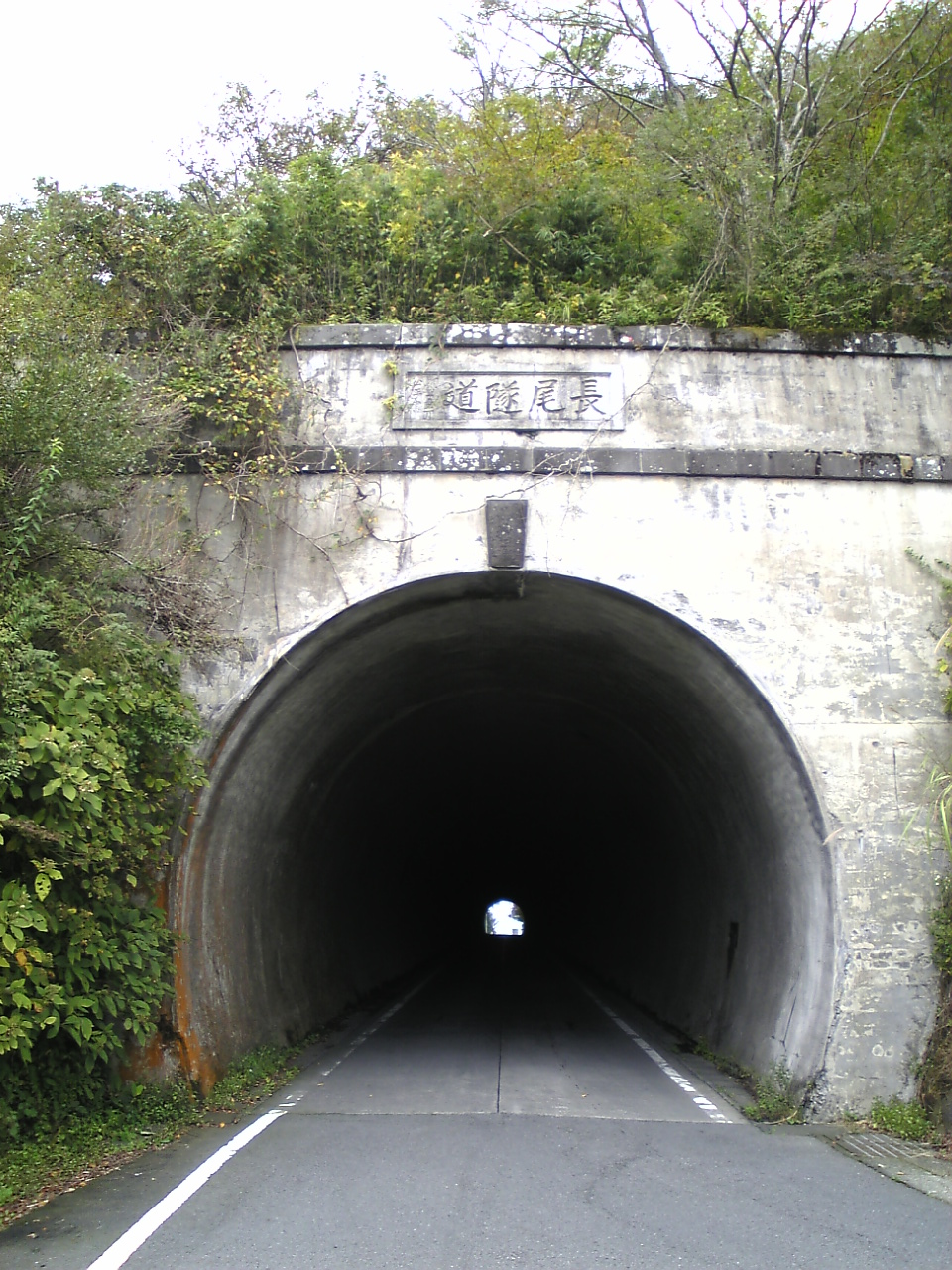
長尾隧道

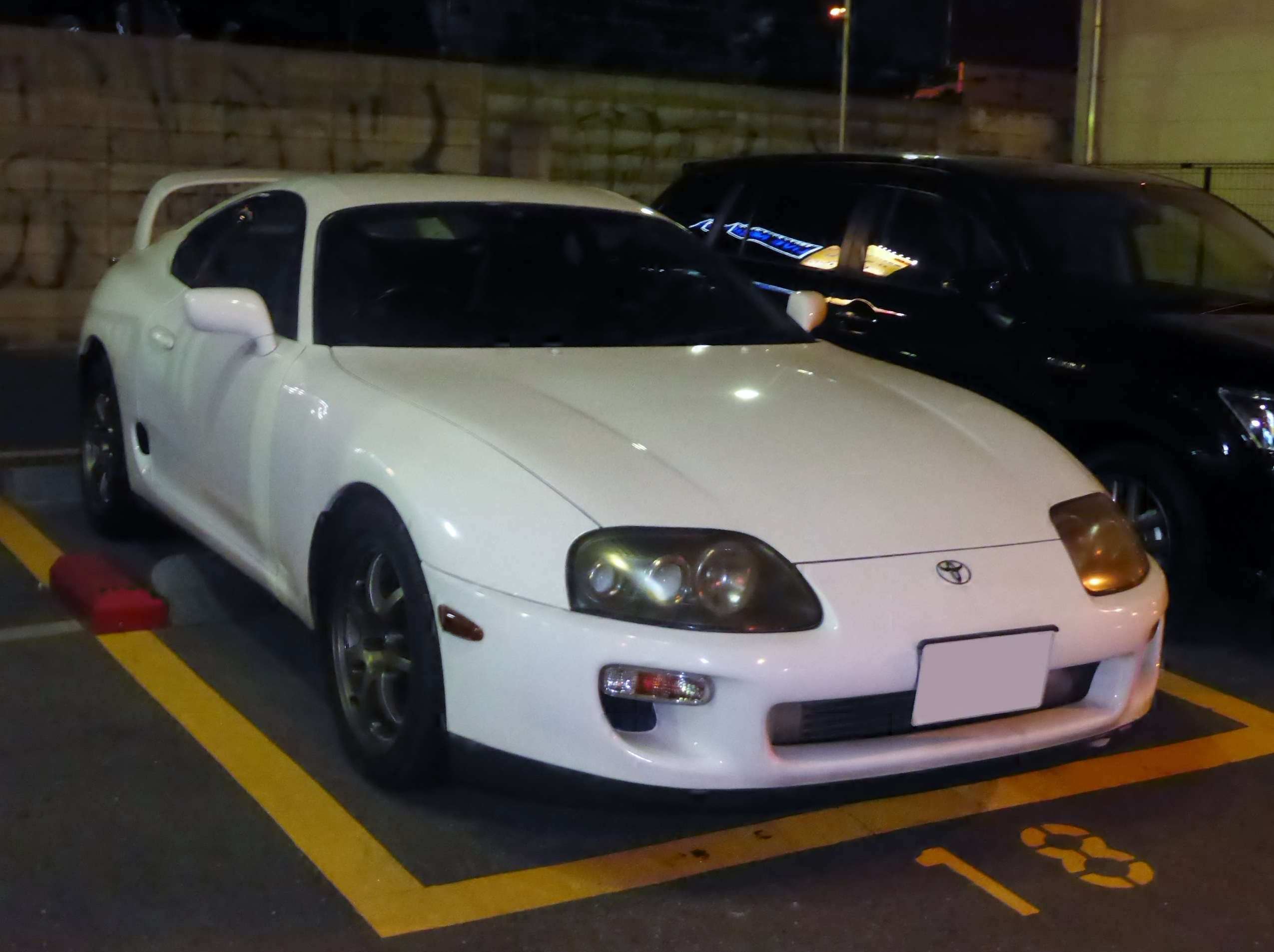
皆川英雄搭乗車と同型・同色のJZA80 スープラ

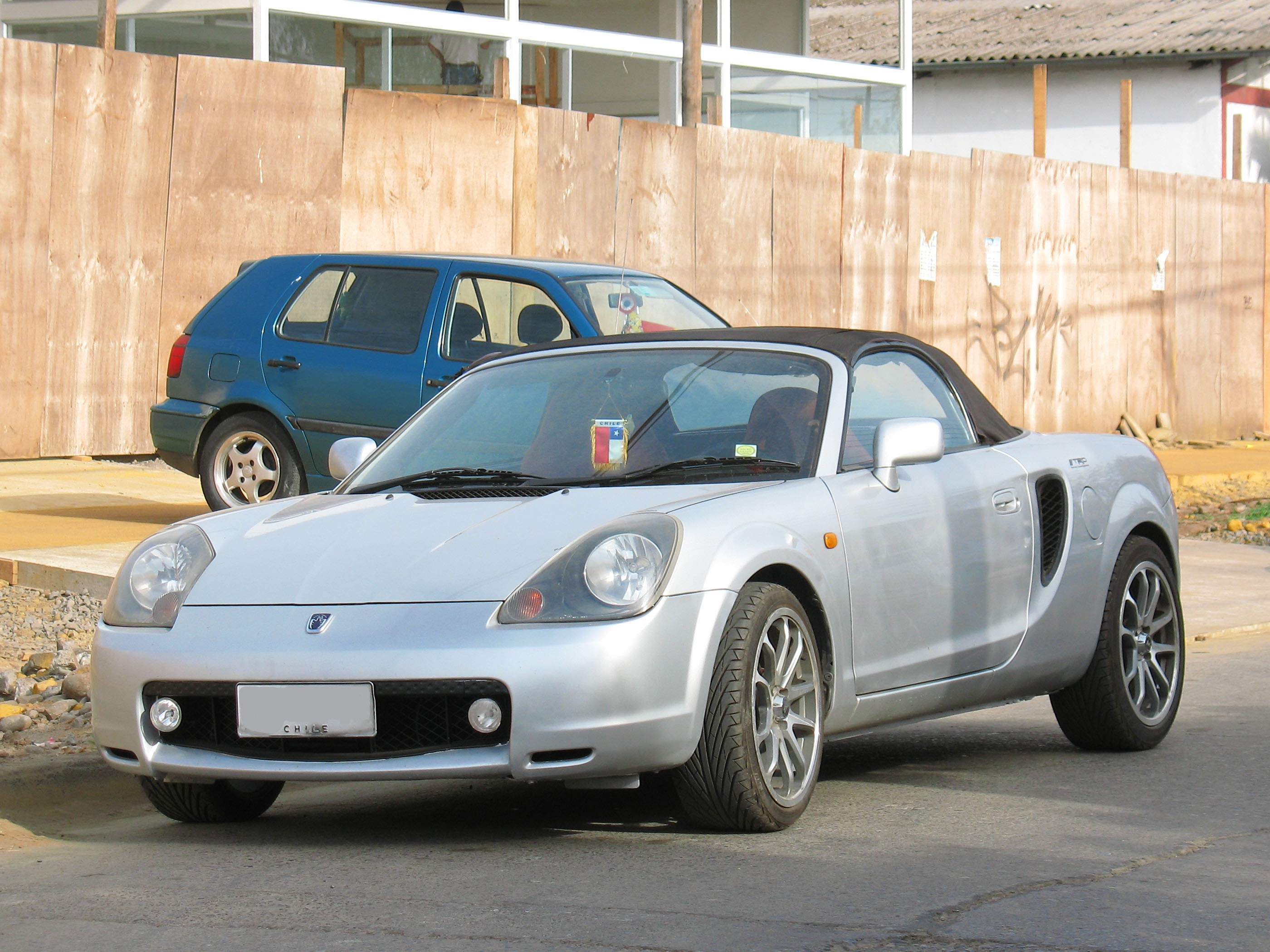
小柏カイ搭乗車と同型・同色のZZW30 MR-S 前期型

プロジェクトDの侵攻を阻止するために構成された「第二防衛ライン」。プロジェクトDを箱根で迎え撃つ。ストリートバージョンとは、峠で皆川やカイが走る際に呼称されるものである。
作中ではレーシングチームを「R・T」、ストリートバージョンを「S・V」と表記されることがある。
- 本拠地…神奈川県足柄下郡箱根町／静岡県御殿場市・長尾峠（静岡県道401号・神奈川県道736号御殿場箱根線）（バトルは長尾隧道を境に御殿場側）

皆川 英雄（みながわ ひでお）
声 - 小西克幸
ヒルクライム担当。タイヤマネジメントに長けた正統派のプロドライバー。キャリアはカイよりも上。口数の少ない寡黙な性格だが、冷徹で好戦的な一面を持つ。
重量級のスープラを駆りながらも、プロとしての矜持からタイヤマネジメント勝負を好む。卓越したテクニックにより、最終局面ギリギリまで啓介を追い詰めた。しかし、予想外の啓介の技量の高さを目の当たりにし、後方からプレッシャーをかけてFDのタイヤを消耗させようとするが、先に自車のリアタイヤが完全に消耗したため、自らアクセルを抜いてギブアップした。
原作・アニメ版では完全な黒髪だったのに対し、ゲームでは茶色がかった髪色になっている。
搭乗車種…JZA80 トヨタ・スープラ RZ（1994年式 前期型）

ボディカラー…スーパーホワイトII
主な外装パーツ…BOMEX製フロントアンダースポイラー・サイドステップ、TOYOTA製リアアンダースポイラー、YOKOHAMA製ホイール
ナンバー…湘南35 き 81-973 / 湘南37 き 8-973（ゲーム「ARCADE STAGE Zero」）

小柏 カイ
声 - 神奈延年
ダウンヒル担当。R・Tカタギリのメンバーとして拓海と再戦。いろは坂でのバトル以降に難関オーディションを勝ち抜いてプロ入りし、レーサーとして活動している。バトル前は闘争心と自己顕示欲の高い一面が強調されていた。
愛車のMR-Sは、チューニングがしにくい上にパワーが出ないため、チーム内ではターボチューンを勧める声も上がっていた。しかし、プロとしての矜持からターボチューンを拒否し続けてきた。
プロジェクトDがこれまで採ってきた「スタート時のポジション選択権を対戦相手に与える」というスタイルをあえて断り、コイントスでの決定を行う。序盤は拓海に引き離されるも中盤に急激な追い上げを見せるが、終盤のレイトブレーキング勝負で「藤原ゾーン」を目撃し、ハチロクがクリアしていったコーナーを自分では曲がりきれないと判断、クラッシュを防ぐために故意に車をスピンさせた結果大きく引き離され、敗北した。
プロになって以来公道レースを見下していたが、スピンを闘争心が負けた上での「逃げ」と表現し、レーサーとして自分に足りないものを理解して素直に敗北を認めた。
原作ではR・Tカタギリのメンバーになってからは喫煙者の設定になっているが、アニメでは喫煙者の設定はない。
搭乗車種…ZZW30 トヨタ・MR-S S EDITION（2000年式 前期型）

ボディカラー…シルバーメタリック
主な外装パーツ…C-ONE製パーツ、WedsSport製ホイール（C-ONE限定モデル）、純正ハードトップ
主な内装パーツ…C-ONE製ロールバー
ナンバー…湘南500 と 56-824 / 湘南510 と 5-824（ゲーム「ARCADE STAGE Zero」）

#### チーム・スパイラル

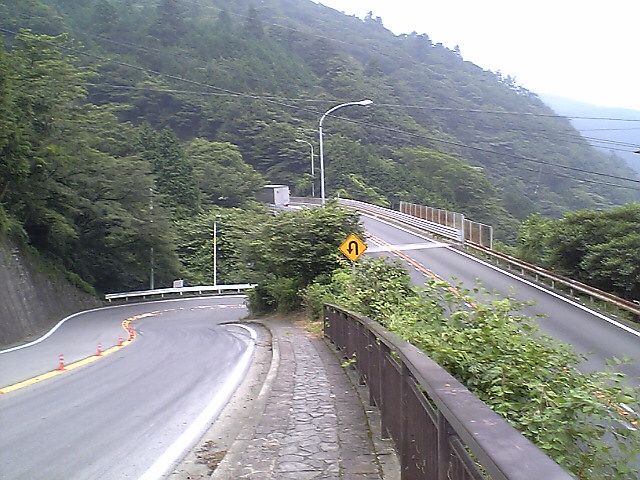
スパイラルが拠点とする神奈川県道732号湯本元箱根線（右は箱根新道）

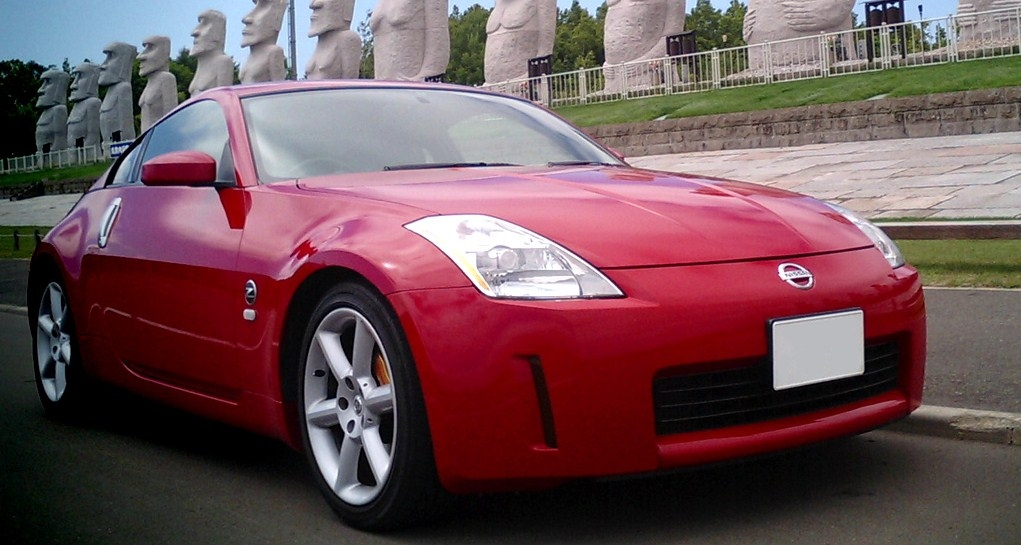
池田竜次搭乗車と同型・同色のZ33 フェアレディZ

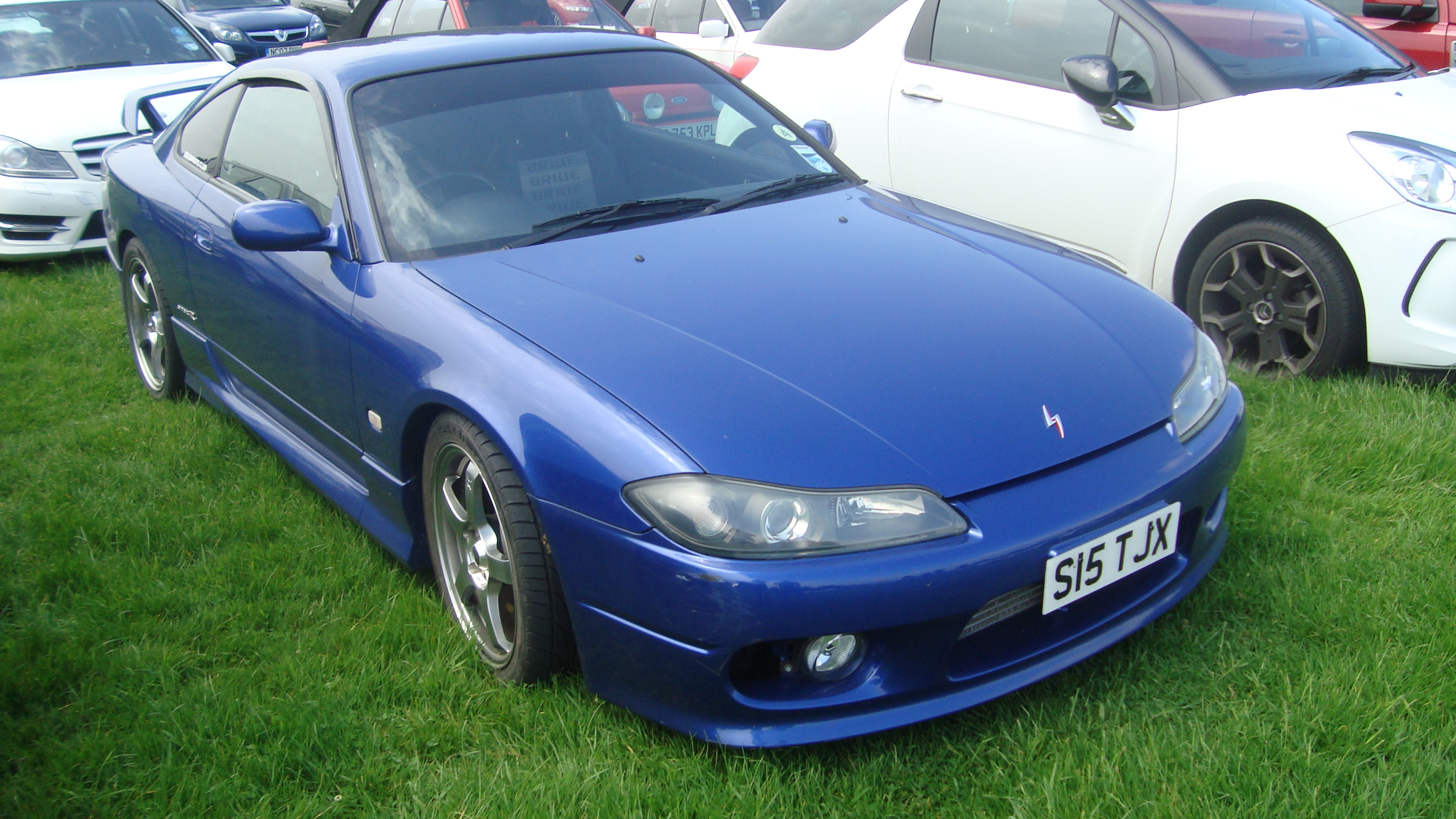
奥山広也搭乗車と同型・同色のS15 シルビア

プロジェクトDの侵攻を阻止するために構成された「第三防衛ライン」。チームメンバーは各々にナンバーが割り振られている。池田によれば「峠の自警団」としての一面を持ち合わせているとのこと。
- 本拠地…神奈川県足柄下郡箱根町・七曲り神奈川県道732号湯本元箱根線
- リーダー…池田 竜次

池田 竜次（いけだ りゅうじ）
声 - 中井和哉
チーム・スパイラルのリーダーでヒルクライム担当。通称、スパイラルの「ゼロ」。実家が寺であり、豊富な資金があるらしい。
「ゼロ理論・無の境地」という、独自の理論で走る。この理論の要諦は、ドライバーの感情を限りなく無に近づけて走ることで車からのインフォメーションを正確に読み取り、それにドライバーが応えていくことで最良の走りを実現できるというものである。涼介は「アプローチとしては間違っていない」と前置きするも、「人間である以上、感情を無にすることなど不可能」としてこの理論を否定している。
啓介とのバトルでは、濃霧という悪条件のバトルの中で「恐怖心からアクセルを抜こうとする自分と、それを良しとしないもう一人の自分」に気付き、自分が「ゼロの心」で走れていないことを自覚。それでもなお自分の理論を信じて走り続けたが、啓介の「特定のポイントへ2台が近づいてきた時点で対向車がいなければ、ケンタが啓介の携帯を鳴らして知らせてもらう」という作戦によりオーバーテイクされ、戦意を失い敗北。負けはしたが素晴らしい勝負だったと認め、自分と「ゼロ理論」のより一層の成長を誓う。
北条凛とは面識があり、死神GT-Rとしての走りを見た際には「なぜあれほどセンスのあるドライバーがあんなにもいかれてるんだ」「それほどのスキルを持ちながら、なぜ大切な車を凶器に変える」と疑問を持っていた。後に、涼介と凛の決闘が始まった際は「峠の自警団」のリーダーとしての責務から2台の後ろを追走。当事者達には話していないが、万が一のことが起きた場合のバックアップ役を自ら買って出ており、ブレーキが効かなくなった凛を止めようとする涼介に協力し、FCの隣にZを並べてブレーキング。2台の制動力を利用してR32を止めることに成功した。
プロジェクトDの神奈川最終戦では北条凛とともにギャラリーとして登場するが、その際には自身の走りにおける考えに対して「理屈っぽすぎる」「坊主なだけに線香臭い」と言われる。
池田の搭乗するZ33はターボ仕様であったことが示唆されており、ゲーム『ARCADE STAGE』シリーズでは『8』から池田のZ33はボルトオンターボ化されている。
また、池田のZ33はFifth StageではL28改のエンジン音が使われていた。
搭乗車種…Z33 日産・フェアレディZ Version S（2002年式 前期型）

ボディカラー…バーニングレッド
主な外装パーツ…ings製N-specフルエアロ、Z-powerウイング、AUTO PRODUCE BOSS製マフラー、MINE's製ミラー
主な内装パーツ…ロールバー（メーカー不明）
ナンバー…湘南301 み 69-556 / 湘南323 み 6-556（ゲーム「ARCADE STAGE Zero」）

奥山 広也（おくやま ひろや）
声 - 阪口周平
チーム・スパイラルのダウンヒル担当。通称、スパイラルの「01」。挑発的な性格で、愛車のS15に対して相当な自信を持っている。
プロジェクトDとの戦いに対して「俺はハナからドラテクを競うつもりはない（=車の性能差で勝つ）」と豪語し、拓海とのバトルで後追いを選ぶが「コース全体の3分の1以上に達する前に決着をつけろ」と涼介に指示され、「藤原ゾーン」を駆使して逃げ続ける拓海により、自身の理解を超えた走りを見せつけられて完敗する。
これ以降はやや性格が丸くなり、当初はタメ口だった池田に対し、神奈川最終戦で再登場した際には敬語を使っている。
『頭文字Dの軌跡 疾走の記』の作者インタビューでは一部「奥村」と誤記されている。
搭乗車種…S15 日産・シルビア Spec-R（2000年式 前期型）

ボディカラー…ブリリアントブルーチタンパールメタリック
主な外装パーツ…GP SPORTS製 G-SONIC EVOLUTIONフルエアロ、GTウイング、Gullflameホイール、EXAS EVO Tuneマフラー
ナンバー…湘南503 ほ 16-801 / 湘南553 ほ 1-801（ゲーム「ARCADE STAGE Zero」）

坂本 順一（さかもと じゅんいち）
声 - 岡野浩介
チーム・スパイラルのメンバー。通称、スパイラルの「02」。埼玉北西エリア連合チームの坂本とは別人。
池田竜次の後輩であり、彼を尊敬している。涼介と北条凛のバトルの際は、スタートする前の池田にバトルの状況を伝え、彼を安全にスタートさせる役目を務めた。

#### サイドワインダー

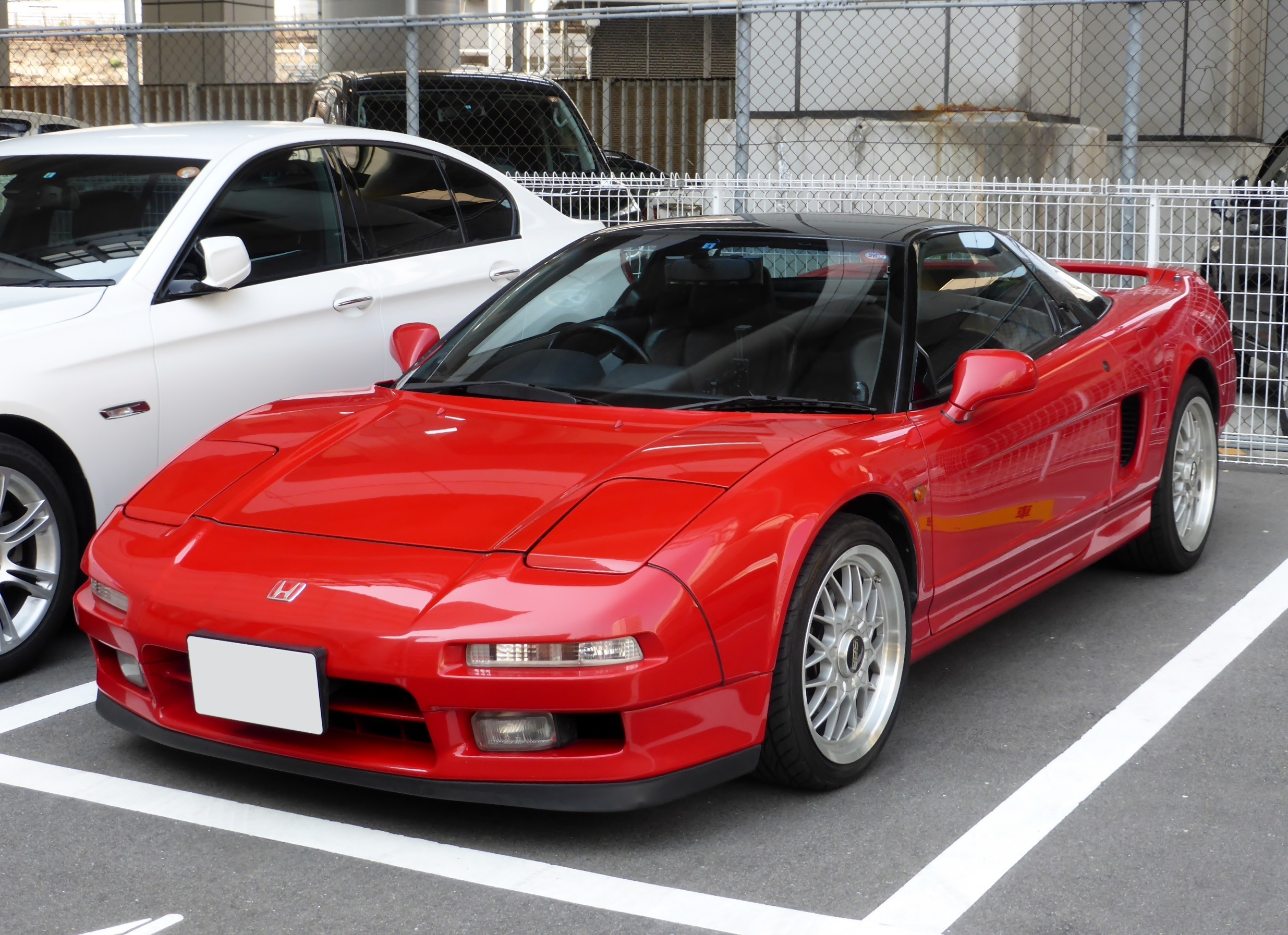
北条豪搭乗車と同型・同色のNA1 NSX

神奈川三大勢力の一つで、「4段階の防衛ライン」を考案・指揮している。プロジェクトDの実力を見極めるため、走行タイムを第一のラインから計測している。
- 本拠地…神奈川県足柄下郡湯河原町・椿ライン神奈川県道75号湯河原箱根仙石原線

北条 豪（ほうじょう ごう）
声 - 木内秀信
チーフドライバーでヒルクライム担当。兄の北条凛と共に「富士の北条兄弟」と呼ばれ、富士スピードウェイの走行会では名の知れた存在である。クールで理論派の凛に対し、己の感性と集中力の高さで勝負する天才肌のドライバーという、高橋兄弟と似た境遇を持つ。
かつて凛とは、現在の高橋兄弟と比較されるほど良好な兄弟関係にあったが、婚約者・香織の死により自暴自棄となった兄の姿に幻滅し、事実上の絶縁状態となっていた。このため、高橋兄弟の仲の良さを「気持ち悪い」と評するなど、兄弟の絆に否定的な考えを持つようになる。
自身のバトル直前に応援に駆け付けた凛から「楽しめ」のアドバイスを受け、尊敬する兄が戻ってきた嬉しさと過去の確執の狭間で揺れつつバトルに臨む。自身が先行の1本目はあえて感情を封印し、自身の持つレコードタイムを2秒近く縮める会心の走りを見せるが、最後まで啓介を振り切ることができずモチベーションを喪失する。
後追いの2本目では、気持ち良さそうに速く走る啓介のFDを見て、凛の言葉の真意に気付き、そこからは純粋に走りを楽しみつつ車の限界領域を超えた「ケンカ」とも言うべきバトルを繰り広げ、終盤のコーナーでオーバースピードによるスピンを起こし敗北。しかし本人は内容の濃いバトルを楽しめたことに満足な表情を浮かべる。
啓介とのバトル終了後は、それまで勝利にのみ固執していた姿勢が軟化し、拓海とのバトルを控えて張り詰めた信司に対しては「楽しんで来い」と兄と同じアドバイスし送り出す。その変化には久保も「いい意味で変わった」と指摘をしている。
原作では喫煙者の設定になっているが、アニメでは喫煙者の設定はない。
搭乗車種…NA1 ホンダ・NSX（1990年式 前期型）

ボディカラー…フォーミュラレッド
主な外装パーツ…アドバンス製 FLATOUT GTフルエアロ、GTウイング、BBS製LMホイール
主な内装パーツ…ロールバー（メーカー不明）
ナンバー…横浜39 ま 40-298 / 横浜39 ま 0-298（ゲーム「ARCADE STAGE Zero」）

久保 英次（くぼ えいじ）
声 - 加瀬康之
対プロD戦のためにサイドワインダーに雇われたチーフメカニック兼作戦参謀。関西弁を操る恰幅のいい中年男性。
若い頃はラリーストとしてステアリングを握り、地方の大会でいくつかの入賞歴を持っている。現役引退後はメカニックとしてメーカー主催のレースチームに所属していたが、後に独立して自分のチューニングショップを設立。現在はショップで製作したデモカーをサーキットに持ち込んでタイムアタックを行い、得られたデータを元にアフターパーツの製作・販売を行っている。
データ収集・分析のプロであり、ドライバーやクルマの能力・癖などを正確に把握することができる。彼が加入したことでサイドワインダー全体のレベルが劇的に引き上げられた。ただしデータや理論を重視し、感情的な要素を徹底排除した戦略を取っているため、対プロジェクトD戦においては、ヒルクライム担当の高橋啓介と北条豪がクルマの限界を超える走りを繰り広げたために目論見が崩れ、ダウンヒルでも乾信司が藤原拓海に進路を譲るなどの異常な行動に出たため先が読めなくなり混乱するなど、本来の成果を出し切れなかった。北条凛はそのような久保のスタンスを「あんなメタボおやじクソだ」「優秀な参謀だが、セコいだけで美学がない」と辛辣に批判している。
原作では喫煙者の設定になっているが、アニメでは喫煙者の設定はない。
搭乗車種…M35 日産・ステージア（前期型）（Fifth Stage）
ボディカラー…ホワイトパール

#### 死神GT-R

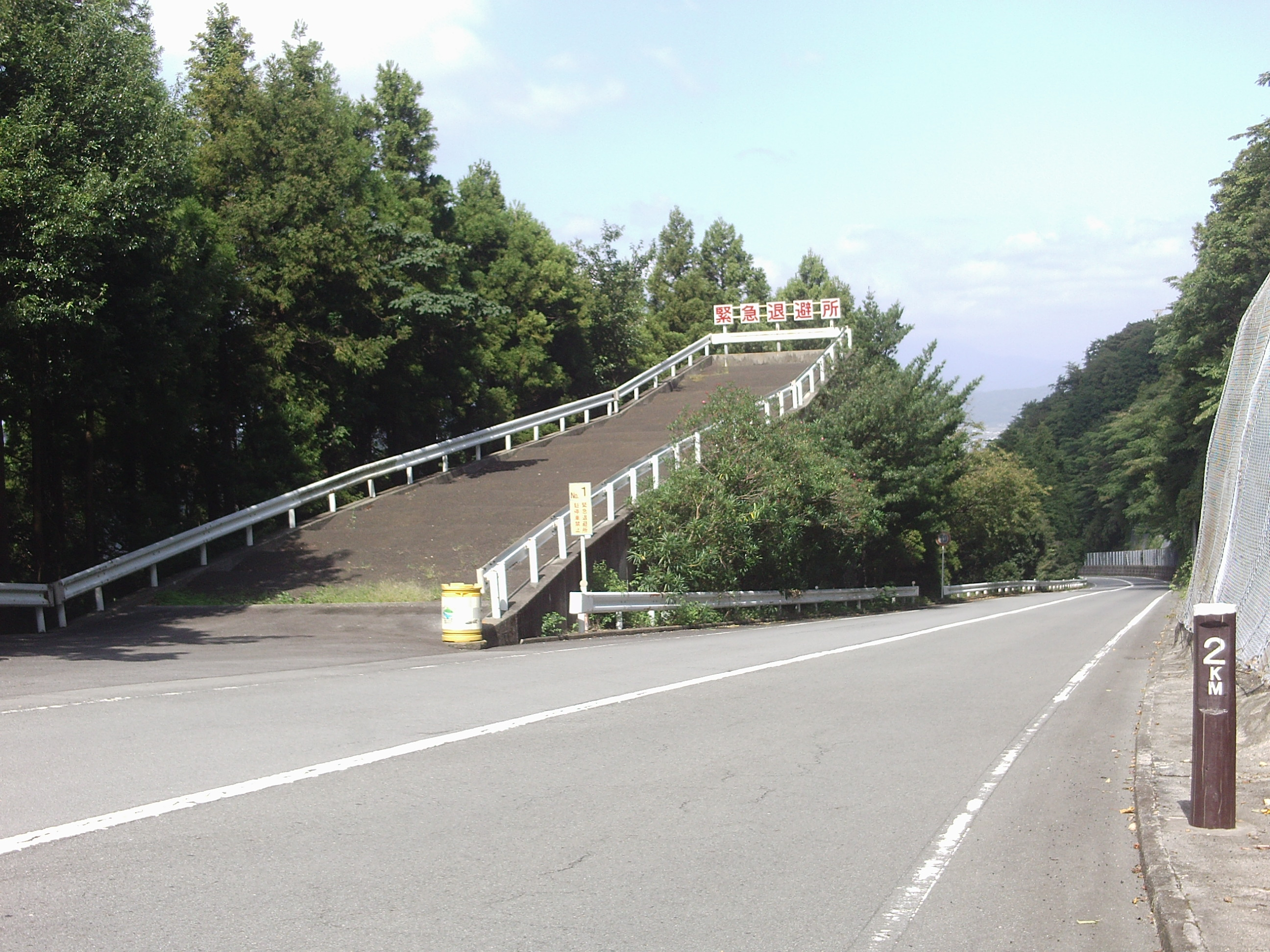
北条凜が拠点とする箱根ターンパイク

北条 凛（ほうじょう りん）
声 - 中村悠一
本拠地…神奈川県足柄下郡箱根町／神奈川県小田原市・箱根ターンパイク箱根小田原本線・大観山 - 早川料金所
サイドワインダーの北条豪の兄で、涼介が通う医大の先輩。緻密な理論に裏打ちされたドライビングセンスの持ち主であり、涼介や豪にとっては走り屋としての師にあたる。豪とともに大病院の院長の息子であることや、理論派の兄と感覚派の弟という性格・ドライビングスタイルなど、多くの面で高橋兄弟と相似している。
かつて涼介と三角関係にあった婚約者・香織を、涼介に対する嫉妬から追い詰め、自殺させたことを後悔し自暴自棄となり、職を辞めて実家を飛び出し、箱根で愛車のR32を通り魔的に相手のクルマにぶつけクラッシュさせる「死神」と化した。当初豪からは「あいつ」呼ばわりされており、「あいつは死神なんかじゃない。本当は死神に取り付かれたただの哀れな男だ」と評されている。プロジェクトDとのバトルを控えていたスパイラルの池田も練習走行中に遭遇し、愛車のZ33に強いプッシングをかけられクラッシュしそうになる。死後の世界と言われている涅槃に恋焦がれていたり、「涼介と命のやり取りをしたい」と発言するなど、死への恐怖心がまったくない。
香織の命日の晩に、涼介との生死を賭した超高速コーナーバトルを繰り広げ、推定出力650psを誇るR32の戦闘力と、巧みなドライビングで涼介のFCを追い詰める。それでも涼介を撃墜することはできず、やがてタイヤとブレーキが消耗し制動力を失い、逆に窮地に陥る。コース最後の緊急待避所も通過し、そのままゴールの料金所に突っ込む直前、涼介のFCと池田のZ33がR32の前にクルマを付け、2台がかりでブレーキングし、命を救われる。
バトル後は涼介との会話を経て改心し、過去の清算のために走り屋としての引退を決意。R32を処分して元の職場に復職する。その後はプロジェクトDとのバトルに臨む豪の応援に駆けつけ、勝利への固執から余裕を欠いている豪の肩の荷を降ろすため豪に「楽しめ」とのアドバイスを送り和解した。
涼介とのバトル後に「峠の楽しさを教えてくれたのは先輩です」と涼介に言われたり、池田らの走り屋からも注目されている事などから、香織の亡くなる前は涼介と並び関東でもトップクラスの走り屋でもあった事がうかがえる。
搭乗車種…BNR32 日産・スカイラインGT-R（標準車）(1994年式)
ボディカラー…ダークシルバー（原作）、ガングレーメタリック（ゲーム）
主な外装パーツ…nismo製フロントバンパー、GTウイング・ボンネットピン（メーカー不明）、前後異なるホイール（前・R33用純正ホイール 後・work製ホイール）
主な内装パーツ…ロールバー（メーカー不明）
ナンバー…群馬33 ぬ 37-564 / 群馬33 ぬ 7-564 （ゲーム「ARCADE STAGE Zero」）

香織（かおり）
声 - 遠藤綾
凜の元・婚約者で故人。容姿端麗で、凛によれば「柔らかな髪、吸い込まれそうなまなざし、透き通るように白い肌、細い体、しなやかなライン、俺にとってはアートだった」と表現されている。彼女の父（声 - 小室正幸）が経営する会社は、北条家の病院との取引で経営が成り立っており、凛との結婚は姻閥結婚であった。しかし、凛は心から彼女を愛していたため、涼介に対し嫉妬の炎を燃え上がらせる。そんな折に涼介と出会い惹かれた結果、結婚を拒否して父と大喧嘩となる。凛は理由を話してくれればそれを受け入れるつもりでいたが、彼女は最後まで理由を話さないまま命を絶った。自らの想いがかなうことのない状況と周囲との軋轢が彼女を追い詰め、結果的に自殺に至った。これが原因で涼介と凛は決裂することになる。
なお彼女は命を絶つ直前に涼介に電話しており、その最中に手首から血らしきものが流れている。彼女の死に対して北条豪は「バカな女さ。自殺なんかするから残された者たちの人生が狂う」と痛烈に批判している。

### Final Stage

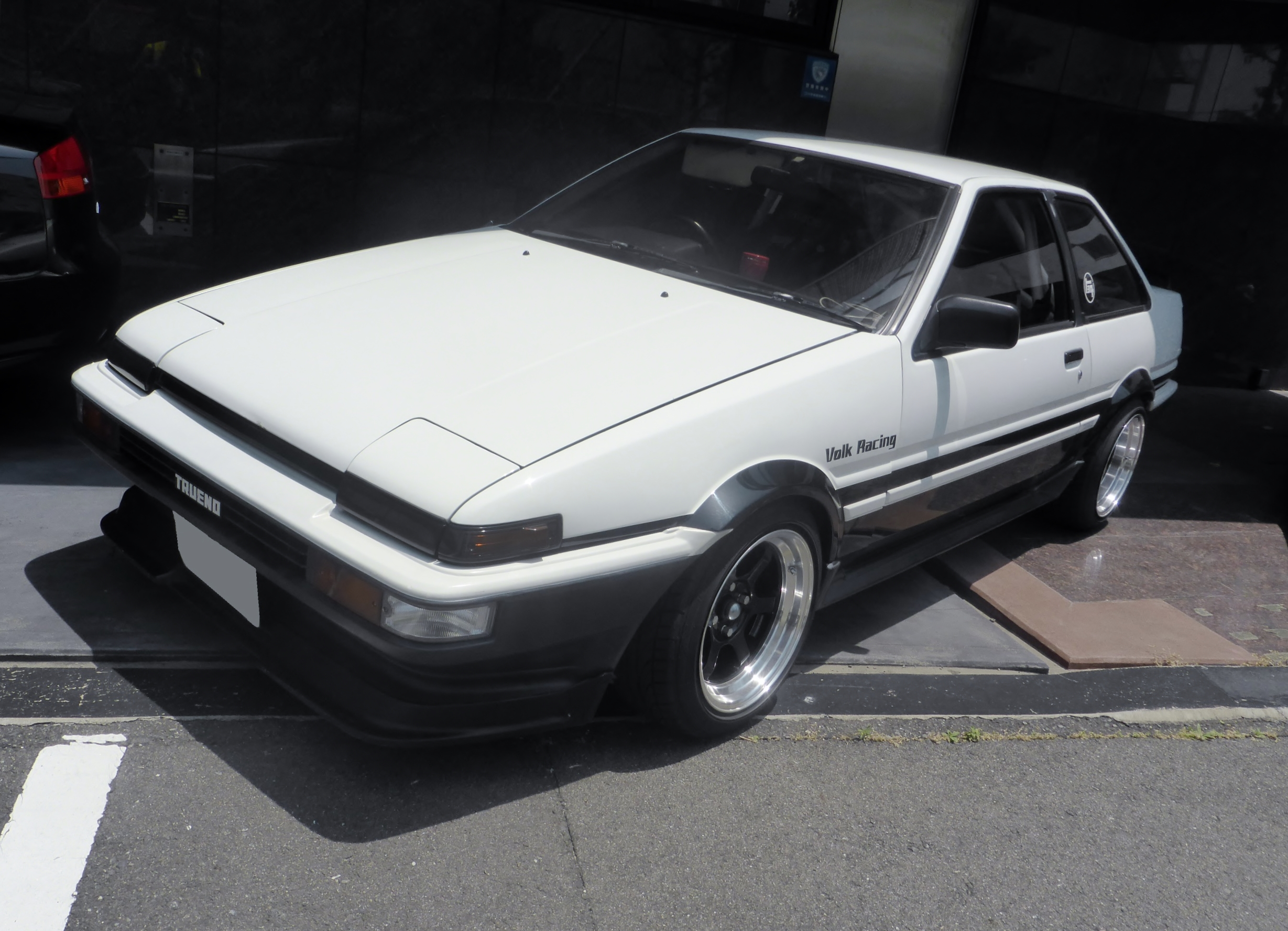
乾信司搭乗車と同型・同色のAE86 スプリンタートレノ 2ドア 後期型

アニメ「Final Stage」に先駆け、乾信司はゲーム「ARCADE STAGE 7 AA X」に先行登場。アニメ版でもゲーム版と同じ声優が起用されている。
乾 信司（いぬい しんじ）
声 - 阿部敦
本編で最後にバトルを行うドライバー。北条豪がダウンヒル担当ドライバーとして呼び寄せた18歳の少年。片親であること、無免許で毎日同じコースを走り続けていること、愛車がハチロクで元々は親の車であること等多くの面で拓海に似た経歴を持つ。学業成績は芳しくないが、知能指数と空間認識能力はずば抜けて高い。搭乗するトレノは死別したラリーストの父の遺品。
普段は内気で温和な性格で拓海と似ているが、ドライブ時には相手を故意に前に出す、悪意はないが躊躇なく相手のクルマにぶつけるなど怖いもの知らずで大胆不敵な性質は拓海と異なっている。
小学4年生ごろに、疲労を押して自分を学校に送迎する母の姿を見かね、帰りの下り道限定でハンドルを握るようになる。毎日のように母の運転とコースを見てきたため、初乗りで自分の手足のようにトレノを操る運転技術をすでに身に着けていた。その走りは「どれだけブレーキをかけずに走れるか」という「ゲーム」と、「助手席で眠る母を起こさないよう走る」という、彼の優しさから来る目標から培われたもので、母曰く「横Gの移動を感じさせない」「二つのRが混じったコーナーを一つのRにまとめて走ってしまう」「本当に助手席で眠ってしまう」とのこと。ただし、あくまでそのコースに特化した走りであるため、ほかのコースでは平凡なドライバーだろうとも評されている。また、当人は技術以前に速さを競うモータースポーツの面白さが理解できないため、モチベーションの低さが唯一の欠点である。走行中のクルマを見るだけでドライバーの実力や感情の変化を察知できる特殊な能力を持ち、スパイラル戦では拓海のハチロクから「白い翼」を見たと発言する。
母にせっつかれバトル会場に赴くものの、今だ迷いを断ち切れずギャラリーとして豪と啓介のバトルを観戦する。そこで知り合った真子と沙雪との会話を経て心を動かされ、激走を繰り広げる豪と啓介の姿を見て「走りを通してヒーローになってみたい」という願望を抱き、ついに出走を決意する。
余裕を持った独特のリズムで先行して拓海を苦しめるが、以前に見た「白い翼」をもう一度この目で見たいという思いから、突然ハザードを点灯して進路を譲り、拓海を前に出すという常軌を逸した行動に出る。拓海は混乱から走りに精彩を欠き、信司は「白い翼」を見ることができず、拓海のハチロクに接触しながら抜き返しを図り、見事功させた。
その後、再び先行のままバトルを続けるも、走行ラインが乱れると本来の走りができなくなるという弱点を拓海に見抜かれブラインドアタックで抜かれる。その際に拓海のハチロクから「白い翼」が生えるのを見る。終盤では、走り方の違いから拓海のハチロクのタイヤが苦しくなり、ツッコミが甘くなっているのを見抜き、再度インからハチロクに接触しながら抜き返し、その後拓海に並走されると、お互いガードレールや標識、車体同士に接触しながらのバトルを繰り広げる。最後はゴール直前にブラインドアタックを駆使して抜き返した拓海のハチロクがエンジンブローを起こしスピン。窮地に直面したことのない信司は判断が遅れ、接触を回避しようと自らのハチロクもスピンさせて体勢を立て直そうと360度ターンさせるも大きく失速。拓海のハチロクは180度スピンした直後クラッチを切りバック走行に入りゴールラインを駆け抜け、信司の敗北という結果となった。
アニメ版では愛車の2ドアハチロクはエンジンブローするまでの拓海のハチロクのエンジン音を流用（ただしスタート前の空吹かしのシーンのみロードスターのエンジン音が使われていた）。
搭乗車種…AE86 トヨタ・スプリンタートレノ GT-APEX 2door（1985年式 後期型）

ボディカラー…ハイテックツートン
主な外装パーツ…純正リアスポイラー、RSワタナベ製ホイール
主な内装パーツ…ロールバー（メーカー不明）、ステアリング（ナルディ・クラシック）
ナンバー…相模57 い 12-186 / 相模57 ほ 2-186（ゲーム「ARCADE STAGE Zero」）

信司の母親
声 - 広瀬有香
夫との死別後、女手一つで息子の信司を育てた。箱根の温泉街で働いており、交通量の多い朝は自ら運転して通勤している。夫の影響から車に関する知識と技術はそれなりにあり、信司の早さがブレーキをほとんど踏まない｢ノーブレーキ走法｣ということを久保に語っている。